# Bigophone

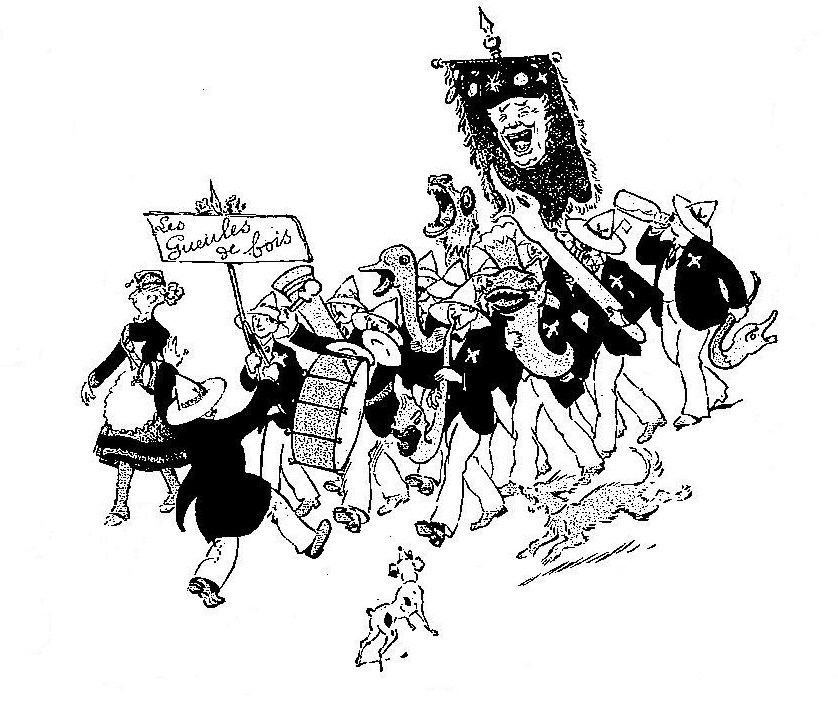
Les Gueules de bois de Ménilbuche, un ensemble de bigophones caricaturé par Léonce Burret en 1913.

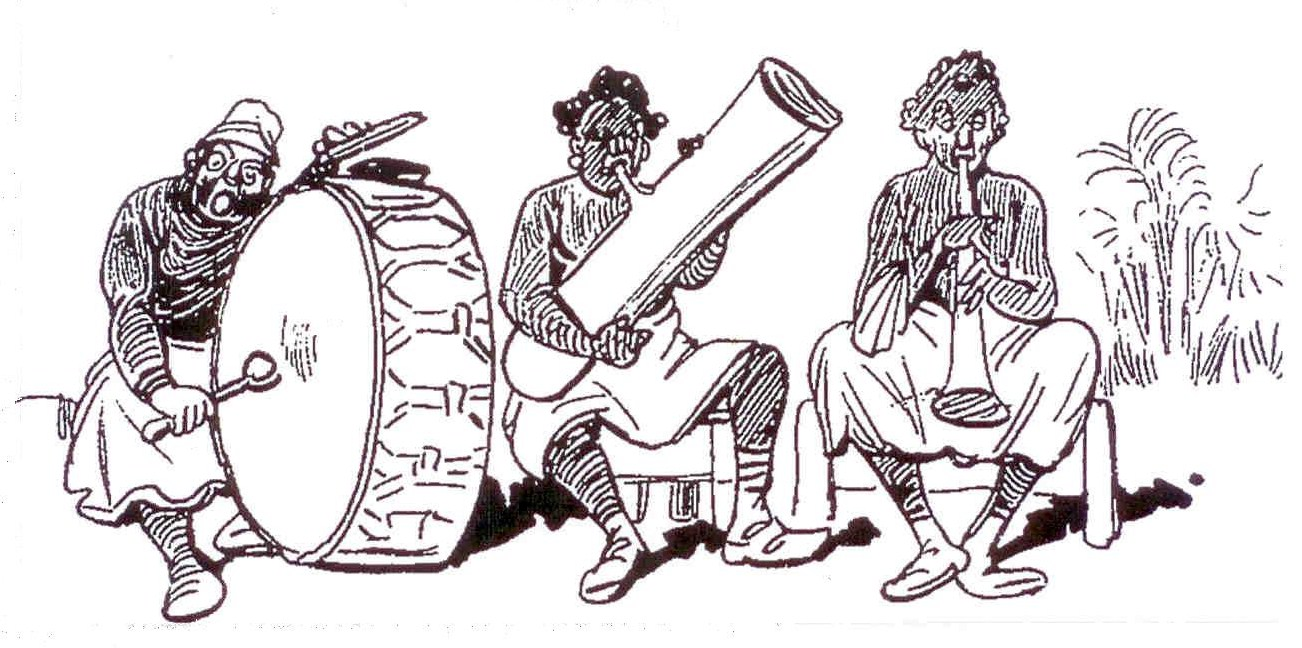
Un petit ensemble bigophonique : à gauche la grosse caisse avec cymbales, le percussionniste chante pour suivre la musique, à droite : deux bigophones. L'embouchure du bigophone du milieu est placée perpendiculairement à l'ouverture du pavillon de l'instrument. Caricature d'Henriot parue dans Le Journal amusant, le 17 mars 1894.

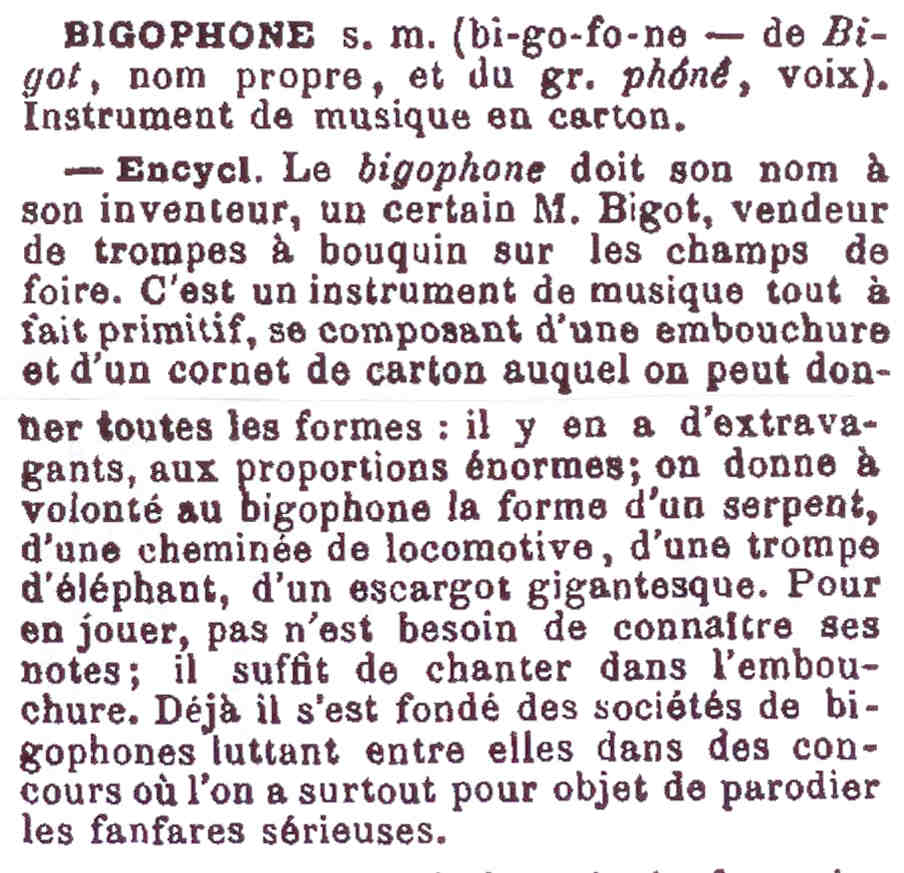
Pierre Larousse, Grand dictionnaire universel du XIXe siècle, Paris 1890.

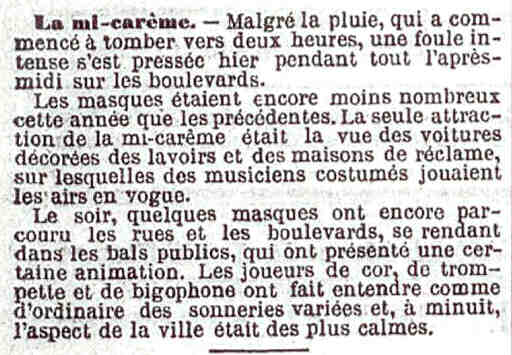
Les bigophones à la Mi-Carême au Carnaval de Paris 1888.

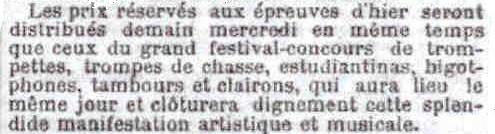
Les bigophones au grand concours international de musique de Puteaux en août 1900.

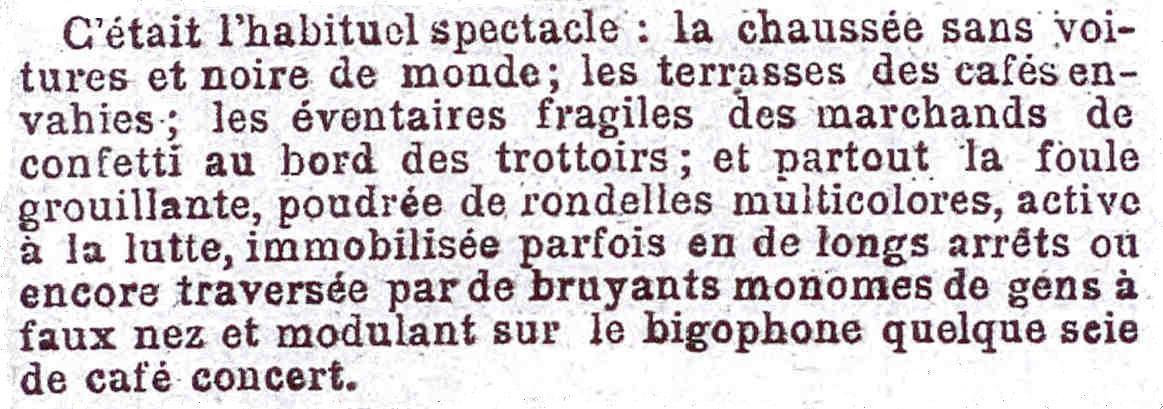
Les sociétés bigophoniques au Carnaval de Paris 1902 sur les Grands boulevards.

 (juillet 2023).
Le bigophone ou bigotphone est un instrument de musique carnavalesque, un mirliton déguisé, d'aspect décoratif, bruyant, populaire, bon marché et facile à fabriquer.
En octobre 2011, le coût de fabrication d'un bigophone artisanal est d'environ 4 euros, dont l'achat d'un kazoo à 3 euros.
Le bigophone tire son nom de Romain François Bigot (né le 4 mai 1835 à Saint-Nicolas-de-Port, mort le 16 janvier 1903 à Paris 3e), « marchand de trompes à bouquins sur les champs de foire ». Nom auquel est ajouté le suffixe grec -phone, voix.
Le bigophone est aujourd'hui tombé dans l'oubli, le mot n'évoquant plus qu'une désignation familière du téléphone pour la plupart des gens. « Bigophoner » signifie alors téléphoner, et « bigophonique » prend le sens de téléphonique, le mot « bigophone » étant même contracté en « bigo ». Le son nasillard des voix dans les premiers téléphones rappelant le son des bigophones musicaux, le mot « bigophone » commence très tôt à être utilisé familièrement pour désigner le téléphone. Selon un ouvrage de Jean Damien Lesay paru en 2004, cette pratique remonte à l'année 1918.

## Étymologie

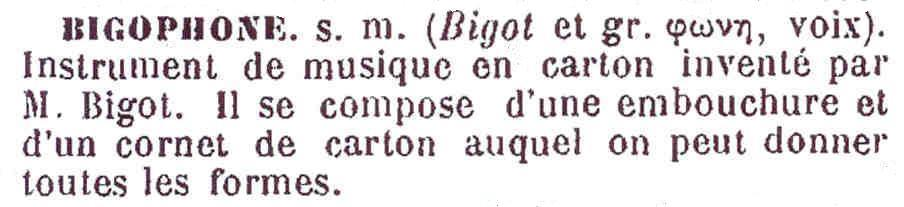
Dictionnaire des dictionnaires, Paris 1895.

Bigotphone est à l'origine une marque déposée par Bigot son inventeur.
Le mot évolue par la suite en se simplifiant et perdant son « t » d'origine.
En 1928, on voit même les deux orthographes utilisées simultanément dans un même article paru dans le journal Le Petit Parisien.
Le texte d'une pièce de théâtre enfantine datant de 1903 utilise l'expression mirlitons bigophones : « Le clown entre par la droite et s'arrête au milieu du théâtre ; les quatre écuyers se placent derrière lui et jouent une musique grotesque avec des mirlitons bigophones. »
En 1935, le lecteur trouve dans L'Humanité le mot « bigophones » abrégé en « bigots », en conservant curieusement le « t » oublié par ailleurs du mot d'origine.
Parfois le mot bigotphoneux ou bigophoneux est utilisé à la place de l'habituel bigotphoniste. Cela arrive, par exemple, à Montmartre, à Poitiers ou, encore aujourd'hui, à Châtellerault. 
Ce mot se trouve également dans un article du journal La Croix le 23 mars 1933.
En 1915, à Toronto, est fondée la Curtiss Aviation School, première école d'aviation canadienne. Durant les vols d'entraînement, l'instructeur est placé à l'arrière, l'élève pilote à l'avant. Le bruit du moteur et le vent rendent la communication difficile entre les deux. Il est alors imaginé un dispositif qui, par sa forme, rappelle le bigophone : un long tuyau flexible reliant la bouche de l'instructeur à l'oreille de l'élève. Ce dispositif est baptisé bigophone. Vers 1935, un glossaire de l'armée de l'air française donne la définition : « Bigophone : tuyau acoustique permettant le dialogue entre le pilote et le passager. »

## Résumé de l'histoire du bigophone

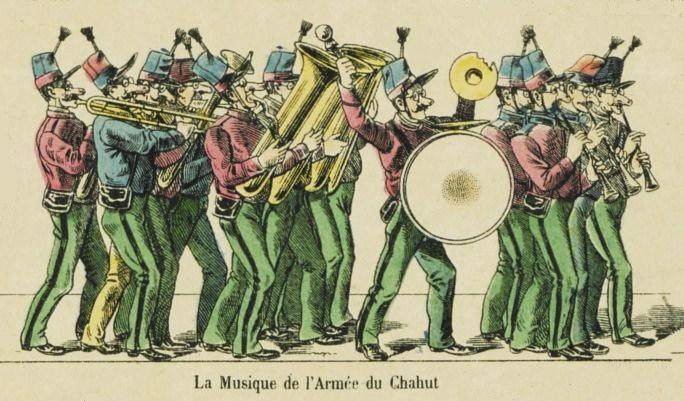
La Musique de bigophones de l'Armée du Chahut des étudiants parisiens à la Mi-Carême 1894 à Paris.

Cette invention est liée au Carnaval de Paris. En effet, Romain François Bigot exerce comme profession la vente de cornets à bouquin sur les champs de foire, un instrument de musique alors très prisé au moment de cette fête. L'inventeur se fera vite le très efficace propagateur de son invention. Initialement, le bigophone est inventé pour le comique Bienfait, qui chante « Méli-Mélo » au Ba-Ta-Clan. Pour son invention, Bigot s'est inspiré du mirliton, qu'il a perfectionné.
L'usage du bigophone va être, durant plus de cinquante ans, extrêmement répandu en France et Belgique. Dans ces deux pays, des goguettes, par centaines, s'organisent en fanfares de bigophones appelées « sociétés bigophoniques », « fanfares de bigophones », « bigophones » ou simplement « fanfares » sans autres précisions. Chaque fanfare a son costume caractéristique, qui peut être comique. 
Les bigophones se trouvent dans les magasins d'instruments de musique. Certains magasins vendent des assortiments complets de douze instruments pour former des fanfares. Il arrive aussi qu'on les fabrique soi-même, car ils sont très faciles à fabriquer.
Les fanfares de bigophones se produisent joyeusement un peu partout, dans les petites comme dans les grandes occasions, dans les petites comme dans les grandes villes. Elles participent par exemple à l'inauguration d'un nouveau boulodrome à La Baule que défiler au Carnaval de Paris pour la Mi-Carême.
Les bigophonistes participent à de nombreux concours de bigophones, des rassemblements musicaux, comme le grand festival-concours de trompettes, trompes de chasse, estudiantinas, bigotphones, tambours et clairons de Puteaux, le 15 août 1900. Ou se rassemblent dans des réunions bigophoniques, comme le Grand festival de bigophones de 1929 à Châtellerault, ou le festival national des sociétés bigophoniques de 1933 à Gennevilliers.
Le bigophone paraît avoir eu rapidement une diffusion internationale :
Dès 1886, il est vendu à Saint-Pétersbourg, comme l'atteste une publicité parue dans un journal russe. 

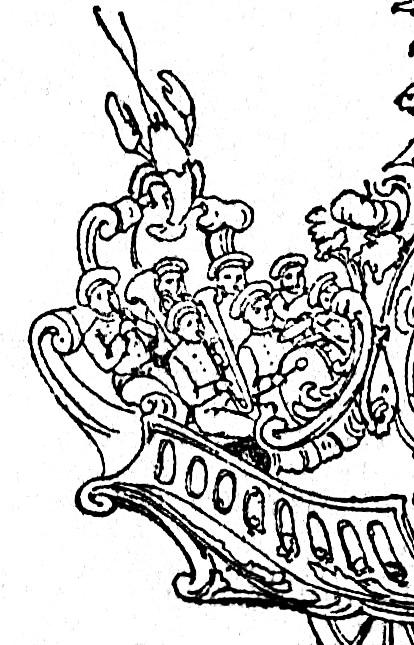
Un ensemble de bigophonistes costumés en marmitons, installé à l'arrière du Char de la Reine des Reines de Paris, défile à la Mi-Carême 1906.

En 1887 et 1889, dans un quotidien d'Amsterdam paraît une publicité pour des "bigotphones" d'importation fabriqués en Allemagne. La fabrication des bigotphones et leur diffusion en Allemagne durent jusque vers 1930. Ils sont aujourd'hui oubliés dans ce pays.
La renommée du bigotphone atteint la Nouvelle-Zélande, où le Nelson Evening Mail lui consacre un article le 6 septembre 1887.
En 1888, les bigotphones arrivent à Hawaï.
En 1892, des bigotphones sont vendus à Vienne en Autriche-Hongrie et en Suède. Dans ce dernier pays, ils le sont en qualité de : skämtinstrument för Julkarnevalen, instruments comiques pour le Carnaval de Noël.
En 1903, à Perth, en Australie, existe un orchestre de bigotphones.
Aux États-Unis ont prospéré à partir de 1896 et durant des dizaines d'années plusieurs équivalents du bigophone : le zobo, le songophone, le sonophone et le vocophone. Des bigophones sont également vendus aux États-Unis. Et des zobos se trouvent vendus à Londres en 1896. Le lancement du vocophone est postérieur au zobo. Son brevet a été déposé le 11 décembre 1900.
Pour rythmer la musique, des percussions, grosse caisse et cymbales, sont utilisées pour accompagner les bigophones et jouent un rôle important. La grosse caisse et les cymbales sont régulièrement présentes sur les photos de groupes des sociétés bigophoniques. Pour suivre les airs, le percussionniste chante tout en jouant de ses instruments.
Les fanfares de bigophones peuvent faire appel à d'autres instruments classiques : bugle, clarinette, etc.
Autre rencontre entre instruments classiques et bigophones : le 16 décembre 1934 à Niort, l'orchestre des officiers de Saint-Maixent qui accompagne le bal de la fête au profit du préventorium local, offre vers 21 heures un intermède comique en troquant ses instruments contre des bigophones.
Des compositeurs se spécialisent pour créer des arrangements de musique pour bigophones. Chaque morceau comprend quatre parties, pour quatre voix. Il existe même des morceaux composés directement pour le bigophone, comme l'Hymne bigophonique de la Brême, écrit pour la fanfare de la Brême Bigophonique de Bourré.
Excepté dans quelques villes, comme Châtellerault, Rurange-lès-Thionville ou Le Luc, le bigophone est aujourd'hui bien oublié par le grand public. Le mot lui-même n'évoquant souvent plus pour lui que le téléphone.
Sont découverts sur Internet des traces du bigophone et des ensembles bigophoniques, mais la plupart de celles-ci ne font guère penser à l'ampleur de la splendeur passée de cet instrument.

## Invention et développement

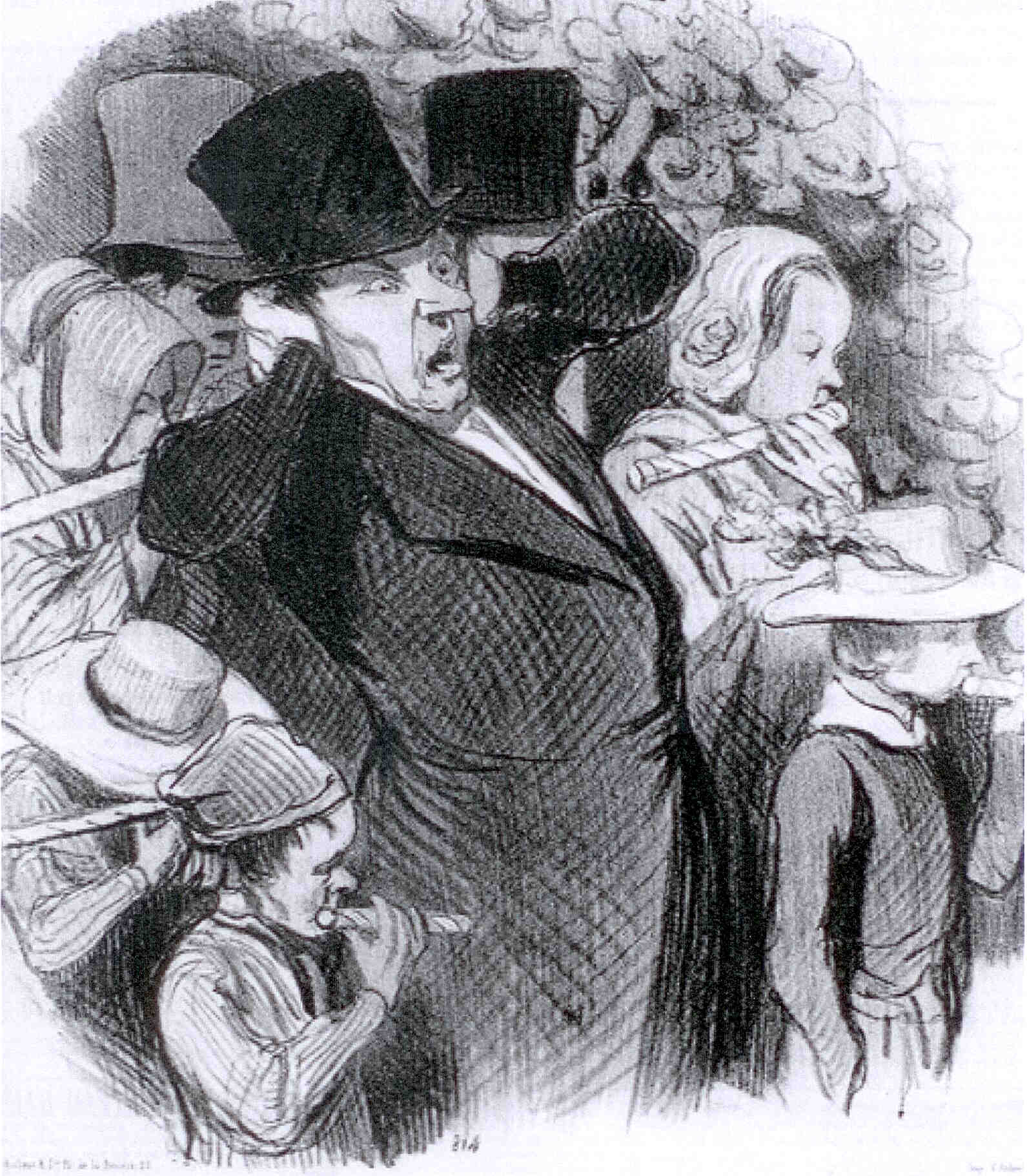
Les mirlitons de la foire de Saint-Cloud vus par Honoré Daumier.

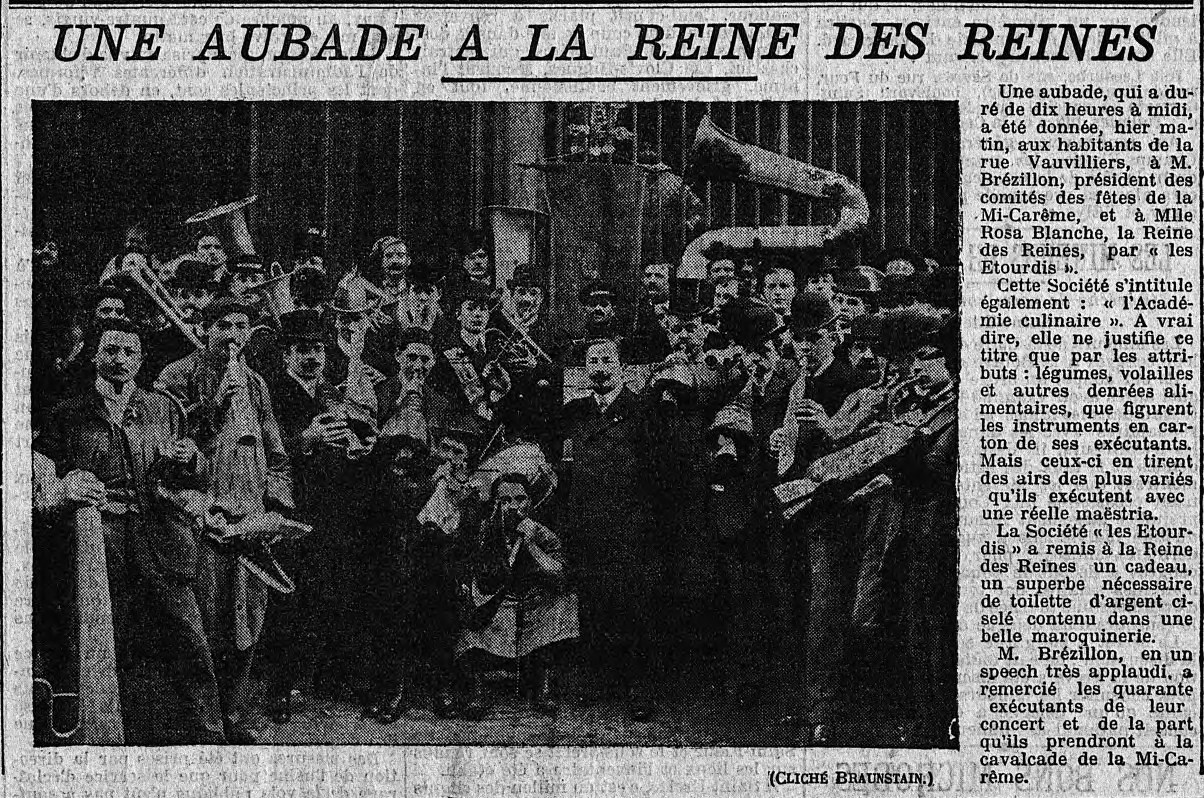
« L'Académie culinaire » ou « les Étourdis », une société bigophonique parisienne aux instruments en formes de denrées alimentaires, aux fêtes de la Mi-Carême 1906.

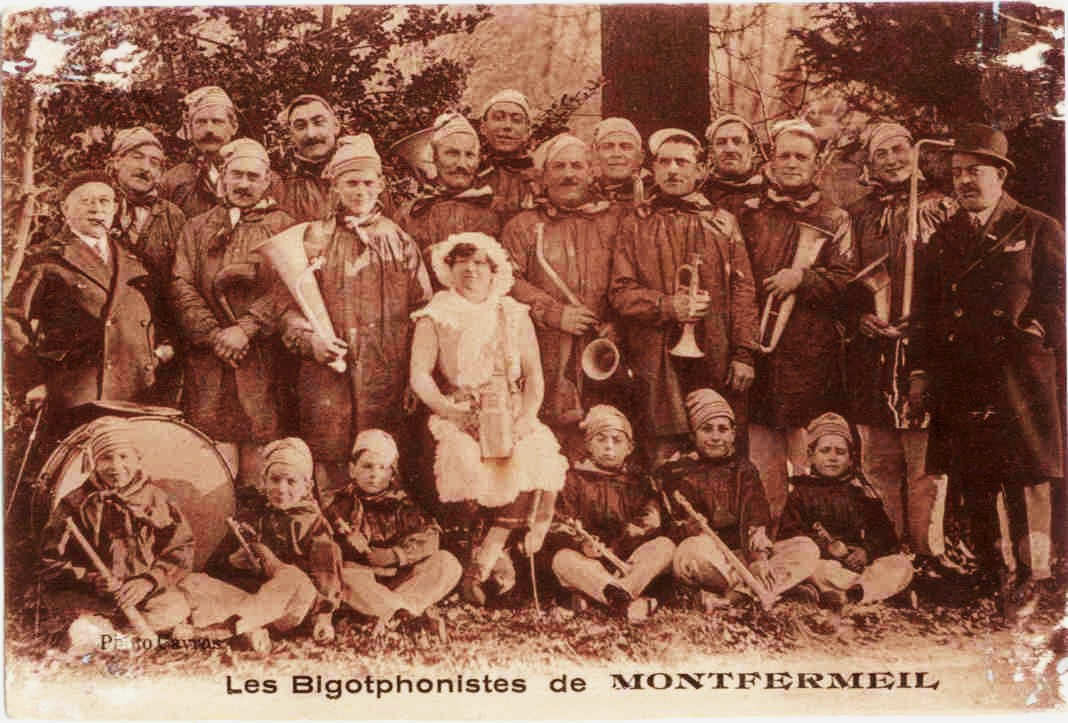
Les Bigotphonistes de Montfermeil vers la fin des années 1920. Le 24 juin 1934, ils défilent en diligence dans le cortège des fêtes de leur ville.

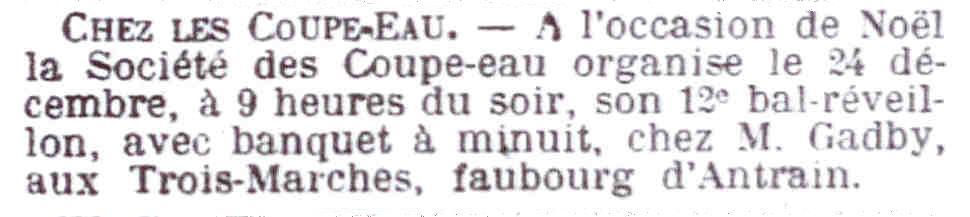
La célèbre société bigophonique rennaise Les Coupe-Eau, fondée en 1900, fête Noël en 1913.

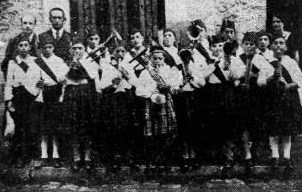
Ensemble de bigophones formé d'enfants costumés en Écossais pour la fête de la Saint Fiacre à Fougères le 25 août 1935.

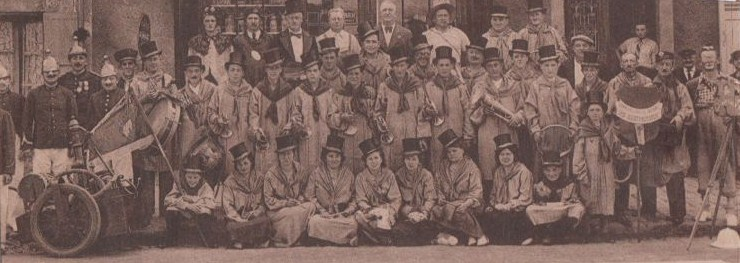
Les bigotphonistes de la Commune libre de Persan au début des années 1930.

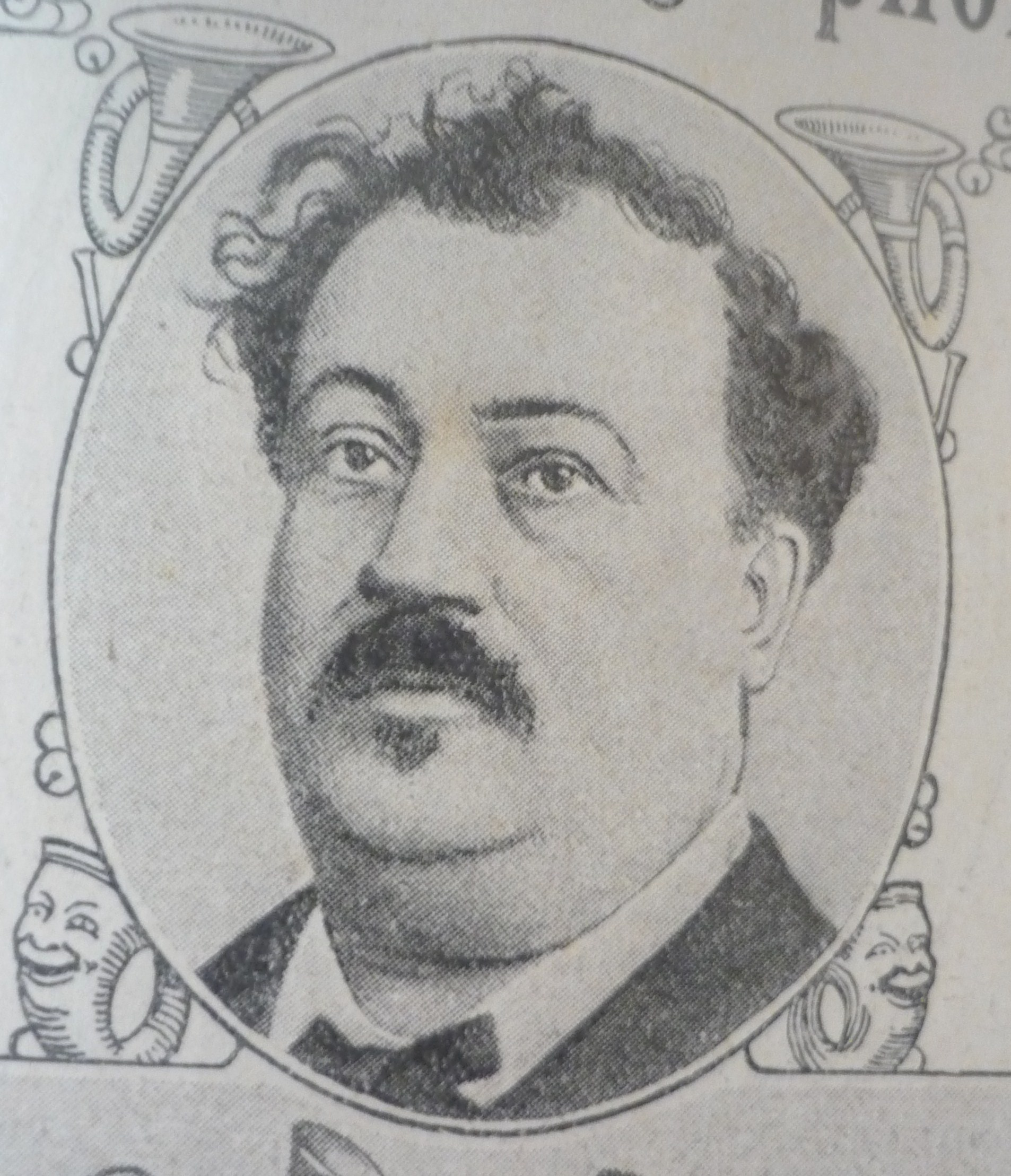
Romain François Bigot inventeur du bigophone.

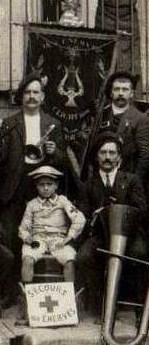
Une figure comique d'un concours de bigophones aux Lilas en mai 1912 : le Secours aux énervés.

Le 16 août 1895, G. Davenay fait pour Le Figaro, dans un article intitulé Les destinées du mirliton, le récit de l'invention et du développement du bigotphone : « Tout d'abord, on rechercha dans les bigotphones la bizarrerie des formes, la joie de tirer à l'improviste un air d'un saucisson ou d'un pain de quatre livres. Mais les malins s'aperçurent qu'en dehors de ces plaisirs de mascarade, on pouvait leur demander quelque chose de plus. Suivant la capacité des chambres de résonance, ils rendaient des sons aigus ou graves, suffisamment divers pour constituer une assez grande variété de timbres. Il était donc possible d'organiser des orchestres avec parties, et quantité de bons jeunes gens nourris dans les chorales et autres orphéons s'empressèrent d'ajouter cette corde à leur lyre. »

## Date de l'invention du bigophone
Les dates indiquées dans livres et articles varient : 1883, 1884 ou 1881.
Comme la Fédération bigophonique en 1931 s'apprête à fêter le cinquantenaire de l'invention avec Bigot fils, la date est certainement 1881.
La date 1883, souvent indiquée, correspond peut-être à autre chose dans l'histoire de l'instrument : par exemple le début de sa fabrication et commercialisation à grande échelle.

## Description du bigophone
« Instrument de musique en carton inventé par M. Bigot. Il se compose d'une embouchure et d'un cornet de carton auquel on peut donner toutes les formes. »
Il s'utilise pour chanter dedans en faisant tut-tut-tut. Le son de la voix se répercute sur un petit morceau de papier mince du type du papier à cigarette ou papier de soie qu'elle fait vibrer tendue sur une ouverture latérale. On obtient une amplification déformée et nasillarde de la voix de l'instrumentiste qui fredonne l'air.
Le carton dont sont faits les bigophones est du carton-pâte, comme cela est précisé dans les vœux ironiques du journal Le Gaulois à deux nouvelles goguettes en 1922 :
… et nous souhaiterons prospérité à ces sociétés qui, au prix où est le cuivre, se contentent de faire du bruit avec des instruments de carton-pâte.
En 1898, Maurice Méry écrit : « Bigotphone vient tout simplement de Bigot, l'inventeur de ces instruments que certains savent rendre harmonieux. Ce brave homme, un des mille petits industriels ingénieux comme Paris seul en produit, eut le premier l'idée de donner au mirliton – car ce n'est pas autre chose – des formes ou drolatiques, ou inspirées des instruments de musique. »
Et Charles Géhin ajoute : « La maison Bigot existe à Paris ; son industrie prospère et lui a valu, je ne sais sous quelle rubrique, une vingtaine de récompenses très appréciables aux expositions où elle s'est manifestée. »
Certains bigophonistes fabriquent eux-mêmes leur instrument. Les bigophones sont souvent munis de pavillons amplificateurs imitant plus ou moins l'aspect des vrais cuivres.[réf. souhaitée] Il en existe également de toutes formes : animaux, légumes, etc. et toutes couleurs.
Le Mardi gras 24 février 1903, les camelots parisiens vendent des « cannes bigophones ».
André Malraux, dans un texte intitulé Lunes en papier, s'est amusé à dresser une énumération de bigophones canards, trompes, clairons, trompettes, biberons, dauphins, clarinettes, bouteilles, vipères et saucissons.
L'usage du bigophone est à la portée de tous, adultes ou enfants. En jouer est facile. C'est même une référence de facilité instrumentale. Comme l'écrit Le Temps en 1909 à propos de pratique musicale : « M. Clemenceau n'a jamais tenté d'exécuter, même au bigophone, la plus facile des mélodies ».
En 1900, Étienne Darquet écrit dans L'Avenir Bigotphonique, Organe officiel de l'Union Bigotphonique de France :
Pris individuellement, le bigotphone, qu'il représente une contrebasse, un alto, une clarinette ou un piston, ne donnera toujours que le son de la voix plus ou moins sonore, suivant la forme de l'instrument, et (c'est là le principal avantage du bigotphone) timbré par le titillement de l'embouchure ; titillement qui permet à une personne ayant une voix blanche, voire désagréable à l'oreille, d'avoir le même timbre qu'un chanteur de profession. Je crois avoir démontré clairement que toute personne aimant à chanter peut faire un bon bigotphoniste.
Les bigophones ont remporté un succès massif et foudroyant. En adaptant à un kazoo même juste un simple cornet en papier, l'amplification du son est déjà telle qu'il ne s'agit plus du tout du son d'un kazoo, mais de celui d'un bigophone.
Le public lit, dans la description des célèbres bals costumés du Courrier Français à l'Élysée Montmartre, dont le premier a lieu en 1887 :
Pendant les intervalles des danses, il y eut divers intermèdes : entrée des orgues de Barbarie, celle des guitaristes du Nouveau Cirque, l'orchestre Abyssin, la marche triomphale de trente bigophones jouant : En rev'nant de la Revue et les Pioupious d'Auvergne, un menuet dansé par les danseuses des Folies Bergère, des ombres vivantes naturalistes…
À côté du premier bigophone populaire, en carton, apparaissent aussi des bigophones luxueux, comme ce « Bigophone Américain cuivre nickelé. Double vibreur imitation du saxophone, 15 francs » dont la publicité se trouve dans Le Petit Parisien en 1925.
Le bigophone initialement a vocation d'être un instrument bon marché. Il existe aux côtés d'autres articles festifs comme le chapeau de clown pointu en carton bariolé et n'a pas plus vocation de durer.
Durant plus de quarante ans, les bigophones sont pourvus d'embouchures en carton ou bois que l'humidité détériore. Ils sont vulnérables et fragiles, car la membrane vibrante et le reste de l'instrument ne font qu'un. Ce qui signifie que si la membrane est déchirée, le bigophone est inutilisable et fini à la poubelle. Cette situation va changer en 1927.
Cette année-là, le catalogue d'un magasin parisien d'articles festifs annonce :
Nouveautés Sensationnelles pour les Bigophonistes
Une embouchure en métal blanc amplifiant le son remplaçant les embouchures en bois. Cette embouchure très pratique ne peut s'abimer ni par l'humidité ni pour aucune cause et la membrane vibrante se remplace à volonté, donc plus d'instruments aphones, tous donneront le maximum de son — ce sera un potin infernal.
Prix de chaque embouchure Stentor…………………………………………………………………………. 5 frs.
Ce qui est plutôt cher pour l'époque.
Le bigophone reste un instrument bon marché lorsqu'il est réalisé artisanalement avec un kazoo, une feuille de papier fort, du ruban adhésif et quelques agrafes.

## La fabrication des bigophones

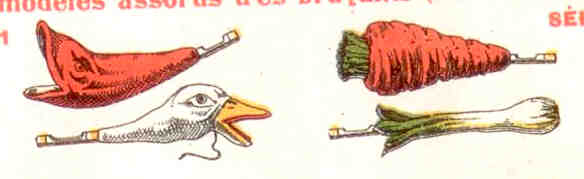

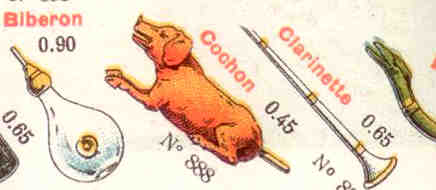

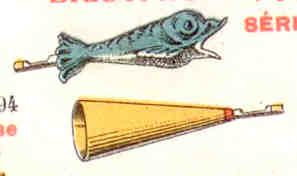
Bigophones en vente à Paris vers 1915 dans le Catalogue de Veuve Lecour et Brouchot.

La fabrication des bigophones est artisanale, comme écrit dans les deux articles suivants : 
- Description par Le Temps, en 1893, des alentours du logis du père Brécheure, sculpteur de têtes de marionnettes pour le Guignol, demeurant rue d'Eupatoria à Paris, près de l'église Notre-Dame-de-la-Croix de Ménilmontant[67] : « On entre par une petite cour au fond de laquelle un mouleur de bigophones fait sécher des mirlitons, qui sont des képis ou des fourneaux de pipes bourrés de varech. »
- En 1904, dans La Revue universelle, un article sur l'industrie parisienne du jouet écrit[68] : « Du papier d'emballage ramassé dans les sous-sols des magasins, et vendu 16 francs les 100 kilogrammes ; de la colle de farine et alun (2 francs les 40 kilogrammes), un moule en pierre pour y tasser la pâte avec la mailloche ; et cela suffit pour monter, par moitiés qu'on soude ensuite, des masques, des chevaux, des accessoires de cotillon, des bigotphones, chevaux-jupons, poissons d'avril, charcuterie et pâtisserie de théâtre, passe-boules, quilles fantaisie. »

## Le cri des vendeurs des bigophones
Comme le note Le Rappel en 1903, les vendeurs de bigophones, au moment du Carnaval, attirent le public avec leur cri :
— Qui n'a pas son bibi, son bigot !!!

## Technique de jeu du bigophone
Pour jouer du bigophone il suffit de chanter dedans l'air en remplaçant les mots, s'il s'agit d'une chanson, par des tut-tut-tut.
En 1929, la Société chorale et bigophonique de Pont-Sainte-Maxence paraît de par son nom combiner les deux activités : le chant choral et la musique bigophonique.
Une technique plus perfectionnée du jeu du bigophone consiste à s'inspirer de la manière de souffler dans une trompette.

## Les sociétés bigophoniques

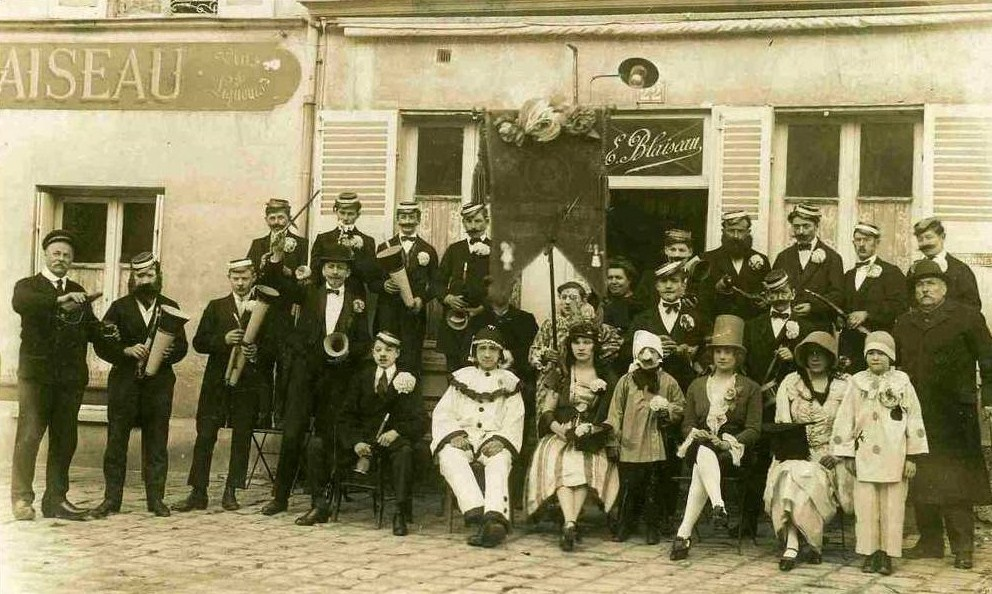
Certains bigophonistes de la Commune libre de Milly-la-Forêt s'affublent de barbes ou moustaches postiches à l'occasion de la Mi-Carême 1925.

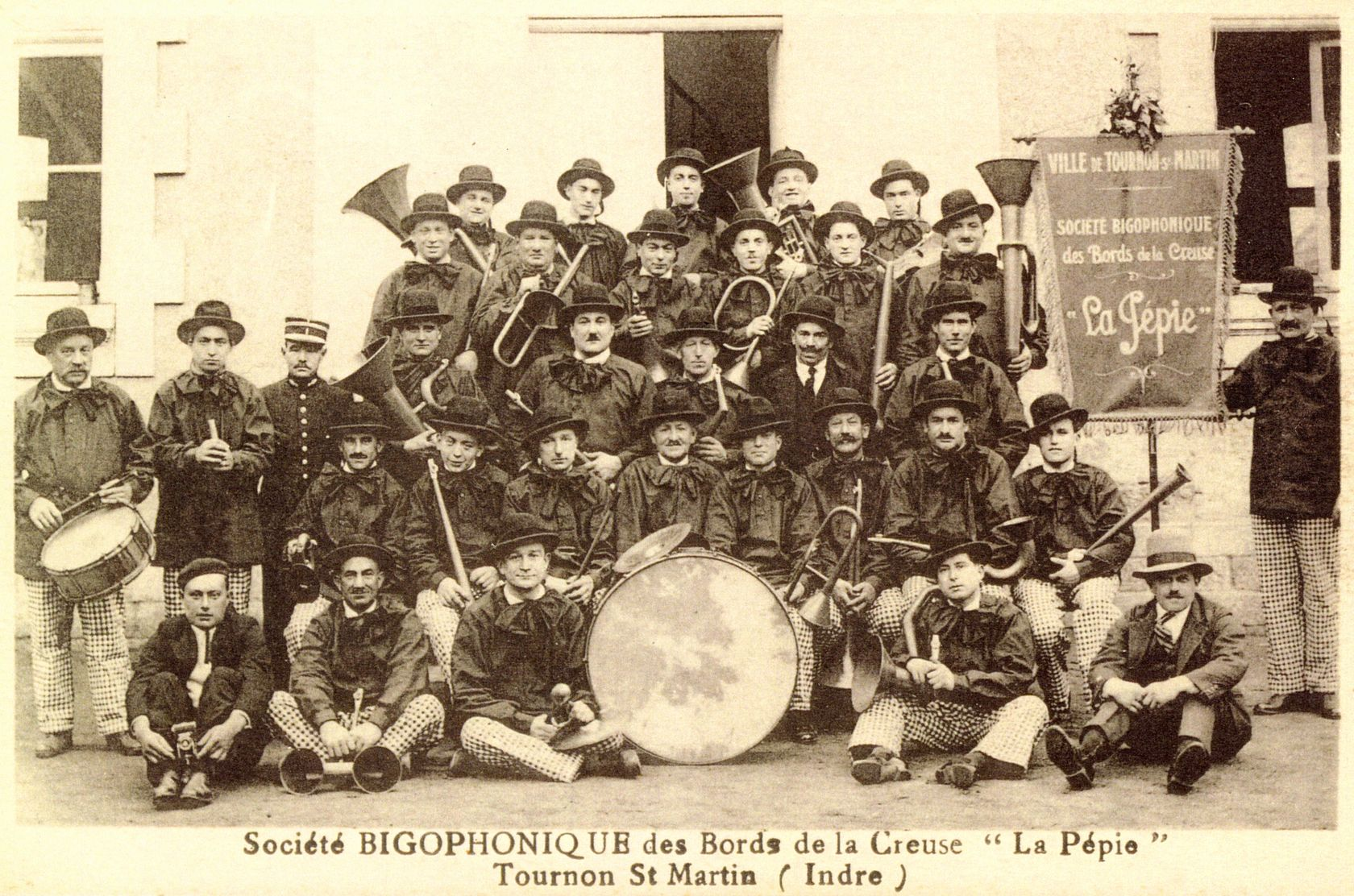
La Société Bigophonique des Bords de la Creuse « La Pépie » à Tournon-Saint-Martin. Un chercheur local, M. Pélegrin, a retrouvé les noms de tous les musiciens.

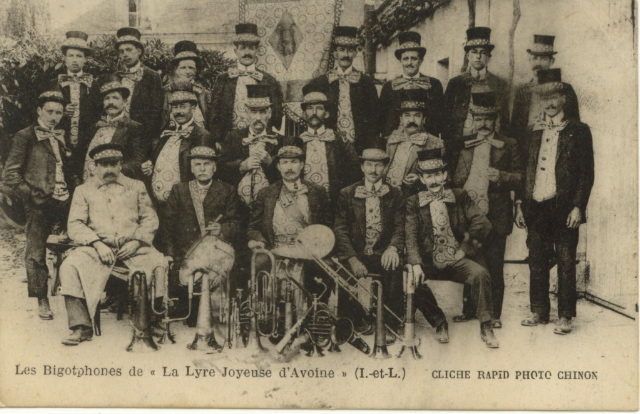
Tenue carnavalesque pour la Lyre Joyeuse d'Avoine : nœuds papillons géants, chemises fantaisie d'une grande audace pour l'époque, gibus avec foulard décoratif.

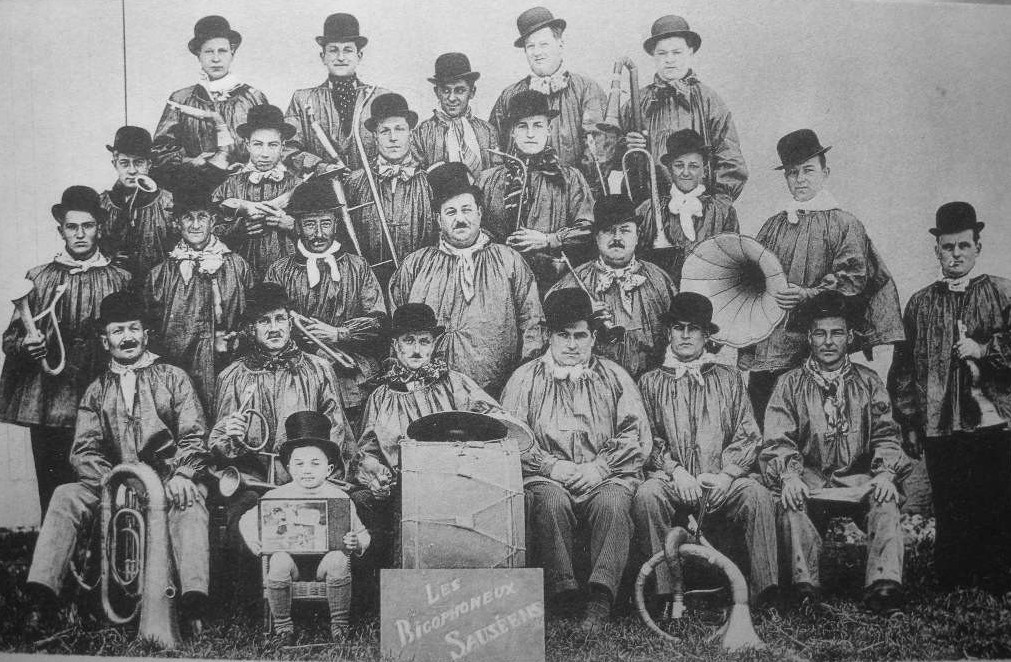
Les Bigophoneux Sauséens, société formé par les joueurs de boules de Sauzé-Vaussais. Les instruments ont des formes inspirées de cuivres classiques. Un pavillon de gramophone a aussi été récupéré. Grosse caisse et cymbales rythment la musique.

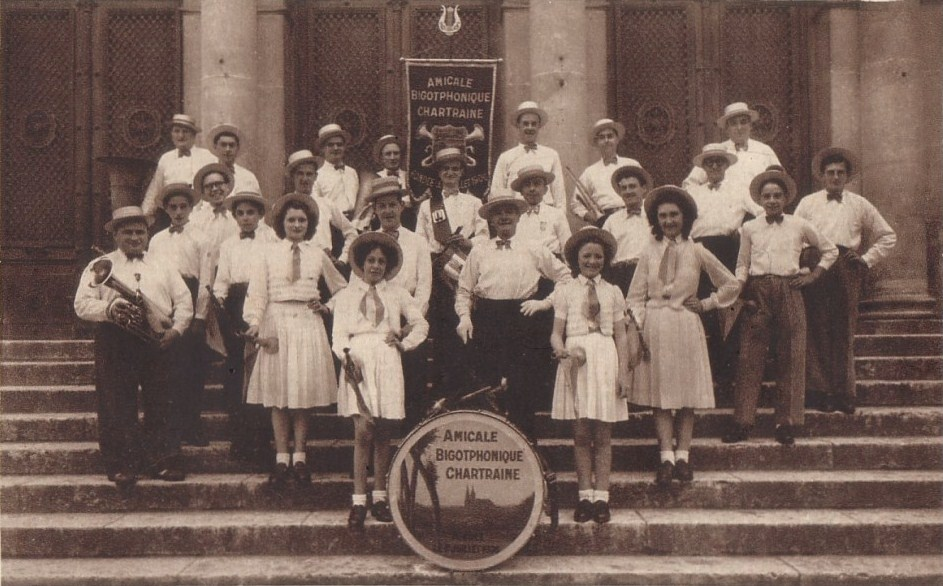
Canotiers et tenues estivales pour l'Amicale bigotphonique chartraine qui pose sur les marches du grand théâtre de Chartres.

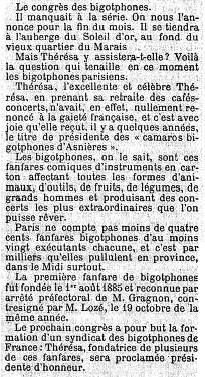
En août 1898, le premier congrès des bigotphones est annoncé par Le Figaro.

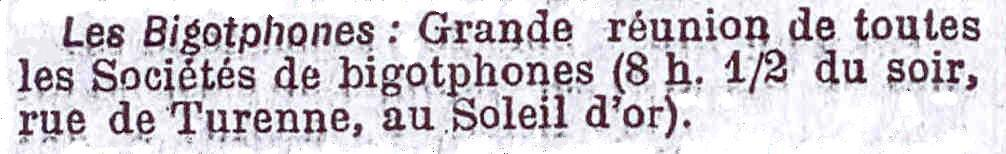
27 août 1898 : premier congrès des bigotphones.

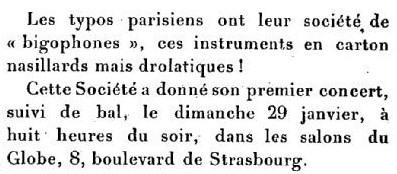
La société de bigophones des typographes parisiens donne son premier bal en janvier 1899.

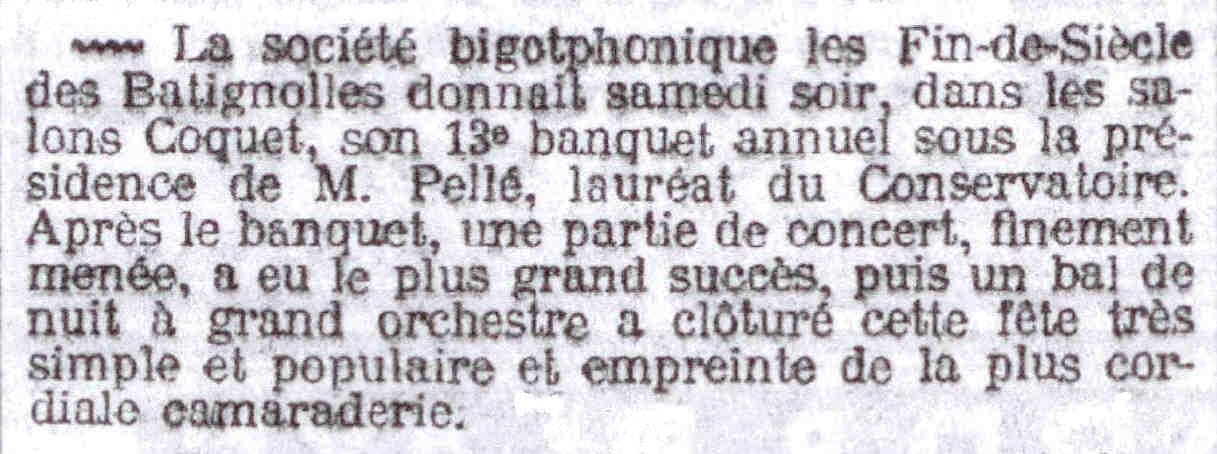
En janvier 1904, la société bigophonique parisienne les Fin-de-Siècle des Batignolles, organise son 13e banquet annuel dans les salons du restaurant Coquet 80 boulevard de Clichy.

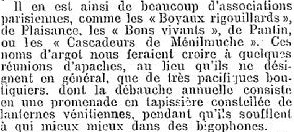
Échos de sociétés bigophoniques en 1907 qui vont participer chaque année au Carnaval de Paris, avec lanternes vénitiennes et bigophones.

Peu après l'invention du bigophone, les sociétés chantantes ou goguettes s'en emparent pour former des sociétés bigophoniques.
Jean Frollo, dans un article intitulé Paris qui chante, paru dans Le Petit Parisien le 18 janvier 1898, fait le récit de la naissance de ces ensembles festifs :
Vers ce même temps (1883), un industriel inventait ou perfectionnait ces instruments de carton qui, au Carnaval, remplissent de leurs sons nasillards les rues et les carrefours. Les Sociétés bachiques ne tardèrent pas à s'emparer de ces instruments pour former les plus étranges orchestres. La première Société dite des Bigotphones date de 1885. Un an plus tard, quelques typographes de la rue Vieille-du-Temple fondaient la Société des Typo-Cartophones. Le boulevard de Strasbourg, qui avait déjà une Fanfare Volapück, eut bientôt ses bigotphonistes. Montmartre créa sa Fanfare excentrique. Belleville adjoignit à ses Sociétés amicales les Bigotphonistes Rigolos. Le onzième arrondissement eut ses Zingophonistes ; le faubourg Saint-Denis, la rue Boulle, les rues Julien-Delacroix et Michel-Lecomte l'imitèrent, et d'autres encore, si bien que l'on ne compte actuellement pas moins de trente Sociétés bigotphoniques dans Paris et sa banlieue. Alfort à la Bamboche, Stains les Altérés, Pantin la Gaudriole, Saint-Ouen les Rigolos de Cayenne. Villemomble, Saint-Maur, Aubervilliers, Billancourt ont également suivi le branle. On ne sait trop où s'arrêtera cette bizarre expansion de la gaieté populaire qui se mêle partout aux rasades et aux chansons.
Ces sociétés sont nombreuses. Elles jouent un rôle important, notamment dans le Carnaval de Paris qui déplace des foules énormes.
Le Journal des débats politiques et littéraires parle des bigophonistes le 29 août 1898 :
Nous avons depuis hier une nouvelle fédération : la fédération nationale des bigophonistes de France.
Un bigophone, c'est un mirliton perfectionné ; un bigophoniste, un artiste qui se sert d'un instrument en carton.
La première Société de bigophonistes fut créée en 1884 par M. Le Borgne ; elle comprenait de joyeux fêtards dont le but principal était de faire beaucoup de bruit et d'organiser des parties de campagne. Aujourd'hui nous avons 24 sociétés de ce genre. Chacune a pris un nom de circonstance. Citons au hasard : les Combattants de la Mélancolie de Gonesse, les Sans-Couacs de Saint-Ouen ; les Philosophes de la Bastille ; les Joyeux Boulotteurs ; les Pas-Bileux ; les Souffle-à-Mort ; les Pieds de vigne de Montreuil.
Les bigophonistes font partie de la vie de la société. En 1896, à l'Alhambra de Marseille, Paule Page chante la noce à Bigophone. Cette chanson paraît avoir connu un certain succès. Son titre exact serait plutôt Une noce de bigophones. Elle est enregistrée, notamment par Charlus et il en existe une version en ch'ti. En 1898, à Paris, au théâtre des Folies-Dramatiques, est joué une Folie-Revue en trois actes et neuf tableaux de Monréal, Blondeau et Numès où apparaît dans la distribution un « chef bigophoniste ». En 1899, à Nancy, est fondée la société des Joyeux lurons bigophonistes nanceiens. Vers 1900, le compositeur français Émile Pessard compose et publie à compte d'auteur son opus 95 : une Valse burlesque pour mirlitons ou bigophones. En 1910, le bigophone est mentionné dans une chanson : Bouffons l'Air !, consacrée au Carnaval de Montpellier et due à Paul Rictus.
En 1922, l'organe officiel de l'Union nationale des combattants prend un ton comique. Il critique les Compagnies de chemin de fer qui accordent des réductions aux sociétés sportives ou musicales. Et les refusent aux anciens combattants qui veulent se rendre en pèlerinage sur l'ancienne ligne de front. Alors… anciens combattants, pour obtenir des réductions, devenez bigophonistes !
Il y a des bigophonistes partout, dans les grandes villes comme les petites et à la campagne. Leurs sociétés jouent dans la rue le dimanche, comme cela apparaît dans un texte de 1919 parlant de la ville de Puteaux :
Le dimanche matin, le marché fourmille de monde, une animation constante règne dans les rues. L'après-midi, Puteaux est une ville désertée : une Société de bigophonistes, qui donne une aubade à l'entrée du Boulevard Central, ne réussit pas à réunir deux douzaines de curieux.
Un Parisien raconte qu'avant 1914, tous les jeudis, un ensemble de bigophones répète dans la grande salle au premier étage d'un café de Belleville. Les enfants du voisinage, dont il fait alors partie, attirés par la musique, s'assemblent dans la rue et accompagnent de leurs chants les musiciens. Le dimanche, les bigophonistes défilent dans le quartier, buvant à chacun de leurs arrêts. Partis à 10 heures, ils reviennent, ivres, à 13 heures.
Certaines fanfares bigophoniques sont célèbres à l'échelle d'une ville, comme les Coupe-Eau ou la Gaieté Bigophonique Rennaise à Rennes. La renommée de la fanfare bigophonique d'un village peut s'étendre bien au-delà de sa région. Ainsi, par exemple, en 1932, la Brême Bigophonique de Bourré, dans le Loir-et-Cher, est invitée à Pornichet en Loire-Atlantique.
Il existe certainement des sociétés bigophoniques aux colonies, dans l'Empire français. Un « bigophoniste émérite » apparaît dans une nouvelle comique parue en 1928 dans les Annales africaines et le Turco, Revue politique et littéraire de l'Afrique du Nord.
Il existe également aux États-Unis des ensembles de vocophonistes, personnes jouant du vocophone, un des équivalents américains du bigophone.

## Liste de sociétés bigophoniques
Il y avait des milliers de sociétés bigophoniques, dont au moins 400 à Paris. Beaucoup n'ont laissé aucune trace écrite ou autre[réf. souhaitée]. Il en existe encore au moins huit[réf. souhaitée].
Certaines sociétés bigophoniques portaient des noms parfois originaux et amusants, comme le Hanneton Légumivore. En revanche, beaucoup d'autres sociétés paraissent n'avoir pratiquement pas porté de nom[réf. souhaitée]. Elles étaient simplement appelées les bigophones. Ce qui donnait pour nom utilisé : les bigophones de tels ville ou village.
L'article Liste de sociétés bigophoniques indique les noms de 374 sociétés bigophoniques françaises, 4 belges, 18 américaines dont 4 montées sur bicyclettes, 1 allemande, 2 anglaises, 1 néo-zélandaise et 1 australienne.
Ces sociétés groupaient au minimum une vingtaine de membres, souvent plus et parfois beaucoup plus[réf. nécessaire]. Par exemple, en 1926, l'Harmonie burlesque belge le Soutien de Saint-Gilles comptait 153 membres. Et, en 1932, les Bigophones rouges des Champioux à Argenteuil comptait une centaine de membres.

## Costumes des sociétés bigophoniques

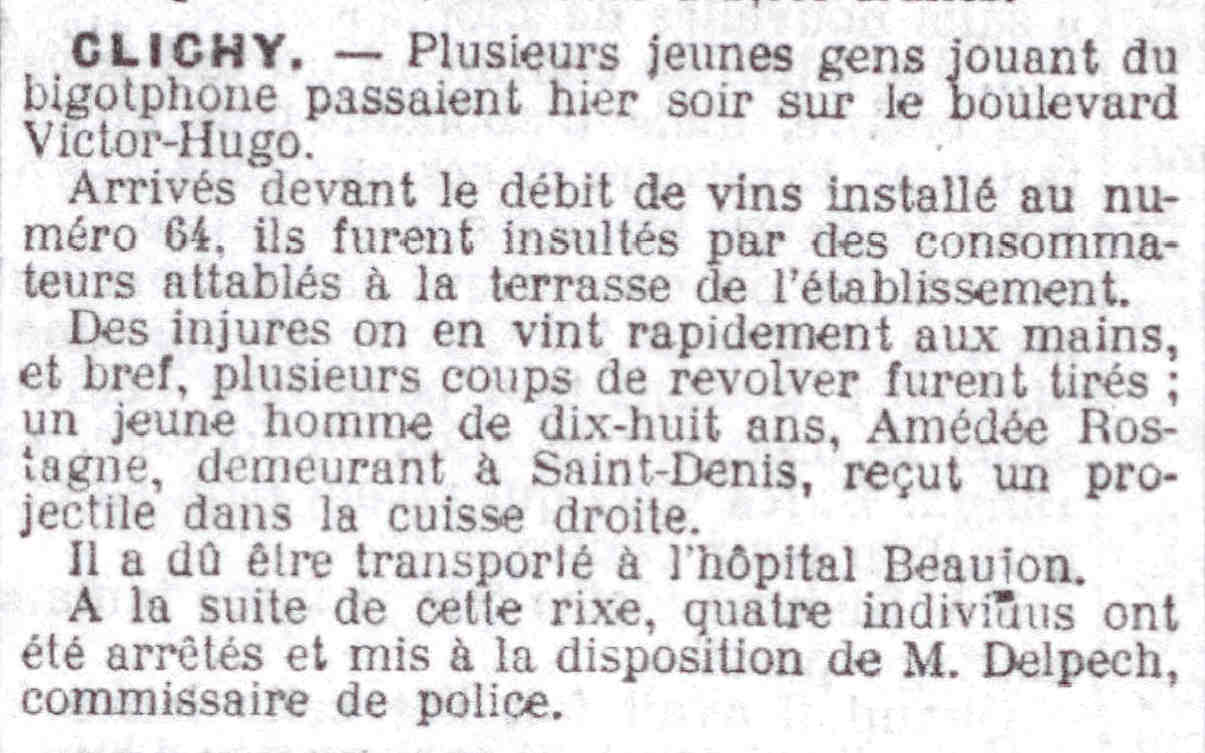
Une rixe causée par le bigotphone le 15 juillet 1904 à Clichy.

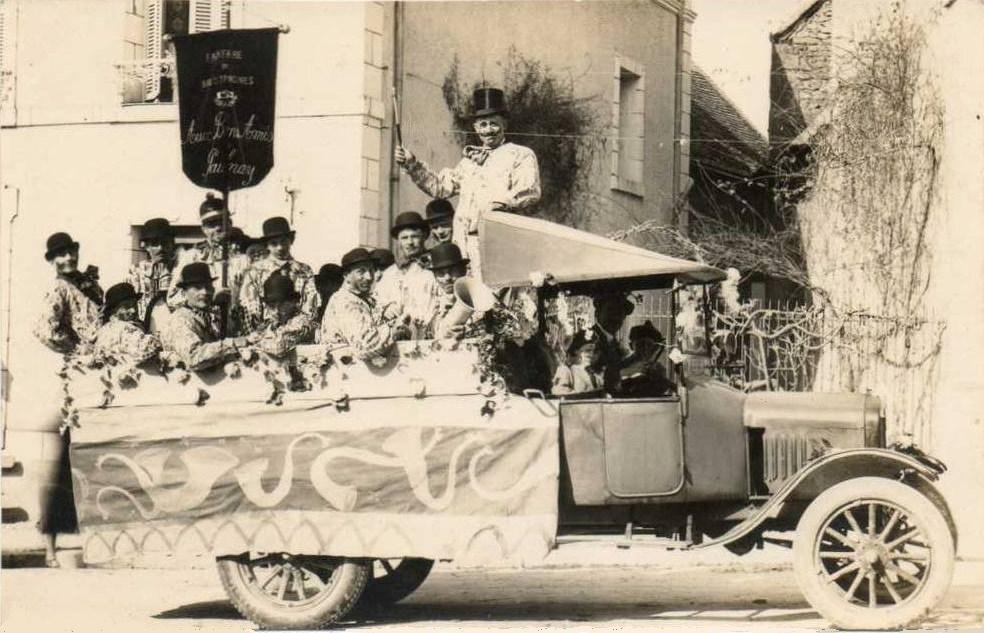
La Fanfare de Bigotphones de Martizay Aux Bons Amis Paulnay.

Comme les fanfares classiques dont elles s'inspirent pour certains aspects, les ensembles bigophoniques se dotent de bannières et tenues caractéristiques qu'on peut remarquer sur les photos de leurs groupes.
Ainsi, par exemple, la Commune libre d'Arnouville, créée en 1929, se dote d'une section bigophonique qui fournit les instruments à ses membres. Elle défile, aux côtés de pastiches de maire, garde-champêtre et pompiers. Ses membres portent une blouse et un bonnet vert aux couleurs de la société. Elle participe aux fêtes patronales, défilés avec d'autres « communes libres », élection de la Muse, gala du muguet, arbre de Noël, , etc.
.
En juillet 1932, à peine constituée, la Gaieté Bigophonique du Clos-Cadot, banlieue de Saint-Malo, lance un appel dans les colonnes du journal L'Ouest-Éclair.
Il témoigne tout à la fois de l'envie de se costumer et le faire avec les moyens du bord et évitant la dépense. Le bigophone est vraiment un instrument populaire :
AVIS IMPORTANT
La Société fait un appel pressant à toutes les personnes possédant des chapeaux melons et gibus dont ils ne feraient plus usage, afin de les remettre à la Société Bigophonique qui se fera un plaisir de les accepter et leur en sera très reconnaissante.
Prière de les remettre chez MM. Aubry, correspondants des Chemins de Fer, place Jacques-Cartier et avenue Jean-Jaurès, ou de prévenir ces derniers qui les feront prendre. Ils peuvent être également déposés au siège social, Restaurant du Lac, Clos-Cadot (en face la Fabrique d'emballages Frelon).
Les façons de se costumer varient. Ainsi, à L'Île-Bouchard, les membres de la fanfare bigophonique des Sans-Souci s'habillent tous en dandys avec chapeau haut-de-forme. En revanche, à Neuvy-Grandchamp, chez les Joyeux Bigophonistes, tout le monde est en sabots.
À Sainte-Lizaigne, les Bigophones portent une redingote, un chapeau haut-de-forme, une chemise blanche avec un nœud papillon aux couleurs du Berry (jaune, rouge et vert), un plastron jaune, des pantalons noirs avec bandes jaunes, des chaussures noires et des guêtres blanches .
À Ballan, chaque Bigophone porte un gibus, y compris un enfant, et est affublé d'un immense nœud papillon fantaisie. Un des musiciens porte un gibus blanc.
À Saint-Saulve, les Bigophones sont costumés en maraîchers et soufflent dans des instruments en formes de légumes, leur chef dans un chou rouge, rappelant le surnom des habitants de la ville. À Amiens, les Bigophones du Petit-Saint-Jean ont pour mascotte un petit singe en bois. À Monts-sur-Guesnes, les membres de l'Orchestre des bigophoneux portent des pantalons à rayures et un béret garni d'un pompon.

## Longévité des sociétés bigophoniques
Comme toutes les goguettes, les sociétés bigophoniques ont une belle solidité qui leur assurent de longues années d'existence :
La société bigophonique les Fin-de-Siècle des Batignolles tient son treizième banquet annuel en 1904. Il en tient également un en 1910. Cette société existe donc durant au moins une vingtaine d'années.
Le 28 août 1934, L'Ouest-Eclair, annonce « dimanche prochain, à Bruz, aura lieu le concours de pêche de l'Union des Pêcheurs à la ligne » :
La vieille société bigophonique « Les Coupe-Eau », qui existe depuis 1900, prêtera son concours à la fête. On est donc assuré d'avoir de la gaité, car on sait que « Les Coupe-Eau » en ont à revendre.

## Hymnes bigophoniques

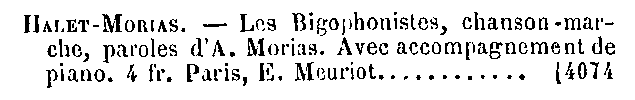
Bibliographie de la France 1893.

Des sociétés bigophoniques ont leur chanson. Ainsi sont créés un Hymne de la Brême bigophonique de Bourré, En écoutant les Gueurnaziaux, chanson de l'amicale bigophonique du même nom à Vendôme, Les Bigophones de Tournon, chanson de la Société Bigophonique des Bords de la Creuse « La Pépie », Les Bigophonistes, hymne des Bigophonistes de l'Epeule à Roubaix, etc.
Il existe aussi une chanson-marche éditée en 1893 :
Les Bigophonistes, chanson-marche, musique de Laurent Halet, paroles d'Albert Morias, éditée chez E. Meuriot.

## La fête bigophonique
La « fête bigophonique », animée par les bigophones, devient un genre de fête en soi. Le Petit Parisien annonce le 12 novembre 1910 :
Le Kremlin-Bicêtre (tramway place du Châtelet). — Ce soir, au préau des nouvelles écoles, fête bigotphonique, bal.
Le concept de Bal des bigophones est également utilisé pour désigner un bal où les danseurs dansent au son des bigophones.

## Les concours de bigophones

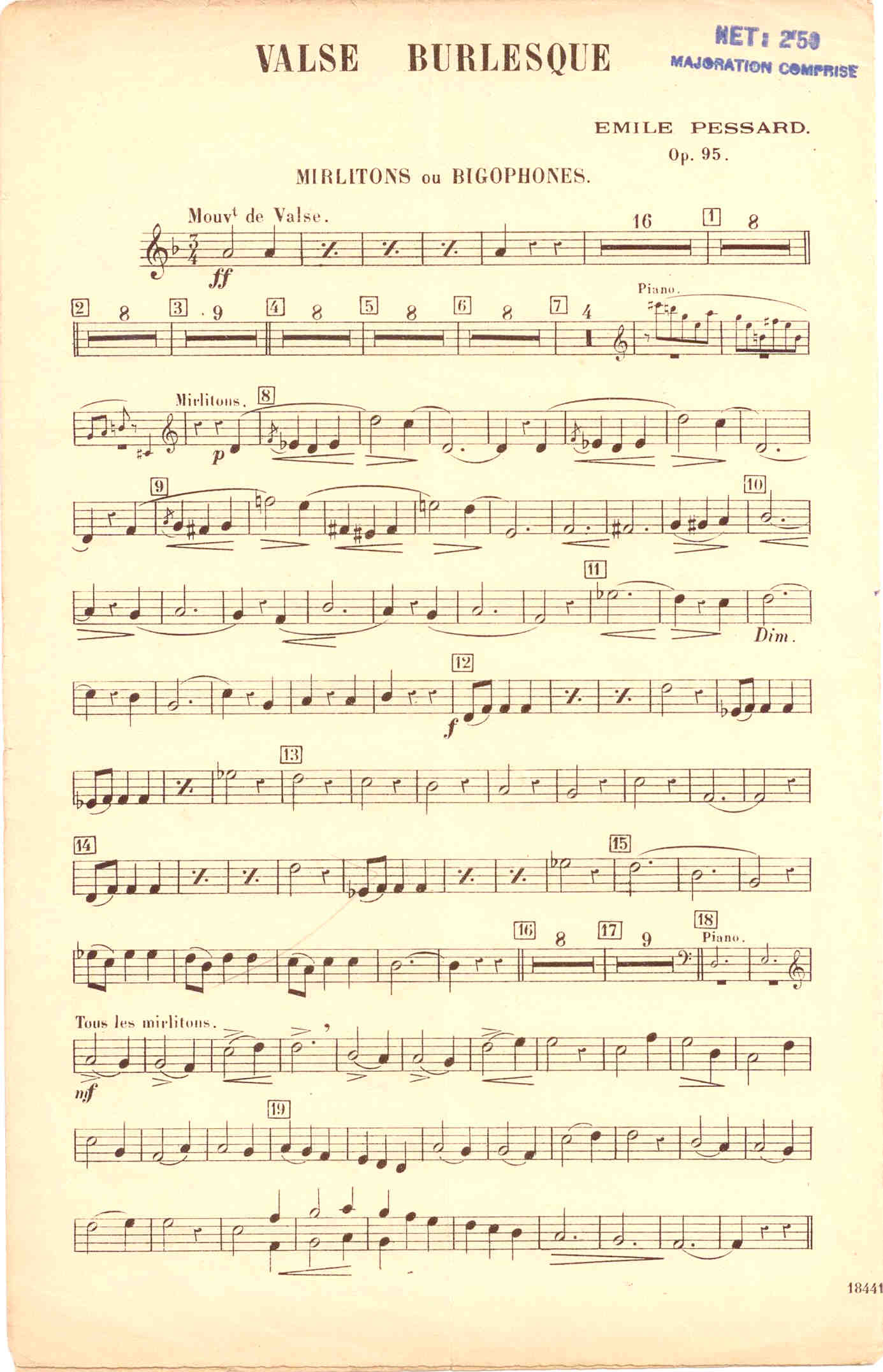
Valse burlesque d'Émile Pessard (page 1 sur 2).

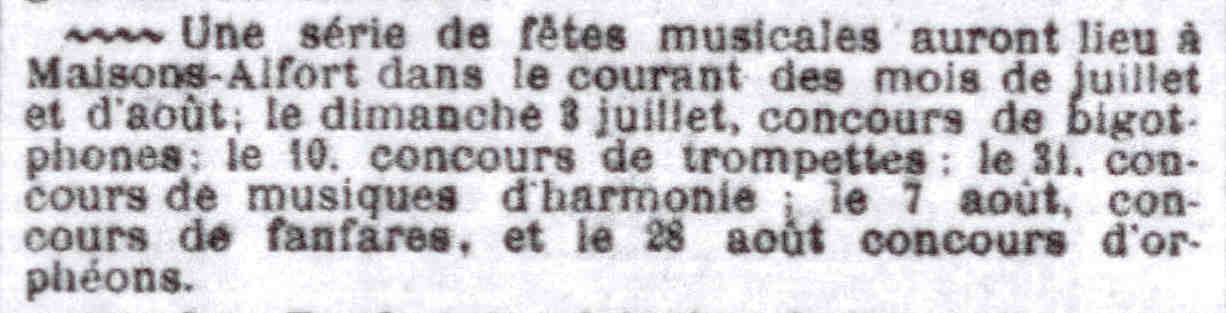
Extrait du Courrier Orphéonique rubrique du journal Le Petit Parisien, 21 juin 1892.

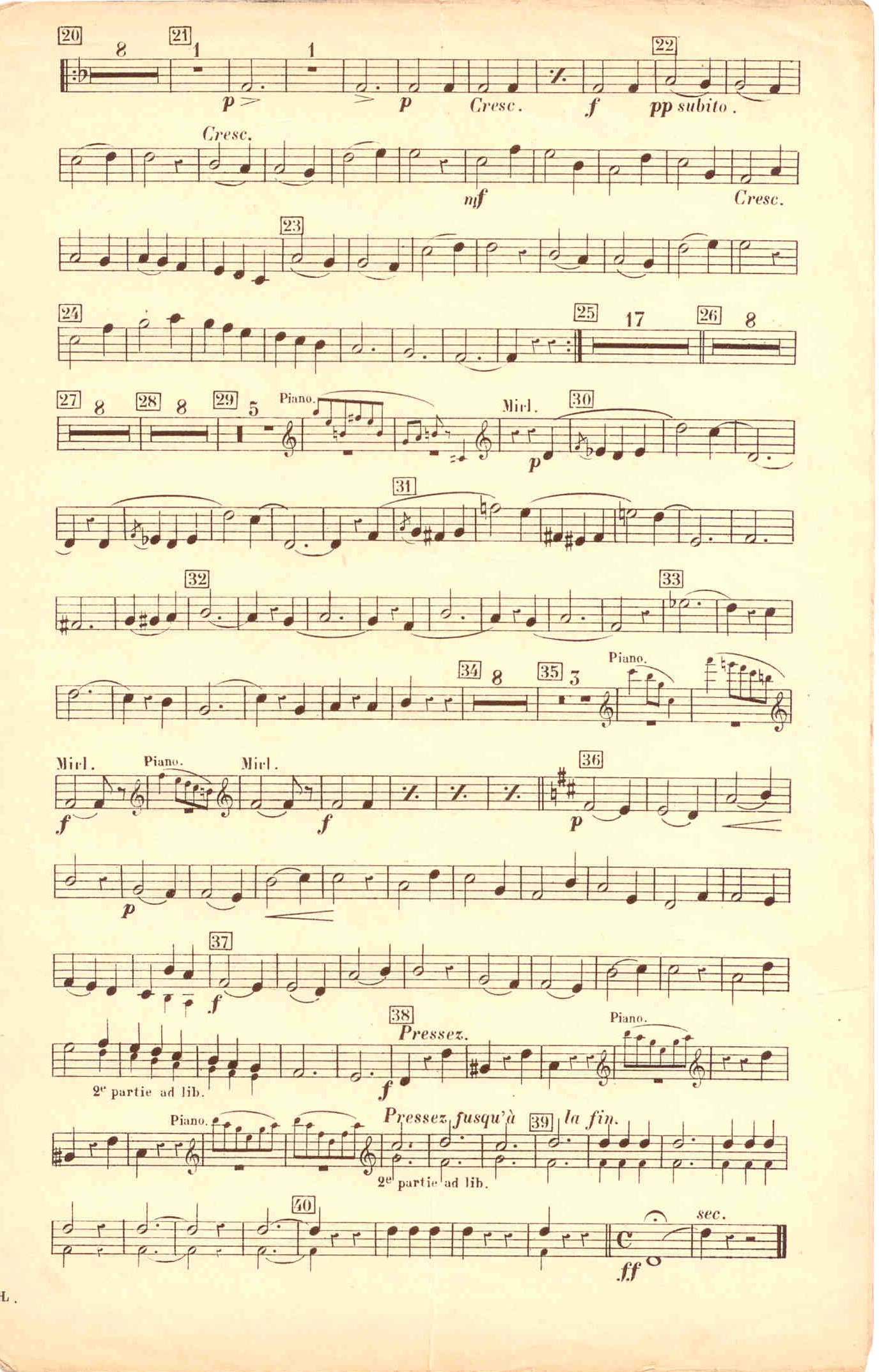
Valse burlesque d'Émile Pessard opus 95 pour mirlitons ou bigophones.

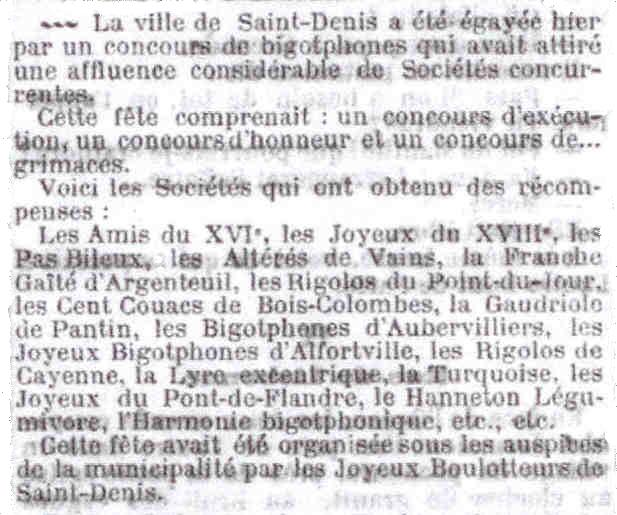
Le Petit Parisien, 4 juillet 1898.

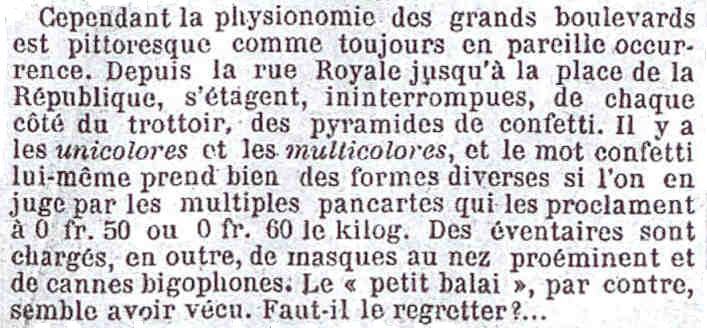
Confetti, masques et cannes bigophones triomphent au Carnaval de Paris 1903.

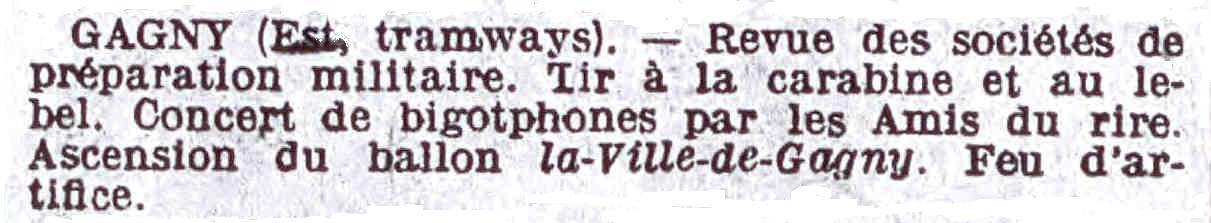
Programme d'une fête à Gagny le 8 juin 1912.

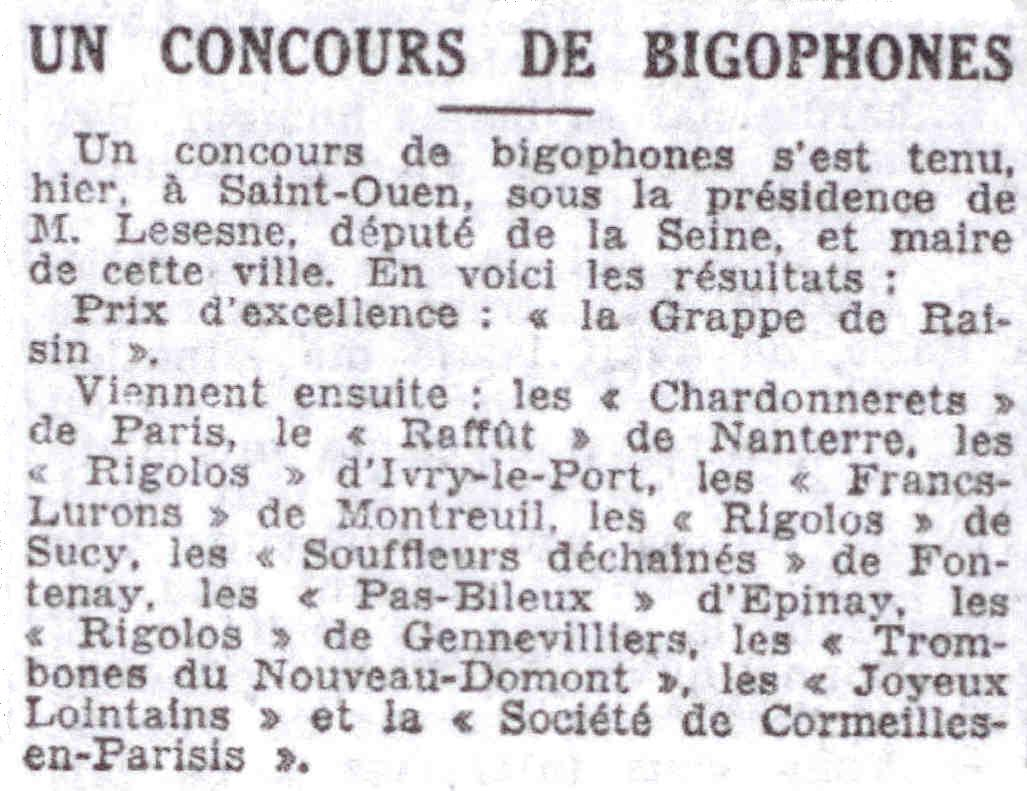
Le Petit Parisien, 8 juin 1931.

Des documents conservés témoignent de l'existence et l'importance des concours de bigophones :
En juillet et août 1892, lors de fêtes musicales organisées à Maisons-Alfort, le concours de bigotphones s'inscrit au côté des concours classiques de trompettes, musiques d'harmonie, fanfares et orphéons.
En 1896, le compte-rendu de la participation d'une jeune société bigophonique à un concours organisé à Argenteuil est ainsi libellé :
Première sortie des « Frères de la Côte »
La Société Bigotphonique de création récente « Les Frères de la Côte » composée d'éléments de l'Union musicale, vient de faire sa première sortie avec un succès surprenant, à Argenteuil, dimanche dernier.
Cette jeune société a rapporté du pays cher au piccolo les prix suivants :
En exécution 2e prix : une superbe palme en vermeil et des félicitations à son habile chef, M.Hugenot.
Prix unique défilé : une médaille en vermeil.
Ces prix sont exposés chez M. Felten, rue de la Mairie, où tout le monde peut les admirer.
Felten ! ce que son cœur doit battre au souvenir de nos anciennes victoires à la vue de ces beaux prix.
UN IVRYOPHONE.
Les archives de la ville de Saint-Denis conservent une affiche pour « Le dimanche 24 octobre 1897 grand concours de bigotphones organisé par "Les joyeux boulotteurs" sous les auspices de la municipalité dans le préau des écoles cours Chavigny». Sur Internet on peut voir la médaille du concours de bigophones de Milly-La-Forêt en juillet 1906. Est également visible une carte-postale montrant la fanfare de bigophones de Trifouilles-les-Nénés, fanfare châtelleraudaise, qui pose devant l'hôtel de ville de Châtellerault avant de partir participer au concours de Chauvigny les 15 et 16 août 1908.
Le concours de bigophones est une attraction, comme la fête foraine, le tir aux canards ou la retraite aux flambeaux. Le Petit Parisien annonce, parmi les fêtes des environs de Paris du dimanche 11 septembre 1904 :
Joinville-le-Pont (gare de l'Est-Bastille). — Festival, concours bigotphonique, bal.
Le même journal écrit le 27 juin 1908 :
La société bigotphonique « les Pas Bileux », de Levallois-Perret, organise un concours de bigotphone pour le 14 juillet 1908. Des prix en espèces, des palmes, des médailles, seront distribués aux sociétés victorieuses.
En 1898, se déroule un concours de grimaces au nombre des épreuves possibles à un concours de bigophones. Une trentaine d'années plus tard, en 1926, les concours paraissent avoir pris une tournure beaucoup plus « sérieuse ». La gaité et l'amusement en font peut-être les frais :
Le concours de classement de l'Union musicale des Sociétés bigophoniques s'est déroulé au préau des écoles. rue des Épinettes, sous la présidence de M. Copigneaux, conseiller municipal. Le jury était composé de MM. Lefaix, professeur de musique ; Bastien, président directeur du groupe musical du 11e arrondissement ; Negri, directeur de l'harmonie du 7e, et Martin-Grosset. chef d'orchestre. Dix-neuf sociétés ont été classées. Après l'exécution par toutes les sociétés de la Marche d'ensemble, sous la direction de M. Blondeau, secrétaire général, la distribution des prix eut lieu. Citons, parmi les sociétés lauréates : la Grappe de Raisin, les Étourdis de Paris, les Gais Lurons de Montreuil, les Sans-soucis Montmartrois, les Rigolos de Gennevilliers et les Bons Vivants de Brunoy.
Les concours de bigophones occasionnent un procès à Paris en décembre 1901. Son compte rendu donne plusieurs précisions à leur sujet : ils ont alors lieu en province et sont régionaux. Il précise aussi que dans les ensembles bigophoniques sont interprétés des solos et que la société de la Turquoise compte 200 membres, tous commerçants, et jouant en amateurs :
Le gendre du président de la République, M. de Saint-Prix, était appelé hier, pour la première fois, à présider l'audience de la septième chambre supplémentaire du tribunal civil.
Une société de bigophones, « la Turquoise », composée de deux cents commerçants dilettantes sur les instruments en carton avait assigné en dix mille francs de dommages-intérêts un de ses anciens membres, M. Moreau, marchand de vins de profession, et solo bigophone à ses moments perdus, pour avoir retenu illicitement chez lui les bigophones des bigophonistes et avoir ainsi privé ceux-ci de toutes les médailles et récompenses qu'ils auraient pu obtenir en province dans les différents concours musicaux régionaux.
Il est à croire que les motifs invoques par les membres de la « Turquoise » ne devaient être ni très pertinents, ni très concluants, puisque M. le président de Saint-Prix a donné lui-même lecture d'un long jugement, aux termes duquel il déboutait les demandeurs de leur instance.

## Les bigophones vus parLe Tempsen 1887

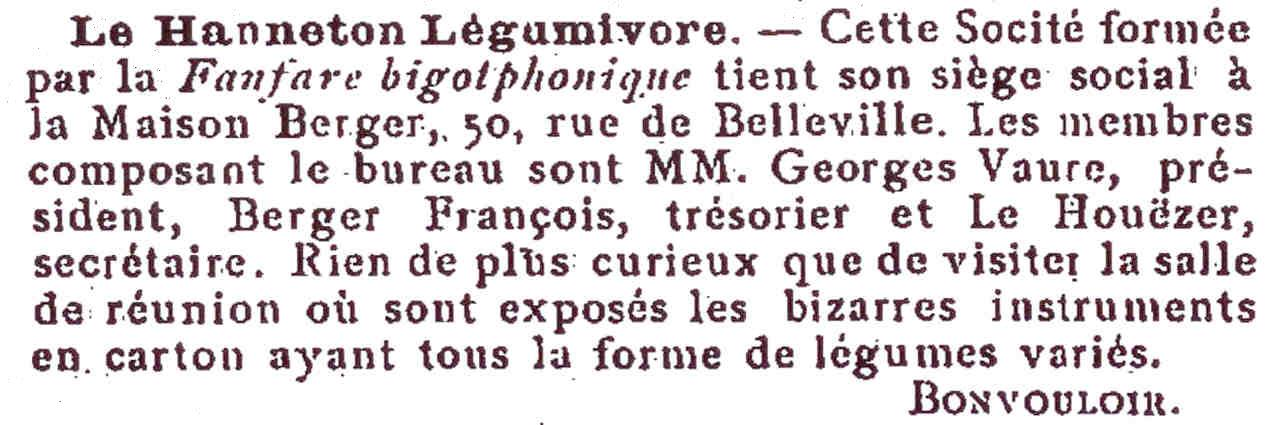
En 1896, la société bigophonique le Hanneton Légumivore joue sur des bigophones en formes de légumes qui sont exposés dans son local 50 rue de Belleville.

Le Temps écrit le 14 juin 1887 : « Depuis trois ou quatre ans vous n'avez pas été sans remarquer des instruments de musique en carton, aux formes étranges, aux proportions énormes ce sont des bigophones. Leur nom leur vient d'un simple vendeur de « trompes et de bouquins » sur les champs de foire, M. Bigot, qui eut un jour l'idée de régénérer les musiques de cirque, qui l'horripilaient. En moins de vingt-quatre heures il révolutionna toutes les fanfares, toutes les musiques instrumentales. Pour jouer d'un « bigophone » quelconque il n'est point nécessaire de connaître ses notes. Il suffit de savoir un air et de le chanter dans un instrument en carton. »

## Les bigophones vus par un journal néo-zélandais en 1887
Le Nelson Evening Mail écrit le 6 septembre 1887 :
A new musical toy, called the " bigophone, " after the name of the inventor, M. Bigot, has become the rage at the local fetes so numerous around Paris. It is a cardboard horn of some fantastic shape, requiring no knowledge of music to play it, and only requiring that the air to be played should be known by ear to the performer, who hums it through the mouth piece. According to the voice of the executant, the instrument becomes a bassoon, cornet and trombone, flute, flageolet, &c, and complete bands are formed with it, and compete with each other, like the orpheonic societies. A grand festival of " biogophonists " has just been held at a fete on the banks of the Marne, near St. Maur, when medals and prizes were distributed, the affair passing off amidst great enthusiasm.
Traduction :
Un nouveau jouet musical, appelé « bigophone », d'après le nom de l'inventeur, M. Bigot, est devenu à la mode dans les fêtes locales si nombreuses autour de Paris. Il s'agit d'une trompe en carton qui peut prendre une forme fantastique, aucune connaissance en musique n'est nécessaire pour en jouer, il suffit que l'air qui doit être joué soit connu d'oreille par l'interprète qui le fredonne à travers l'embouchure. Selon la voix de l'exécutant, l'instrument devient un basson, cornet et trombone, flûte, flageolet, etc, et des fanfares complètes sont formés avec et rivalisent les unes avec les autres, comme les sociétés orphéoniques. Une grande festival de « biogophonists » vient de se tenir à une fête sur les rives de la Marne, près de Saint-Maur, des médailles et des prix ont été distribués, l'affaire se passant au milieu d'un grand enthousiasme.

## Contre les bigophones en 1887
En novembre 1887, dans L'Autonomie Individuelle, l'anarchiste Albert Carteron, au nom du socialisme et de l'anarchie, condamne vigoureusement l'engouement pour la musique et la bigotphonie :
Mais il parait qu’à présent — et parmi les anarchistes encore ! — une chorale et une association de bigotphones sont en voie de formation, si toutefois elles ne fonctionnent déjà. C’est à désespérer.
On connaît à l’avance l’objection : la propagande ! Eh bien ! l’objection est mauvaise. On ne fera pas de la bigotphonie ou de l’accord parfait sans perdre son temps à apprendre un air Paulusien quelconque exécutable à grand orchestre, Et qu’on vienne donc parler d’études et de discussions sérieuses après ces répétitions charivariques !
Nous sommes absolument contraires à ces innovations dangereuses, et nous croyons de notre devoir de crier casse-cou, estimant très sérieusement que chorale et bigotphones ne serviront en rien la propagande, mais bien plutôt qu’ils jetteront du discrédit sur l’école anarchique laquelle, cependant, compte dans son sein nombre d’individus qui, eux, n’auront jamais recours à la mélopée pour travailler à l’harmonie future.

## Une expérience perdue
Les sociétés bigophoniques ont existé par centaines, durant des dizaines d'années. Elles ont rassemblé des milliers de bigophonistes, se retrouvant dans des fêtes et concours. Il y avait également un très grand nombre de pratiquants individuels plus ou moins expérimentés.
Il existait certainement des techniques et pratiques de jeux qui s'inventaient et se transmettaient directement.
Des recherches s'avèrent nécessaires afin de découvrir ce qui resterait de ce patrimoine oublié.

## Un mouvement carnavalesque de masses

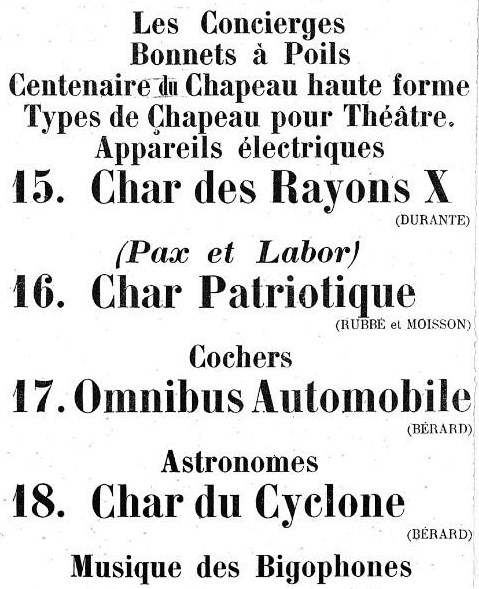
Les bigophones ferme la grandiose cavalcade du Bœuf Gras 1897.

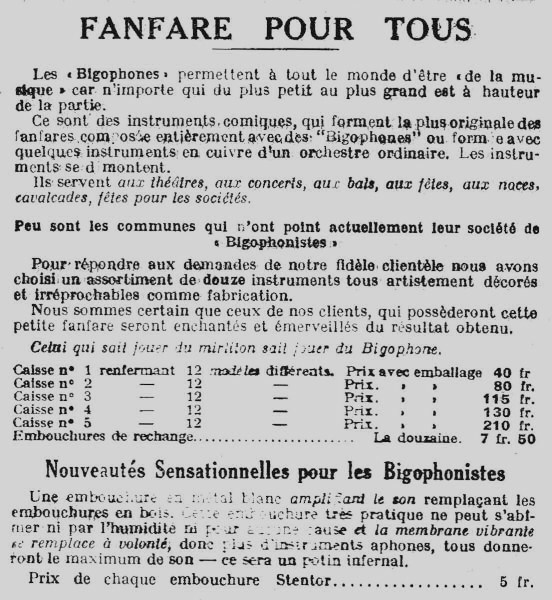
Extrait du catalogue d'un magasin parisien en 1927. Il assure que : Peu sont les communes qui n'ont point actuellement leur société de « Bigophonistes ».

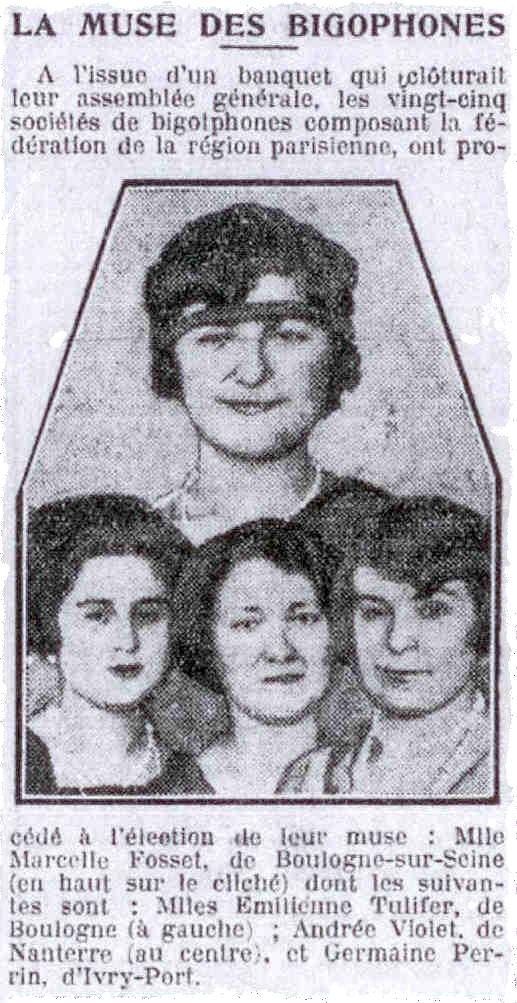
La muse de la Fédération des bigotphones de la région parisienne 1928.

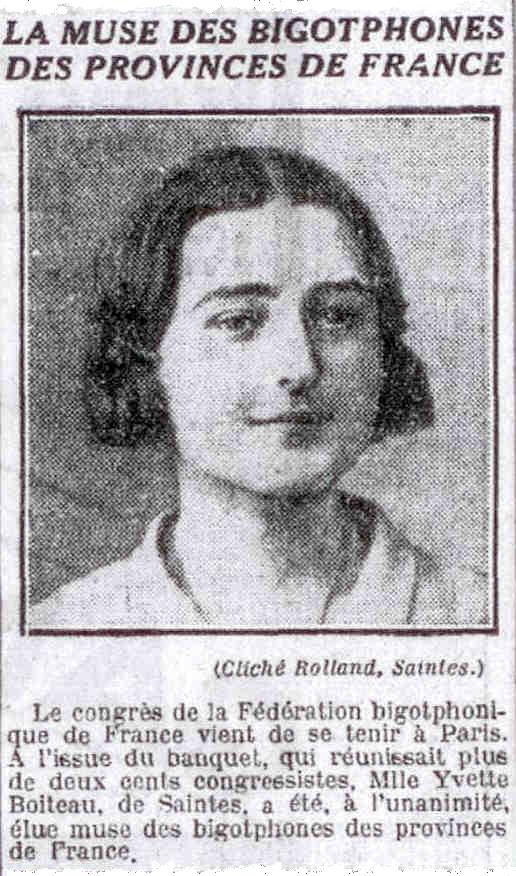
Yvette Boiteau, muse des bigotphones des provinces de France 1930.

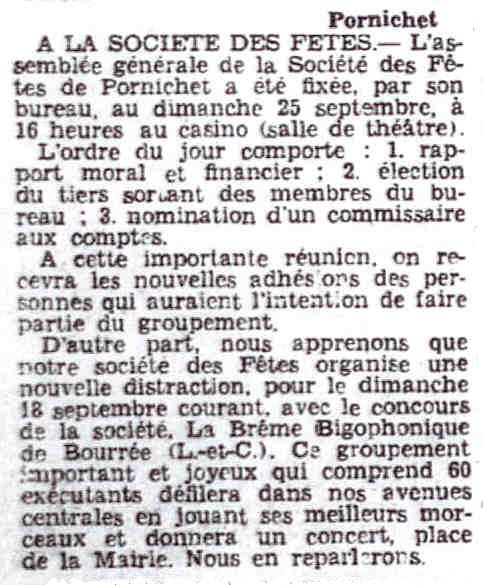
Les bigophones de Bourré en déplacement à Pornichet en 1932.

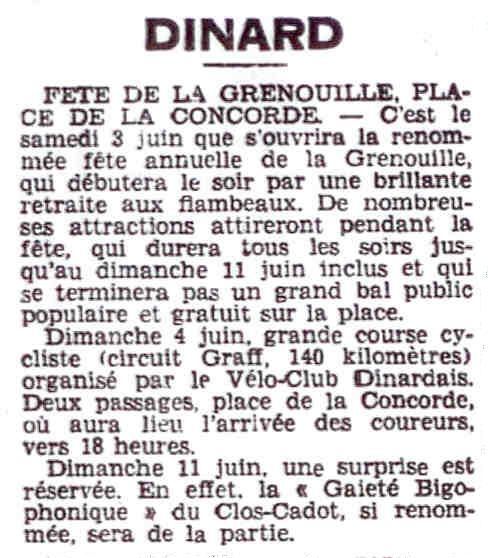
La Gaieté Bigophonique du Clos-Cadot, banlieue de Saint-Malo, au bal de la Fête de la Grenouille à Dinard le 11 juin 1939.

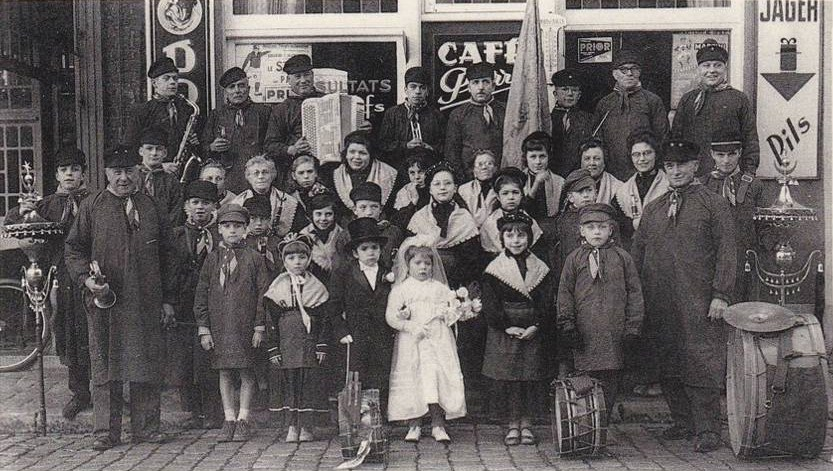
Les Joyeux Bigophones du Tuquet à Mouscron.

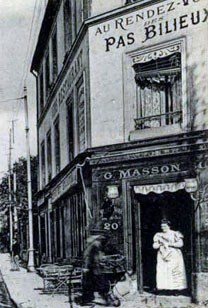
Vers 1900, le nom d'un restaurant de Saint-Maur fait allusion aux bigophones : Au Rendez-vous des Pas Bilieux.

Les bigophones sont très présents dans les carnavals.
Le Journal des débats relève que place de la Sorbonne où se prépare le défilé de la Mi-Carême 1896 :
...chacune de ces apparitions (de figures pittoresques du cortège) soulevait tour à tour les applaudissements du public, cependant qu'à tous ces rires, à toute cette gaieté, aux mille éclats de cette joie si généreusement dépensée se mariaient les accents des cornets à bouquin, les appels de trompettes et la cacophonie des orchestres de bigophones.
En 1900, les bigophones escortent la Reine des Reines de la Mi-Carême parisienne.
Le 22 mars, Le Petit Parisien écrit :
Ce soir, à l'Opéra, dernier bal masqué. Ouverture des portes à minuit.
À une heure, entrée du cortège des Gueux des Halles et de la Reine des reines, précédé de la fanfare des Bigotphones.
En 1902, cent étudiants parisiens costumés soufflent dans leurs bigophones le jour de la Mi-Carême :
La Mi-Carême. — On se rappelle qu'à la suite des dissensions qui se sont produites dans l'Association des étudiants, celle-ci ne participera pas officiellement cette année à la cavalcade des marchés de la rive gauche. Mais un groupe d'étudiants a organisé un cortège dont voici la composition :
Autour d'une bannière ornée du dragon de Siegfried et portée par un étudiant monté sur un âne, une centaine de jeunes gens costumés en magistrats de la Cour d'appel et du tribunal civil, dont plusieurs montés sur des ânes, souffleront dans des bigophones les airs du quartier Latin. Ce cortège partira vers midi de la galerie des Machines ; il se disloquera sur la place de l'Odéon.
Deux sociétés bigophoniques, dont celle des Étourdis de Paris, participent de façon marquante au cortège de la Mi-Carême au Carnaval de Paris 1906.
Le 1er avril de la même année les bigophones sont également présents à l'autre grand cortège du Carnaval de Paris, la Promenade du Bœuf Gras :
Précédé d'un tambour-major, qui mesure au moins deux mètres de haut, de tambours, de clairons et escorté de pains, de gigots, de bouteilles de vin blanc gigantesques et de marmitons bigotphones, voici le char de l'Escargot. Il représente un énorme escargot, de dix-huit mètres de long, parfaitement imité.
À la Cavalcade de la Mi-Carême 1936 à Saint-Malo défile un char de la Gaité Bigophonique et deux sociétés bigophoniques : les Cadets bigophoniques et la Gaieté Bigophonique du Clos-Cadot.
Les sociétés bigophoniques rassemblent du monde et aiment se costumer, y compris en dehors de la période du Carnaval, comme cela apparaît dans cette annonce parue en pages intérieures du journal parisien Le Matin le 7 août 1937 :
Festival de musique de bigophone à la Porte Clichy
Le comité d'initiative du 17e arrondissement organise, À la porte Clichy, pour ce soir, à 21h30 et dimanche à 15 heures, un grand festival de musique de bigophone costumé auquel prendront part vingt-cinq musiques et plus de huit cents musiciens.
D'une façon générale, il est possible de dire que le bigophone, qualifié à l'occasion d'« instrument burlesque », associe le rire à la musique. En témoigne, par exemple, en 1903, la participation de la Société des Bigotphones de Mende à la cérémonie du couronnement de la Rosière d'Ici-les-Canards dans le cadre de la fête votive de la ville.
Les bigophonistes cherchent à faire rire, même avec des moyens sommaires. C'est ce qui ressort bien d'une description des mineurs bigophonistes de Meurchin qui défilent :
Celui-ci est bariolé. Celui-là a noué sa cravate sur la nuque et boutonné sa veste dans le dos ; pour paraître plus drôle, il porte un masque derrière la tête…. Grâce à cette société, nos villages rient de temps en temps.
À Meurchin, deux enfants marchent en tête. Les enfants comme les adultes savent profiter du bigophone. En 1900, parlant de l'industrie des jouets en France, Léo Claretie écrit :
…c'est une justice à rendre à cette industrie qu'elle a épuisé tous les moyens d'obtenir du bruit avec le cuivre, le verre, le bois, les tubes, pianos, pistolets, mirlitons, bigophones, caisses, tambourins, timbres, tambours. Certes, nous tenons les ânes de leur vivant en un fâcheux discrédit ; après leur mort, leur peau les venge bien par le tintamarre assourdissant des bambins, semblables à Tubalcain,
Père de ceux qui vont dans les faubourgs
Soufflant dans les clairons et battant les tambours.
Il a existé des ensembles bigophoniques composés d'enfants, comme la Jeune France de Milly dirigé par le professeur de musique de Milly, actif à Milly-la-Forêt en 1906, ou l'ensemble de bigophones formé d'enfants costumés en Écossais participant à la fête de la Saint Fiacre à Fougères le 25 août 1935.

## Le premier congrès des bigophones

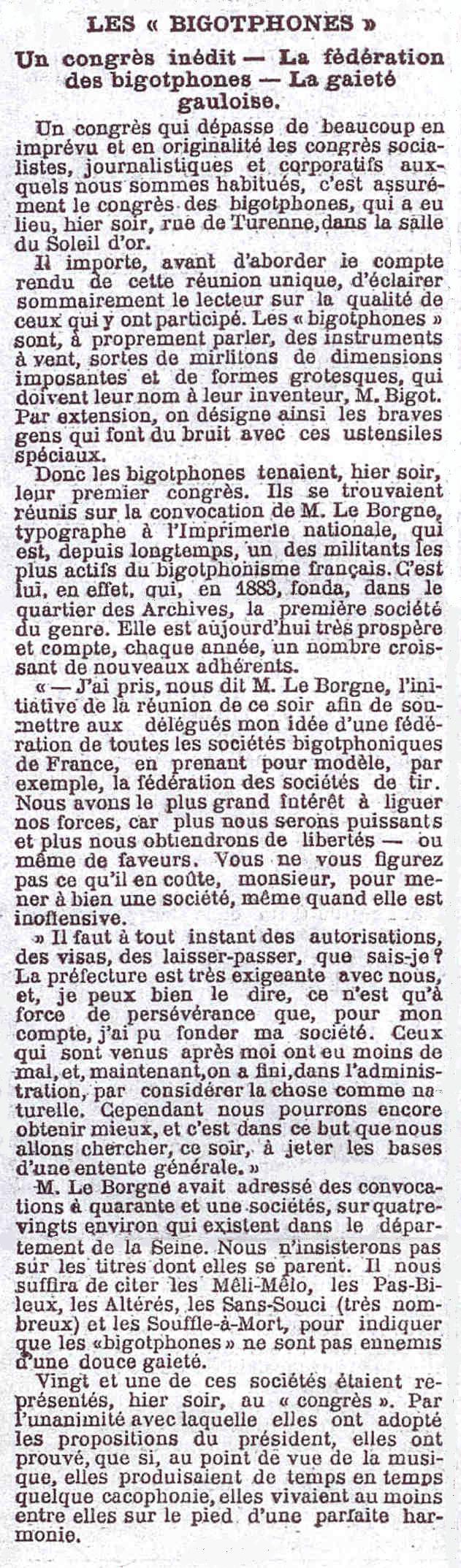
Le premier congrès des bigotphones, tenu à Paris le 27 août 1898, vu par Le Matin.

Le Figaro annonce le 16 août 1898 le congrès des bigotphones : « Les bigotphones, on le sait, sont ces fanfares comiques d'instruments en carton affectant toutes les formes d'animaux, d'outils, de fruits, de légumes, de grands hommes et produisant des concerts les plus extraordinaires que l'on puisse rêver. Paris ne compte pas moins de quatre cents fanfares bigotphones d'au moins vingt exécutants chacune, et c'est par milliers qu'elles pullulent en province, dans le Midi surtout. »

## Les bigophones dans la vie sociale
Les bigophones sont présents partout. Ils ne participent pas qu'au Carnaval. 

### Les bigophones au Carnaval de Paris 1888
Le Journal des débats écrit, le 15 février 1888 lendemain du Mardi gras :
Parmi les groupes de masques, le plus original était celui des élèves de l'atelier Julian, du faubourg Saint-Denis. Ces jeunes gens, vêtus de la blouse d'atelier et dont quelques-uns portaient comme enseignes des châssis de peintres cloués au bout de longs bâtons, formaient un chœur et un orchestre, et parodiaient les airs de tous les répertoires. Ils se sont rendus devant le groupe de la Danse de Carpeaux, à l'Opéra, et ont entonné des chants avec accompagnement de bigophones en carton.

### Les bigotphones de Citrouilly-les-Canards et ceux de Bigot à la Mi-Carême 1890
Le Petit Journal relève parmi ses visiteurs le 13 mars 1890, jour de la Mi-Carême :
La fanfare bigotphonique des sapeurs-pompiers de Citrouilly-les-Canards fait son entrée. Elle n'est pas à plaindre, car elle est dotée d'un nombre considérable de charmantes vivandières. Concert original.
Un concert amusant est exécuté par la société des Bigotphones, conduite par MM. Cotte et Thilloy chefs de musique, Trubert président de la Société, et Bigot, inventeur des instruments. Tous les musiciens ont le visage recouvert d'un masque à tête d'animal.

### Les bigophones des Beaux-Arts à la Mi-Carême à Paris 1892
Le Gaulois décrit ainsi la participation des élèves de l’École des Beaux-Arts au cortège de la Mi-Carême à Paris 1892 :
Un char précédé de quatre cavaliers montés sur des chevaux en carton, le char porte un crocodile en carton. Un orchestre le suit ; orchestre d'Arabes en burnous rouges ; les musiciens sont ornés de longues barbes. Un grand pontife les dirige, vêtu de violet. Les musiciens soufflent dans des bigophones bizarres, et font beaucoup de bruit.

### Mi-Carême à Paris 1893: la musique de l'«Armée du Chahut»
En 1893, le Journal des débats parle des bigophones, dans sa description du cortège de la Mi-Carême à Paris :
Le grand succès de la fête a été pour les étudiants et leur « Armée du Chahut ». À chaque arrêt, la musique higophonesque attaquait l'Esprit saint descendez et le Taraboum de hay ; aussitôt, étudiants, étudiantes, sorbonienss et basochiens se livraient aux danses mises à la mode par la Goulue et Grille-d'Egout.

### Le bigophone très populaire au moins depuis 1895 jusque dans les années 1930
En 1895, Adrien Vély commentant Le Faune, pastorale en un acte, en vers, de Georges Lefèvre, dont la première vient d'être donnée à la Comédie-Française, publie le poème suivant :
Mais qui donc affirmait que Cadet cascadait ?
Mais, au contraire, il est très solennel, Cadet !
Portant superbement le costume de faune !
Son nez a bien l'aspect d'un très long bigotphone,
L'usage de cette métaphore montre que tout le monde à l'époque connaît le bigophone. Il fait partie des objets courants, connus de tous. C'est toujours le cas au moins jusque dans les années 1930. Quand Charles Delvert fait le portrait de son commandant, surnommé Consul, dans ses souvenirs de la Grande Guerre, il évoque le bigophone :
Consul est reparu. Quand nous étions en première ligne, il est resté discrètement invisible. Ici, il se rattrape. Il arbore le sourire et sa pipe en bigophone.

### Bigophones et confettis parfumés à Arcachon
L'Avenir d'Arcachon écrit, le dimanche 12 janvier 1896, dans son article Union Orphéonnique :
— Au bal de dimanche dernier, grand succès pour l'orchestre des bigotphones, instruments en carton d'un effet très drôle. Les confetti parfumés, à la nouvelle mode, sont aussi le dernier mot du genre.

### Les bigophones à la renaissance du cortège parisien du Bœuf Gras en 1896
En 1896, après 25 ans d'absence, renait le grandiose cortège carnavalesque parisien de la Promenade du Bœuf Gras.
L'Intransigeant du 18 février décrit ainsi l'escorte du char de l'Alimentation :
Un cuisinier gros, gras et rond à la mine fleurie marche en tête de ce char somptueux, autour duquel évolue tout un monde burlesque d'énormes choux et potirons, vingt cuisiniers bigophones et une fanfare de trompes de chasse.

### Les bigophones-cafetières à la Vachalcade 1896 à Montmartre
Le Petit Journal écrit le 13 mars 1896, décrivant la tête du joyeux cortège montmartrois de la Vachalcade ou Promenade de la Vache enragée qui a défilé la veille :
La marche est ouverte par trente gardes municipaux. Viennent immédiatement après eux, remplaçant les sapeurs traditionnels, un groupe nombreux de garçons de café, portant, sur l'épaule, en guise de hache, tous les grands journaux de Paris. Ils ont le nez consciencieusement rouge et soufflent dans leurs cafetières, constituant ainsi une originale fanfare de bigophones.

### 500 exécutants au concours de bigophones de Bourg-la-Reine le 27 mai 1897
Le Rappel écrit, le 25 mai 1897 :
Bourg-la-Reine. — La fête printanière qui doit s'ouvrir jeudi prochain se prépare avec activité. Déjà la place de la Gare est envahie par les forains. Les distractions ne manqueront pas dans la charmante petite ville où Henri IV rendait visite à Gabrielle d'Estrée, et où s'arrêtent aujourd'hui si volontiers les Parisiens en promenade.
Le grand concours de bigotphones qui réunira environ cinq cents exécutants ne sera pas l'attraction la moins originale.

### Les bigophones à la Fête nationale française
Le 13 juillet 1891, Le Radical, donnant le programme arrondissement par arrondissement de la Fête nationale à Paris, écrit :
Vingtième arrondissement
Rue Ramponeau
Le 13 juillet. — Ouverture de la fête par des feux de Bengale. Grande retraite aux flambeaux par la société bigophone : l'Amicale de Belleville.
Le 14 juillet 1898, Le Petit Parisien écrit :
Vers neuf heures et demie, une aubade a été donnée devant la rédaction du Petit Parisien, rue d'Enghien, par la société orphéonique du dixième arrondissement ; les Pas Bileux, fanfare bigotphonique du onzième arrondissement ; la Lyre bigotphonique et la Gaudriole de Pantin.
Les Sociétés, qui étaient escortées par des porteurs de lampions et de torches de résine, et que suivait une foule nombreuse, ont obtenu un franc succès.
La tradition perdure, comme l'atteste quarante ans plus tard une photo de presse où figure l'orchestre de bigophones les Gais Lurons jouant dans l'île Saint-Louis le 14 juillet 1938.

### La fabrication des bigophones à Paris en 1904
En 1904, la Revue universelle écrit dans un article consacré à l'industrie des jouets:
Carton-pâte. — Ici nous trouvons la petite fabrication, parce que ce commerce n'exige ni capitaux ni matériel important. La main-d'œuvre est tout. Du papier d'emballage ramassé dans les sous-sols des magasins, et vendu 16 francs les 100 kilogrammes; de la colle de farine et alun (2 francs les 40 kilogrammes), un moule en pierre pour y tasser la pâte avec la mailloche; et cela suffit pour monter, par moitiés qu'on soude ensuite, des masques, des chevaux, des accessoires de cotillon, des bigotphones, chevaux-jupons, poissons d'avril, charcuterie et pâtisserie de théâtre, passe-boules, quilles fantaisie.
Ces articles se fabriquent dans de modestes chambres du quartier du Temple et de Belleville ; la femme tasse, démoule, le mari soude et colorie, puis va vendre ou livrer. (...)
Ces pauvres gens qui travaillent ainsi pour les féeries et les fantaisies salonnières font à eux tous 600 000 francs d'affaires.

### Les bigophones à la Mi-Carême 1905 à Paris
Commentant les grandes fêtes de la Mi-Carême qui viennent de s'achever alors à Paris, L'Éclair écrit, le 31 mars 1905 :
Puis l'on se sépare, un peu ahuris d'avoir accompli, avec quelques bigophones, des légumes grotesques, des seigneurs Louis XIII et des jolies filles, de si grandes choses sans s'en douter.

### Les bigophones charitables en 1905
Le Petit Parisien du 15 octobre 1905 annonce une fête de bienfaisance organisée par le Comité des Fêtes de Paris à la Galerie des Machines en faveur des victimes du tremblement de terre qui vient d'avoir lieu en Calabre. Doivent y participer notamment la reine Ranavalo, sa nièce Marie-Louise, une délégation des dames de la Halle, les reines des marchés de Paris avec leurs demoiselles d'honneur.
Dès dix heures du matin, les portes de la galerie des Machines seront ouvertes au public, qui assistera à l'original défilé des sociétés bigotphoniques et au concours de tir à l'arc, où sont invitées cent vingt-cinq compagnies.

### L'Académie Culinaire… à Paris et Bruxelles
En 1906, Le Petit Journal rapporte que l'Académie Culinaire ou Les Étourdis, une société bigophonique parisienne composée de 40 exécutants jouant sur des bigophones en formes de denrées alimentaires, donne une aubade à la Reine des Reines de Paris à l'occasion de la Mi-Carême.
Cet ensemble fait école. En juin 1909, aux Fêtes Normandes de Rouen débarque une autre Académie Culinaire. Elle vient de Bruxelles, est composée de 100 musiciens aux costumes originaux. Ils jouent sur des bigophones aux formes fantaisistes représentant de colossaux légumes plantés au bout de fourchettes géantes.
Treiza ans plus tard, en 1922, les bigophonistes belges sont retrouvés à Nancy. Ils participent à la Cavalcade de la Mi-Carême dans cette ville.

### Déménagement d'artistes en 1896
En 1896, au moment des fêtes franco-russes à l'occasion de la visite des souverains russes en France, des artistes montmartrois transforment leur déménagement en parade au son des bigophones :
Un groupe de peintres montmartrois changeait de locaux, à l'aide de sept charrettes.
Chacun d'eux, sur le chef, arborait fièrement d'énormes chapeaux de formes bizarres, au sommet desquels s'érigeaient fièrement des petits drapeaux aux couleurs françaises et russes.
(…)
En tête de ce singulier cortège, quelques amis de la bande brandissaient, qui des drapeaux, qui des palettes et jusqu'à de longs pinceaux de décoration, de ceux-là mêmes avec lesquels on brosse les décors des théâtres.
Le défilé se terminait par un groupe de bigotphonistes « mirlitonnant » la Marseillaise et l'Hymne russe.

### Bigophones et musique traditionnelle

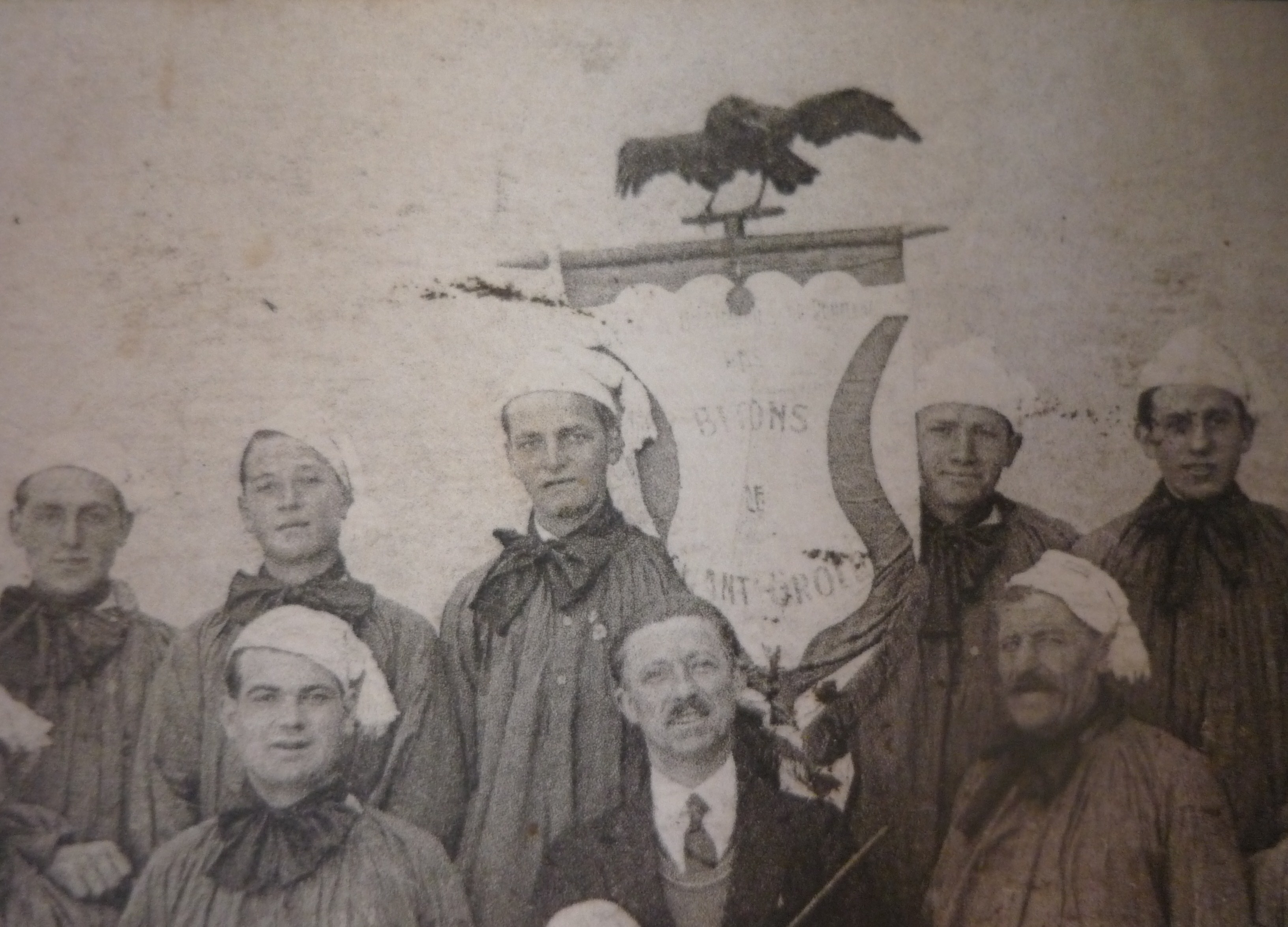
La bannière à corbeau des Bitons de Chant'grole à Rouillac.

Le 18 février 1937, dans la rubrique Les provinces à Paris du journal Le Temps, consacrée aux activités des sociétés régionalistes parisiennes, on lit :
Berry. — « Cercle amical du Cher et de l'Indre ». Samedi, 20 h. 30, mairie du 6e, gala au profit de la caisse de vacances. Concert avec le concours de la compagnie Fernand Painvin, de Mlles Lucie Rauh et de Mme Joseph Bernard, de M. Daniel Cauquis et d'une société bigophonique. Bal de nuit. Vielles et cornemuses.
Les noms en patois saintongeais de deux sociétés bigophoniques sont connus : les Bitons de Chant'grole à Rouillac et les Bitons de Jharnat à Jarnac En patois saintongeais « Jharnat » signifie Jarnac, un « Biton » est un beau gaillard costaud et « chant’grole » c’est : chante corbeau. Il existe un féminin de Biton : Bitoune. Pour bien marquer le coup, la bannière de la société est sommée d'un corbeau empaillé.

### Les bigophones à la Fête de l'Humanité
Le 1er septembre 1935, à la Fête de l'Humanité, qui se tient dans les bois de Garches… « les bigophones aux costumes cocasses… déchaînent l'enthousiasme avec la Carmagnole ».
Dans un court-métrage documentaire consacré à la Fête de l'Humanité 1945 apparaît une fanfare bigophonique.

### Des bigophones politisés
Certaines sociétés bigophoniques, dans les années 1920-1930, apparaissent pleinement intégrés aux campagnes politiques menées par la Section française de l'Internationale communiste. Ainsi, par exemple, une de ces sociétés participe aux manifestations d'Ivry-sur-Seine le 28 juin 1925 :
À 14 heures, en effet, deux grandes manifestations, l'une comprenant six mille, l'autre trois mille personnes, partaient de deux points différents et parcouraient les rues de la ville, au chant de l'Internationale, avec le concours de l'Harmonie de la Bellevilloise, de l'Harmonie du XIIe, de la Chorale fédérale, des Bigophones d'Alfortville et de nombreuses sociétés musicales de la banlieue rouge. Sur tout le parcours, une foule sympathique applaudit les cortèges. Des cris : « À bas Painlevé, l'assassin ! À bas la guerre du Maroc ! » furent poussés. Les banderoles de l'ARAC : « Guerre à la guerre impérialiste ! » firent notamment sensation.
Le 8 mai 1932, les communistes font la fête à l'occasion de la victoire électorale de Gabriel Péri, qui a battu André de Fels et vient d'être élu député de la circonscription d'Argenteuil. Un témoin raconte :
Des cortèges convergeaient de tous les quartiers d'Argenteuil en direction de la mairie. Celui venant des Champioux avait à sa tête « les Bigophones rouges des Champioux », une centaine d'hommes en casquette, très dignes, jouant l'Internationale.

### Les bigophones dans les grèves
Le 28 juin 1924, on trouve des bigophonistes venant distraire au bois de Boulogne les ouvriers grévistes des boulangeries :
La grève des boulangers
Les grévistes ont passé l'après-midi d'hier en famille au bois de Boulogne Les ouvriers boulangers en grève, pour une fois, abandonnant la Bourse du travail, se sont réunis avec leur famille, hier après-midi, au bois de Boulogne, sur la pelouse de Bagatelle où ils se sont amusés à chanter et danser au son des mandolines, des pistons et des accordéons.
Vers 18 heures les membres du comité de grève, après une audition de bigophone, ont accordé le repos dominical aux grévistes pour aujourd'hui et leur ont donné rendez-vous au prochain meeting qui aura lieu, demain lundi à 15 heures à la Bourse du travail.
Le 6 septembre 1925, quatre sociétés bigophoniques participent à l'animation de la grande fête champêtre, musicale, sportive et dansante organisée à Livry-Gargan par les grévistes des banques. Le Journal en parle dans son compte-rendu :

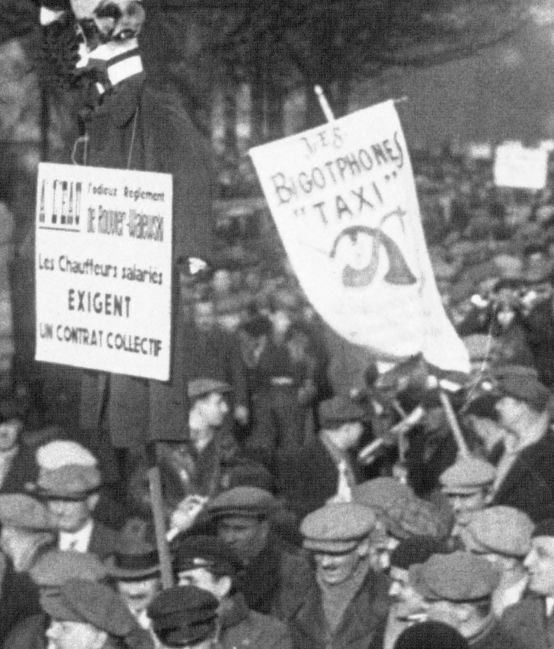
La bannière des Bigotphones "Taxi" au milieu de la foule des chauffeurs de taxis parisiens en grève en 1934.

Les grévistes des banques aux champs
La fête champêtre organisée par les employés de banque en grève s'est déroulée, hier, à Livry-Gargan, dans le plus grand calme.
Dès neuf heures du matin, les grévistes arrivaient en foule dans le parc de la mairie, mis gracieusement à leur disposition par le maire, M. Gérard. Plusieurs groupes importants étaient précédés d'orphéons. Malgré les menaces du temps, 250 employés de banque prirent leur repas dans le parc. où la coopérative de la poudrerie de Sevran avait installé des cantines.
L'après-midi, des concerts furent donnés par diverses sociétés bigophoniques : « Le Canard de Noneville » (Aulnay-sous-Bois), « Les Bergères de Puteaux », « La Grappe de raisin », et la « Société bigophonique de Saint-Ouen ». En intermèdes, des courses à pied furent disputées par les jeunes gens et les jeunes filles grévistes.
Une élection, pour désigner la reine des employés de banque et celle des sociétés bigophoniques, avait précédé le déjeuner. Une sauterie dans la salle des fêtes termina cette fête champêtre.
Le 24 février 1934, à l'avant de la manifestation de masse des chauffeurs de taxis parisiens en grève, juste derrière le comité central de grève, on voit la bannière de l'orchestre des bigophones des taxis portant l'inscription : Les Bigotphones "Taxi".
L'Humanité écrit :
Le comité central de grève en avant du cortège, entoure le mannequin à double tête, et s'enfonce avec lui sur la droite dans l'avenue Octave-Gréard.
Par derrière, viennent les Bigophones des taxis, le joyeux orchestre (le seul qui n'ait jamais reçu de prix dans les concours de musique) qu'on voit chaque année à Garches.
Puis l'énorme masse des chauffeurs avec des pancartes, huant Rouvier et Walewski, acclament la grève. On atteint l'avenue de Suffren, on tourne vers la Seine.

### Les bigophones et le sport
Les bigotphones ont aussi leur place dans le monde et les événements sportifs.
Le 7 mars 1891, à la soirée qui suit le banquet du club de vélocipédie d'Agen, les bigotphones sont présents :
Tout le monde se lève alors, et l'on se rend au siège du Club, café Rune, où un punch est servi aux invités.
Là, la soirée a été des plus charmantes. Grande surprise lorsque les bigotphonistes MM. G. Thomas, F. Durand et Borel ont fait leur entrée dans la salle et nous ont joué plusieurs morceaux comiques fort applaudis. Puis MM. Filliol, Borel, et de Blessebois se sont fait applaudir dans des morceaux de chant et des exercices d'équilibre.
En août 1926, le bigophone est présent pour le repas annuel d'un club cycliste de La Sinière, près de Nantes :
C'est dimanche dernier qu'avait lieu à Saint-Julien-de-Concelles, au restaurant Sécher et Viaud, le banquet annuel du « Rayon ».
Le départ se fit de chez Poisbeau, à la Sinière, où 45 cyclistes s'étaient donné rendez-vous. La plus franche gaîté ne cessa de régner pendant tout le trajet qui fut agrémenté par notre sympathique entraîneur Châtelier qui, avec son bigophone, fut le vrai boute-en-train et nous fit trouver le trajet bien court.
À midi, tout le club se mettait à table pour le coup de la fourchette, et la bonne humeur présida à ces agapes fraternelles.
Le compte-rendu du Critérium national des jeunes, paru en janvier 1928, précise :
Les organisateurs avaient eu la bonne idée de réserver un autobus aux journalistes et à certains officiels. Le départ eut lieu rue Rossini. Le sympathique Berretrot, et son immense bigotphone firent une entrée très remarquée.

### Les fanfares cyclistes aux États-Unis

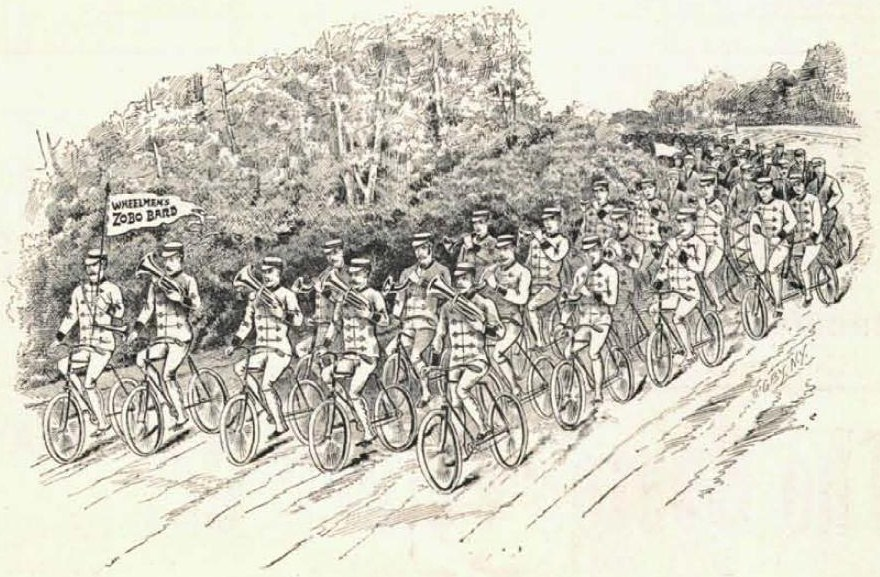
Une des centaines de fanfares de zobos (bigophones américains) cyclistes aux États-Unis : la fanfare du Century Wheelmen's Club de Philadelphie en 1896.

En 1896, 15 ans après l'invention du bigophone, Warren Herbert Frost lance aux États-Unis une version américaine de celui-ci : le zobo. Son succès est foudroyant. Il en aura bientôt vendu 400 000 et naissent un grand nombre de fanfares de zobos.
Trois autres variétés de bigophones américains naîtront par la suite : le songophone, le sonophone et le vocophone.

### Les bigophones patriotiques

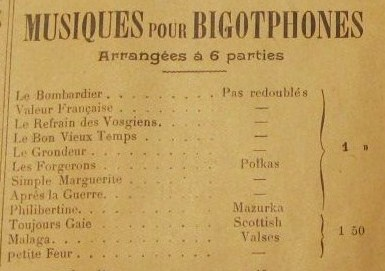
Partitions de musiques pour bigophones vendues à Paris vers 1900.

Le 8 juillet 1900, la Société bigotphonique anime, avec d'autres, le grand concours de gymnastique organisé par la municipalité de Montreuil-sous-Bois et la fédération régionale des Sociétés de gymnastique. À l'époque, gymnastique et préparation militaire sont liées. Et beaucoup rêvent à la revanche de la défaite de 1870 contre l'Allemagne :
À deux heures, les quarante sociétés de gymnastique qui prenaient part à la fête se sont réunies à la porte de Montreuil, rue de Paris, d'où, précédées par les sociétés musicales, l'Alliance musicale, la fanfare l'Amicale et la Société bigotphonique, elles ont défilé par les principales rues de la ville pour se rendre à la place du Marais, de Villiers, où avaient lieu le concours d'ensemble et la distribution des récompenses.
Dans une tribune richement décorée, élevée sur la place, on remarquait MM. Lefèvre, sénateur ; Pierre Richard, député ; Hémard, conseiller général de la Seine, maire de Montreuil ; Squeville, conseiller général de la Seine, maire de Fontenay-sous-Bois ; Renaud, maire de Vincennes ; de nombreux officiers de réserve et de l'armée territoriale en tenue, etc., etc.
Après avoir défilé avec une régularité parfaite aux accents de la marche le « Régiment de Sambre et Meuse », jouée par toutes les musiques ; les gymnastes ont exécuté les mouvements d'ensemble, recueillant les applaudissements de tous les spectateurs.
Durant la Grande Guerre de 1914-1918, les bigophones font partie des accessoires distractifs des militaires. En décembre 1915, Jean Ajalbert rapporte les propos d'un camarade d'escadrille du célèbre Adolphe Pégoud qui vient de disparaître :
Pégoud entraînait ses camarades par l'exemple et par les faits… À la fin, il partageait complètement nos chahuts, notre entrain, notre gaité… C'est lui qui avait amené des bigotphones et des tambourins dans notre orchestre…
Ce n'est pas la première fois que des militaires se distraient au son des bigophones. Figurent déjà sur une photo datant de 1896 ou 1897 trois soldats de la Garde nationale du Colorado, envoyés à Leadville à la suite d'une grève des mineurs, qui jouent du zobo sous la tente pour se distraire.
En octobre 1920, dans le Journal des mutilés & réformés, des anciens combattants et des veuves de guerre, la participation des bigophones à une cérémonie patriotique est soulignée ainsi :
La visite au monument de la guerre de 1870-71 à Avron, haut lieu de la défense de Paris, se fait avec trois ensembles de musique : l'Alfortvillaise, les tambours et clairons des sapeurs-pompiers du Perreux et de Neuilly-Plaisance ; deux associations d'anciens combattants : les Vétérans de 1870-71 (20e section de Paris et 528e section de Neuilly-Plaisance) et l'Amicale Bigophone de Neuilly-Plaisance.
Le 11 novembre 1923, au cours d'une cérémonie patriotique du souvenir au cimetière de Montigny-en-Gohelle, la société communiste des bigophones d'Harnes doit aux circonstances d'interpréter la Marseillaise. Après quoi elle joue l'Internationale.

### Les bigophones dans les mariages

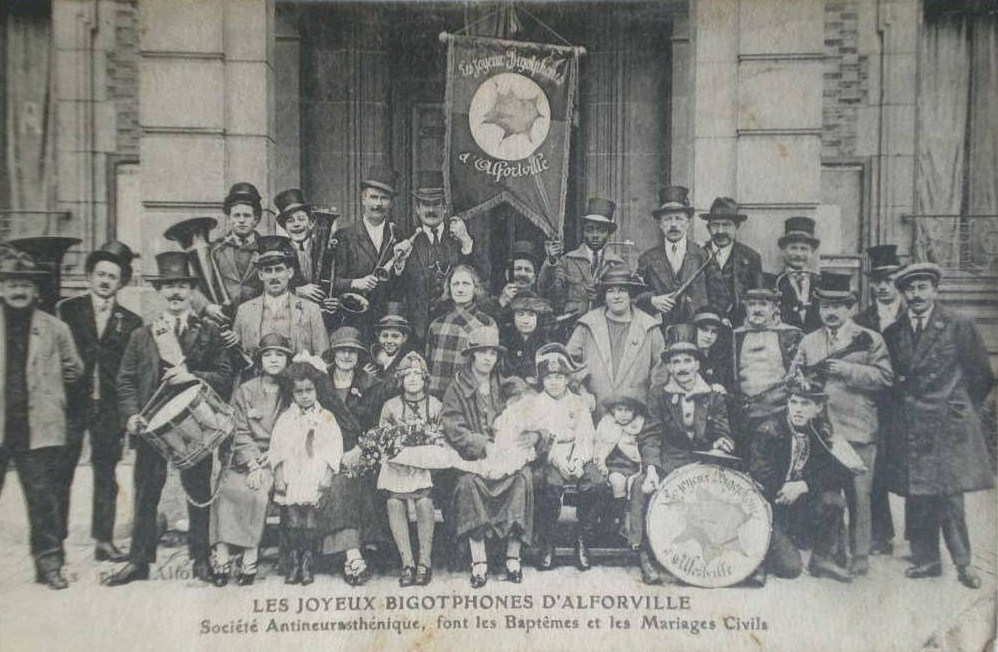
Les Joyeux Bigophones d'Alfortville « Société Antineurasthénique, font les Baptêmes et les Mariages Civils ».

Durant plus de cinquante ans, les bigophones ont animé les fêtes de mariage en France.
Maurice Dreyfous nous décrit un ensemble de bigophones à un mariage avant 1900 :
La dernière fois que je vis ce grand érudit, ce grave magistrat, c'était à Argenteuil. Arrêté sur le bord de la Seine, il avait pris place sur un char à banc où hommes et femmes, les gens d'une noce, avaient fait échange de leurs coiffures respectives, et composaient un orchestre ultra fantaisiste.
Et portant sur sa tête vénérable un bonnet qui n'était nullement carré, Charles Desmaze soufflait à pleines joues dans un énorme bigophone bariolé.
Le 18 mars 1934, les bigophones marchent en tête du cortège reconstitué d'une noce villageoise normande typique, lors d'une fête à Clichy :
À l'occasion du 25e anniversaire de la fondation de leur société, les « Normands de Clichy » se sont réunis hier, en un banquet suivi d'une sauterie, dans une salle de la rue du Bois.
Le clou de la fête fut un défilé costumé, auquel prirent part une cinquantaine de membres de la société. Le thème choisi était la reconstitution d'une noce villageoise.
Le cortège, qui parcourut diverses artères de la ville, avait à sa tête le garde champêtre, une fanfare de bigotphones, le facteur, les gendarmes et les pompiers fermaient la marche.
En 1936, parlant de la disparition du restaurant Gillet à Paris à la porte Maillot, Pierre de Trévières relève que pour les mariages : « Le bon peuple s'offre en ces jours de liesse un gigantesque autocar où toute la noce s'empile et s'esjouit en chants, refrains, coiffures de papier, mirlitons et bigophones. »

### Bigophones et élections en 1908
Le 14 mai 1908, dans la dénonciation des élections à Marcilly-sur-Eure, La Croix mentionne une bruyante fanfare de bigotphones... équipée d'autres instruments de musique : « Les pompiers en tenue, armés de clairons, pistons, tambours, cymbales, etc. etc., arrivèrent en agents provocateurs, entourant un des leurs, porteur d'une bannière sur laquelle on lisait ces mots significatifs : « Fanfare de Bigotphones de Vas-y-en-Beuglant » et se mirent à exécuter une cacophonie indescriptible empêchant matériellement ainsi tous les électeurs présents de pouvoir entendre, ce qui se passait à la mairie. »

### Les étudiants parisiens jouent du bigophone en 1902
Dans la description du cortège de la Mi-Carême 1902 de la rive gauche, La Presse précise  :
Une ovation accueille le cortège de 130 étudiants qui, revêtus d'une robe rouge, sur lesquelles s'étalent d'énormes palmes violettes, sont porteurs de bigophones et jouent tous les airs du quartier.

### Les étudiants parisiens jouent du bigophone en 1910
Le Matin écrit, le 23 janvier 1910 :
Le quartier latin est en fête
C'était grande liesse hier au pays latin. Un punch d'honneur était offert à la mairie du cinquième arrondissement par l'A aux délégations des universités étrangères et françaises pour fêter l'inauguration de la Maison des étudiants.
D'Utrecht, de Stockholm, de Christiania, de Copenhague, de Bruxelles, de Gand et du pays tchèque, les délégations, bannières en tête, étaient arrivées à cinq heures à la gare du Nord.
A grand bruit de trompes de chasse et de bigophones, médecins, pharmaciens, magistrats et avocats futurs avaient rejoint leurs camarades. Même, ce soir-là, autour de la vieille Sorbonne, s'étaient groupés les représentants de toutes les universités de la « douce France » : Nancy, Dijon, Aix, Marseille, Poitiers, Lille, et Strasbourg, la doyenne…

### Les bigophones et les communes libres

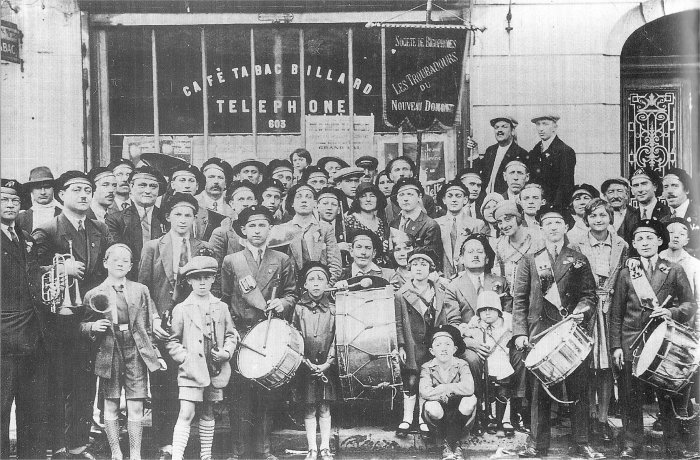
Les Troubadours du Nouveau Domont à Domont.

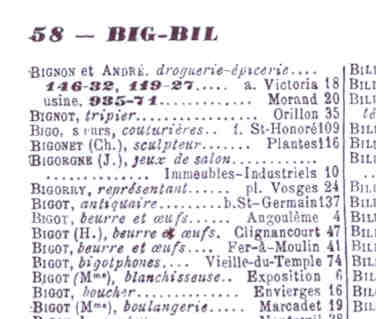
En 1911, dans un annuaire parisien Bigot figure en tant que spécialiste de bigotphones.

Dans les années 1920-1930 naissent quantité de communes libres, qui assurent une animation comique locale, avec maire, garde-champêtre, pompiers et fanfares. Le bigophone y est également utilisé.
Il accompagne les fêtes de la commune libre de Montmartre en juillet 1922 :
Fort heureusement il fit beau, quoique lourd, et le soir on put danser joyeusement au son du bigophone.
Au nombre des ensembles bigophoniques, se trouve notamment la Fanfare de la commune libre de Milly, à Milly-la-Forêt, la Fanfare de la commune libre de Porchefontaine, les Bigophones de la Commune libre du Haras, à Viroflay, la Phalange des Bigophonistes de la Commune Libre de Castil-Blaze, à Cavaillon, les Bigophones de la Commune Libre du Bois-Clary, à Boissy-Saint-Léger, la Fanfare Bigotphonique de la Commune libre des Chaprais, à Besançon, et les Bigophones de la Commune libre du Petit Montesson, au Vésinet.
La Commune libre du Petit Montesson est mentionnée sur une page Internet consacrée à l'histoire du Vésinet :
Cette « commune-libre » fait bien sûr partie du Vésinet. Elle possède son propre orchestre : les Bigophones, dénommés ainsi car leurs instruments de musique ont la propriété d'être en carton. Ils ont la forme de trombones, de pistons et leur son ressemble à celui des mirlitons. Les Bigophones sont habillés d'un pantalon blanc, d'une blouse bleue de meunier couronnée d'une lavallière.
Cet ensemble est également appelé en 1931 par un journaliste : Les Bigophones de la Commune libre du Vésinet.
À Fougères, le 8 août 1930, est déclaré au Journal officiel une nouvelle association : la Commune Libre et Fanfare de Bigotphones de Saint-François, qui sont ainsi, dès leur départ, statutairement indissociables.
Le bigophone est proclamé instrument national de la Commune libre de l'Île Saint-Louis, qui s'apprête à se doter d'un émetteur radio en 1924 :
On sait que les habitants de l'île Saint-Louis se sont organisés, l'hiver passé, en commune libre, à l'instar de la population montmartroise.
Le nouvel « État » possède son armée, sa flotte, son église et son doge, ses monuments historiques ; il ne lui manquait plus qu'une station de TSF.
(…)
Bientôt donc les Ludovisiens s'enorgueilliront d'une station « transcontinentale ». qu'on entendra de part et d'autre des rives fleuries de la Seine, bien au-delà de leurs limites territoriales. On assure que le broadcasting y sera en honneur et bientôt sous l'indicatif 8… (chut ! c'est un secret d'État), il nous sera donné sans doute d'entendre quelques concerts radiophonés de bigophone, l'instrument national, comme on sait, de la Ludovisie.
En 1937, la fanfare bigophonique, les citoyens et les personnalités de la Commune libre de Porchefontaine accompagnent solennellement un réserviste allant à la caserne Fontenoy à Paris. Le 5 avril 1937, on lit dans Le Journal :
La joyeuse installation du réserviste de Porchefontaine
Jamais pareille musique ne s'était déplacée pour accompagner un seul troupier :  Albert Perdriel, réserviste du train des équipages, a fait hier matin son entrée au quartier Fontenoy, suivi des quarante-cinq exécutants de la fanfare bigophonique de Porchefontaine.
Fantaisie ?
Voire. Il n'y avait pas que la musique. Il y avait le maire, M. Selmoz ; le percepteur, les pompiers et leur pompe ; enfin, une foule d'amis d'Albert Perdriel. Tous citoyens de la commune libre de Porchefontaine encourageaient « leur » réserviste, l'entouraient, le complimentaient.
M. Selmoz, qui est aussi le chef de la fanfare, fit donner une aubade d'adieux à Albert Perdriel, aubade dont profitèrent les habituels pensionnaires du quartier Fontenoy. Les musiciens en furent remerciés par les sous-officiers de service qui vinrent leur offrir des gâteaux.
Une entrée sensationnelle, en somme, dont on se souviendra,

### Des bigophones subventionnés
Des associations de bigophones reçoivent des subventions. Ce dont s'indigne le 23 mars 1933 un journaliste de La Croix qui signe sa rubrique avec le pseudonyme de « Monsieur Le Guet » :
Il convient naturellement de faire la différence entre les secours attribués à titre privé et les subventions que réclament chaque année – comme un dû – les innombrables Sociétés de joueurs de boules, groupements philharmoniques, bigophoneux, amis de la joie ou de la belote, etc.
Que pensez-vous de ces associations dont les buts sont – c'est incontestable – généralement excellents, qui contribuent à mettre les budgets communaux au pillage, mais qui, à l'occasion, savent s'indigner contre les charges trop lourdes de l'impôt ?

### La fanfare de la République des Maurins
Le 14 juillet 1919, de facétieux marseillais fondent dans le hameau des Maurins, à la sortie de Marseille, la République des Maurins. La devise de celle-ci est « Faire le bien en s'amusant ».
Cette république pour rire va durer une vingtaine d'années. Parmi ses activités : la philanthropie et aussi des défilés carnavalesques costumés sur la Canebière avec barbes postiches en poils de chèvre, redingotes et gibus, uniformes variés et bruyante fanfare de bigophones.
Ces défilés ont lieu régulièrement, sont annoncés par voie de presse, et remportent un grand succès auprès de la foule marseillaise qui vient les applaudir et acclamer.

### Les peintres errants à Saint-Nazaire
Le 28 juillet 1930, L'Ouest-Éclair écrit, dans sa rubrique Saint-Nazaire :
Aimé Paris et J. Mancel, deux peintres de Bruxelles, poussant devant eux une voiturette chargée d'un lourd « barda », sont en train de parcourir le vaste monde. Nous les avons vus près du théâtre Athénée, tenant boutique de tableaux en plein vent et jouant de l'accordéon et du mirliton pour attirer les foules. C'est très pittoresque et fort original. Avec trois mètres carrés de toile de tente, quatre piquets et un jazz-miniature, on peut improviser une exposition de peinture. Avis aux amateurs…
Un peu plus loin, le même article parle de l' « accordéoniste » et du « bigophoniste ». Il s'agit donc là, non d'un mirliton, mais d'un bigophone.

### Les bigophones aux Beaux-Arts et dans les universités américaines

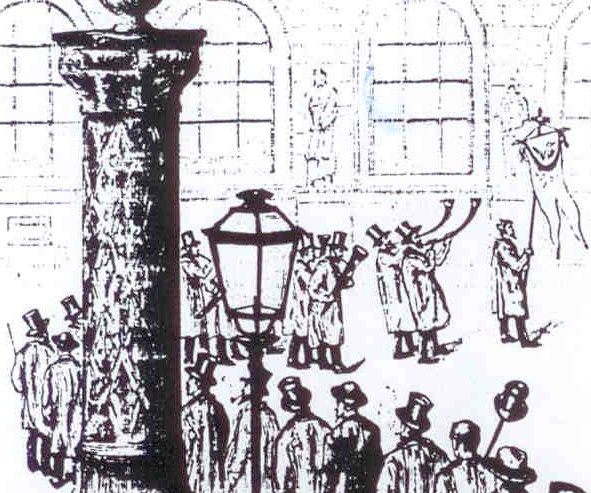
Un monôme étudiant aux Beaux-Arts en 1889.

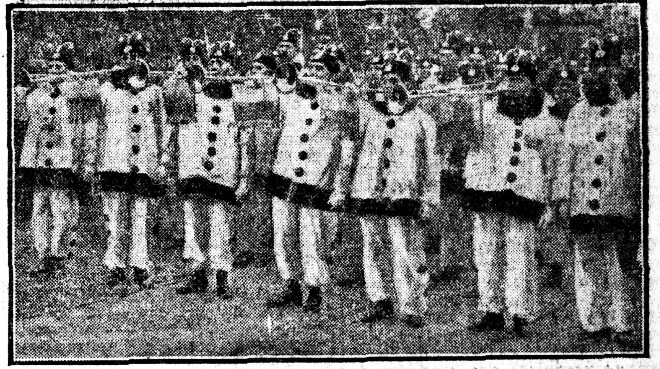
Les bigophones belges du Soutien de Saint Gilles défilent à Paris le jeudi de la Mi-Carême 11 mars 1926.

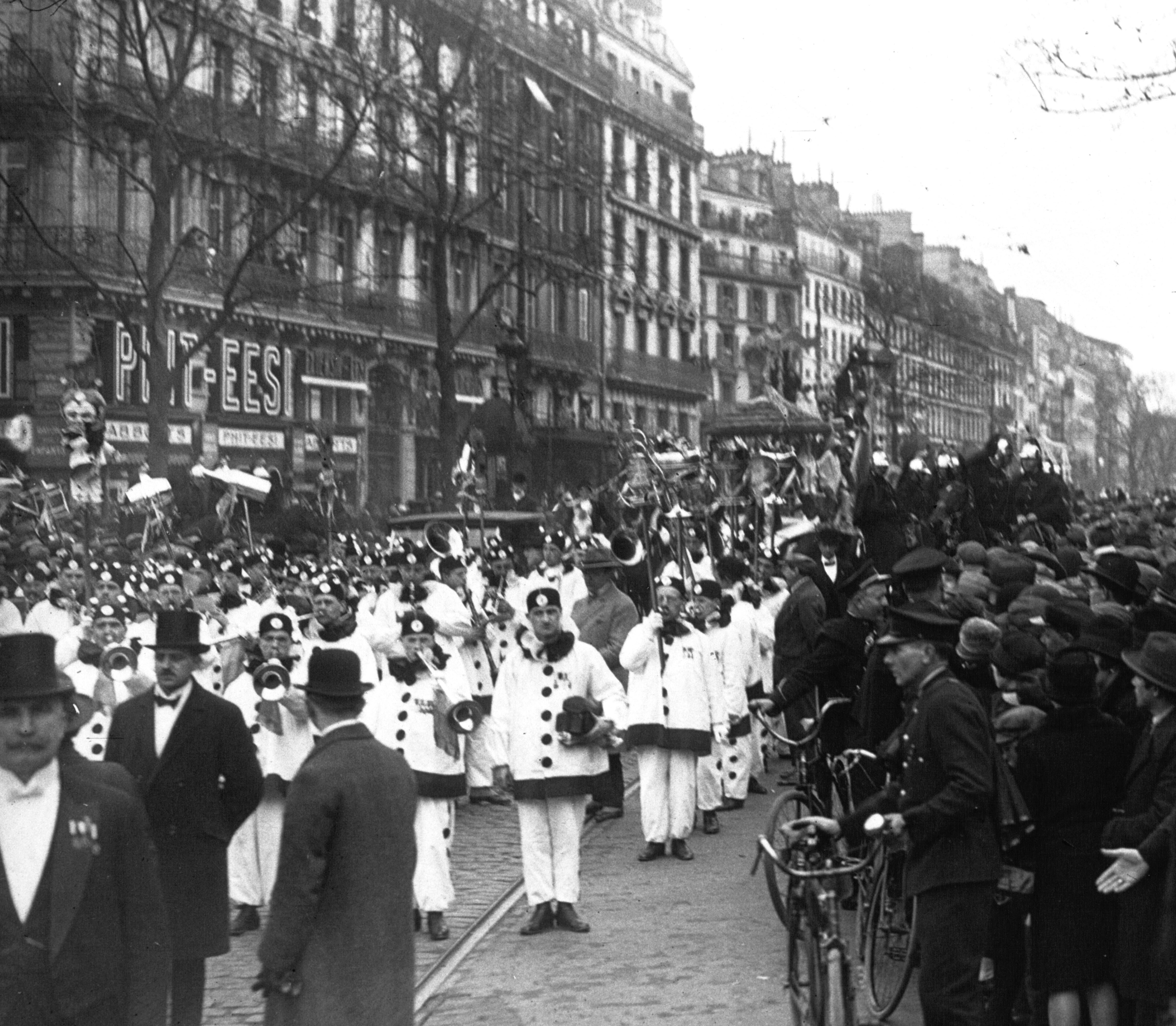
Les bigophones belges du Soutien de Saint Gilles défilent à Paris le jeudi de la Mi-Carême 24 mars 1927.

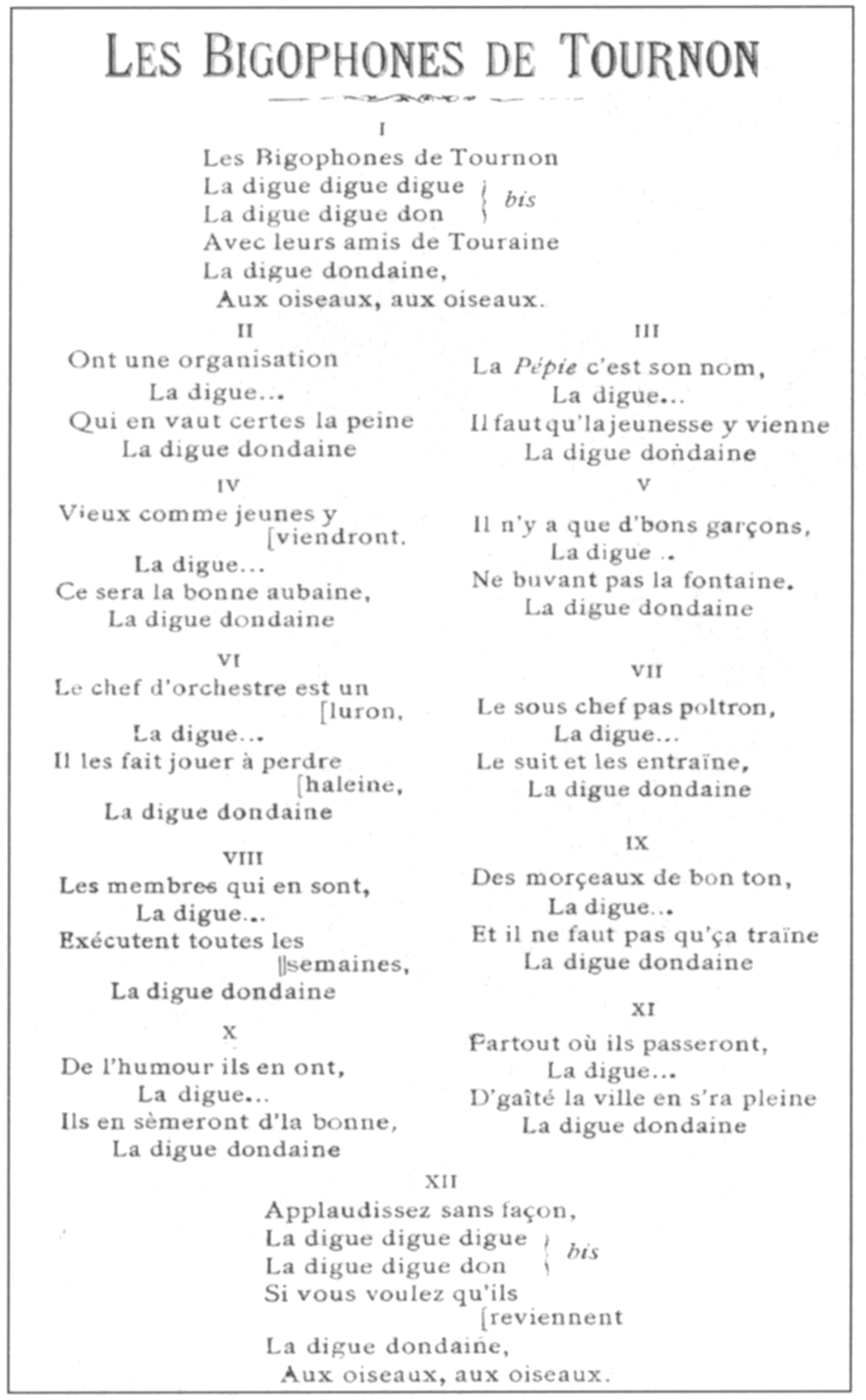
Les Bigophones de Tournon, chanson de la Société Bigophonique des Bords de la Creuse « La Pépie », à chanter sur l'air de : « Sur la route de Dijon ».

Aux Beaux-Arts existait jadis une société bigophonique. Elle apparaît dans la description d'un monôme de l'École nationale supérieure des beaux-arts en 1889 :
En tête du cortège, se balance une haute bannière rouge, ornée d'une oie en toile blanche, l'oie du Capitole ; au-dessus du volatile sacré tremblent des médailles de carton de différents modules, blanches ou dorées, et pareilles à celles qu'arborent les orphéons.
Derrière la bannière, la fanfare, plusieurs rangs d'instruments en carton, plus ou moins étranges, saxophones ventrus qu'on tient à deux mains, trombones à coulisse ou à pistons, altos et bugles. Tout cela gémit, grince, siffle, rugit sur des rythmes divers, sans souci du chef, qui bat la mesure consciencieusement.
Les instruments décrits sont des bigophones, ol s'agit donc d'une société bigophonique.
Les deux trompes en tête du cortège, visibles sur l'illustration de ce texte, sont des bigophones géants, à la forme inspirée d'instruments antiques et sans doute fabriqués par les étudiants eux-mêmes. À cette époque, la peinture d'Histoire, enseignée à l'École des Beaux-Arts, représente le sommet de l'enseignement pictural. Ces trompes en sont l'expression visible dans la fête.
La description de la participation des élèves des Beaux-Arts à la Mi-Carême parisienne 1892, telle qu'elle est faite par Le Radical, ne laisse pas de doutes à ce sujet. On y lit :
Le succès a été très grand et au contraire disons-le, très justifié, pour la mascarade de l'École des beaux-arts, venue vers les quatre heures et demie. Elle était très drôle et fort amusante cette mascarade, composée d'une centaine d'élèves, bizarrement, mais, est-il besoin de le dire, artistement costumés. Il paraît qu'elle a été organisée en vingt-quatre heures, ce qui est encore à l'actif des jeunes gens.
Il y avait là des nègres en péplum, des sauvages, des lutteurs, des turcos et des costumes qui n'ont aucun nom, mais qui étaient très joyeux ; à la tête du cortège se trouvaient douze cavaliers, montés sur des chevaux en cartons, dont la marche et la danse provoquaient le fou rire des spectateurs ; le célèbre crocodile, promené solennellement, est resté un instant devant la tribune pendant que les élèves formaient le monôme en rond en soufflant dans les bigophones.
Ce numéro, qui n'était pas sur le programme, a beaucoup amusé le public, qui n'a pas ménagé ses applaudissements.
Bien plus tard, les étudiants musiciens des Beaux-Arts, pour leurs fanfares apparues en 1948, ont préféré aux bigophones des instruments à vent classiques.
Aux États-Unis, dès 1896, est signalé l'existence d'ensembles bigophoniques dans les universités où ils ont beaucoup de succès. Ils jouent sur des zobos, une des versions américaines du bigophone. Il existe de tels ensembles entre autres à l'Oberlin College, dans les universités de Yale, Cornell, Harvard et Muhlenberg. On rencontre aussi une fanfare de vocophones, autre version américaine du bigophone, au M.I.T. à Boston.

### Bing Crosby réinvente le bigophone
En 1925, le chanteur Bing Crosby, en utilisant un instrument proche du mirliton, le kazoo, fabrique avec succès une sorte de bigophone :
Bing et Al Rinker aimaient bien improviser pendant leurs spectacles en ajoutant des sons différents, et Bing commença à jouer du kazoo dans une canette en aluminium durant un concert à l'université de Californie. Le public apprécia ce nouveau son à cause de son originalité, et Bing et Al devinrent de plus en plus populaire.

### Georges Brassens et le bigophone
En 1980, Georges Brassens enregistre un album : Georges Brassens chante les chansons de sa jeunesse. Sur le disque 1, face 2, le 3e couplet de la 7e chanson : « Sous le kiosque à musique », paroles de Charles Charlys et Maurice Vandair, musique de Marc Lanjean, parle du bigophone :
Le notaire en personne
Ajustant son lorgnon
Prend son bigophone et son vieux trombone
Et joue l'air des lampions
Sous le kiosque à musique

### Les bigophones à la Mi-Carême 1924 à Paris
Dans sa description de la Mi-Carême 1924 à Paris, Le Matin mentionne les bigophones :
A la porte des Ternes, précédée de trompettes de la garde républicaine, la cavalcade du 17e arrondissement, avec son Abeille, ses chars, son harmonie et ses bigophones attendait le cortège du Comité des fêtes. Et tandis qu'étudiants, reines et Pierrette sablaient le champagne et repartaient ensuite de concert à la mairie des Batignolles, où les attendait la municipalité, la cavalcade du Bœuf Gras, précédée de ses sonneurs de trompes, se dirigeait vers la Porte Maillot, où eut lieu la dislocation.

### Les bigophones belges à la Mi-Carême 1926 à Paris

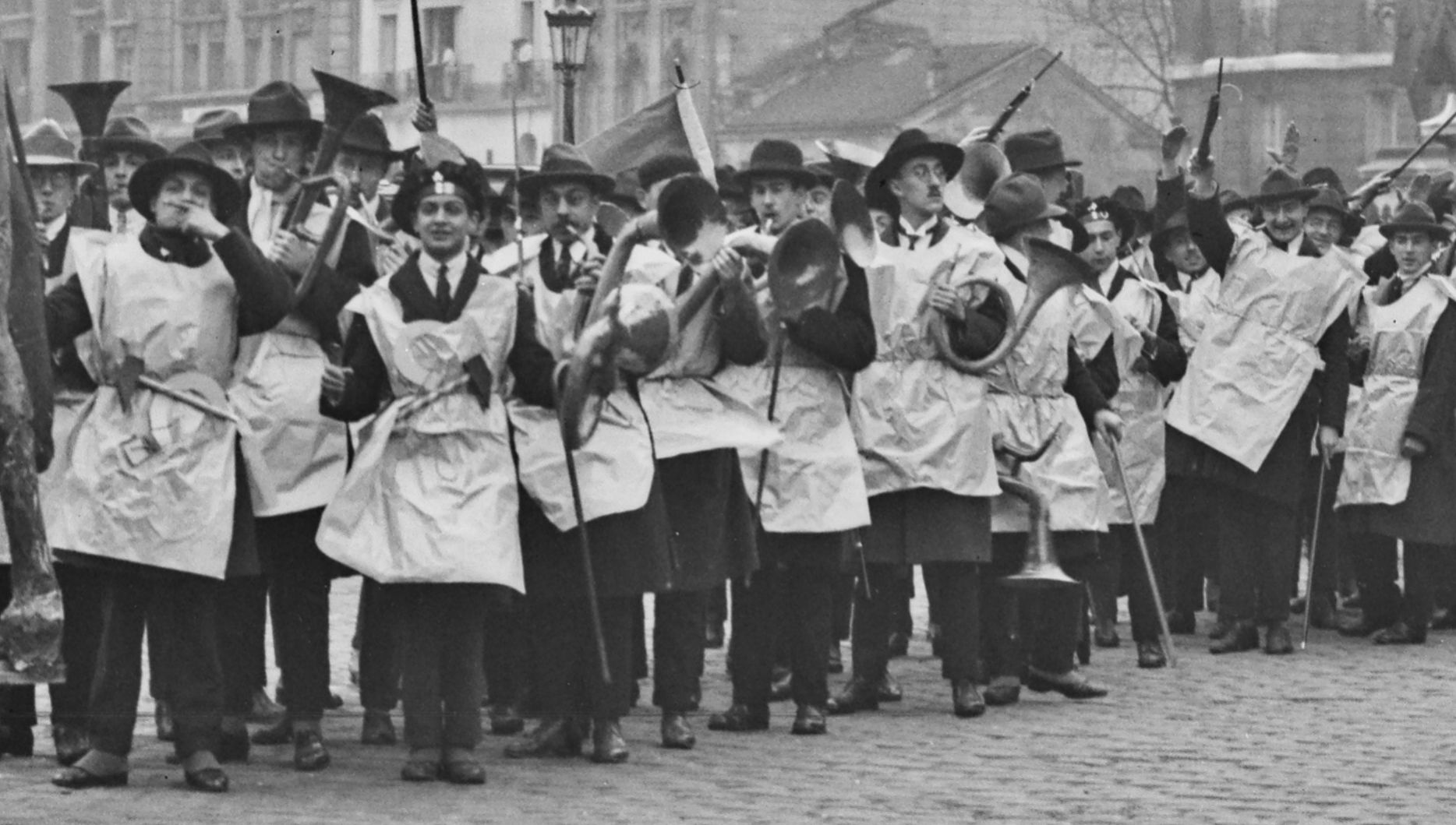
La fanfare bigophonique des étudiants parisiens défile également pour la Mi-Carême à Paris 1926.

Le jeudi 11 mars 1926, dans un des trois cortèges de la Mi-Carême au Carnaval de Paris triomphe une fanfare de bigophones belges composée de 153 musiciens costumés :
Le succès, cependant, allait aux pierrots blancs, aux pierrettes blanches de l'Harmonie burlesque belge : le Soutien de Saint-Gilles — imposant orchestre où dominaient les bigophones surmontés d'ustensiles de cuisine. On les applaudissait. On criait « Vive la Belgique !
Le soir-même, les Belges participent à l'animation d'un banquet de 800 couverts donné à l'occasion de la fête. Le président de la fanfare de bigophones, Pierard, est parmi ceux qui portent un toast à cette occasion.
Le Soutien de Saint-Gilles défile à nouveau avec succès pour la Mi-Carême à Paris le 24 mars 1927.
Internet retransmet les actualités cinématographiques de la British Pathé à propos de la Mi-Carême parisienne 1926, avec notamment un plan d'ensemble de la troupe du Soutien de Saint-Gilles défilant dans le cortège de la fête.

### Une noce normande à Clichy-sous-Bois en 1934
Le Petit Parisien écrit le 19 mars 1934 :
Une noce normande a défilé hier à travers Clichy
A l'occasion de l'anniversaire de la fondation de leur société, les « Normands de Clichy » ne sont réunis hier, en un banquet suivi d'une sauterie, dans une salle de la rue du Bois.
Le clou de la fête fut un défilé costumé, auquel prirent part une cinquantaine de membres de la société. Le thème choisi était la reconstitution d'une noce villageoise.
Le cortège, qui parcourut diverses artères de la ville, avait à sa tête le garde champêtre, une fanfare de bigotphones, le facteur, les gendarmes et les pompiers fermaient la marche.
Toutes ces « personnalités » officielles encadraient les gens de la noce. « Môssieu le maire » gonflé de son importance ; les « Marieux » épanouis ; les parente et les invités tous fiers d'avoir sorti leurs plus beaux atours : coiffes pimpantes et bonnets de coton, à la bonne franquette.
L'allégresse, secondée par un peu de fard, avait peint sur chaque « trogne » deux magnifiques « pommes d'api ». On chanta au dessert Ma Normandie et l'on but une bolée de cidre : à la santé du père Gaspard !

### Les bigophones le1ermai 1937 à Paris
Les bigophones sont présents au grandiose défilé populaire du 1er mai 1937 à Paris.
Le Populaire décrit ainsi la fin du cortège :
Quels sont ces balais, ces seaux d'eau, ces wassingues brandis par des mains joyeuses ? Ce sont les instruments de travail des concierges qui, au nombre d'environ 300, participent pour la première fois à la manifestation.
Derrière eux, coiffés de gigantesques dés à coudre ou de chapeaux de fantaisie, les travailleurs de la couture et de la mode jouent du bigophone tout en suivant un taxi surmonté d'un mannequin d'essayage. Enfin, en rangs serrés, les syndiqués de l'alimentation ferment la marche.

## Les bigophones dans le monde
Le bigophone apparaît à Paris en 1881 à une époque où la mode parisienne est célèbre et appréciée dans le monde entier.
Cette mode de Paris va porter le prestige du bigophone au-delà des frontières françaises et en faire un phénomène international. Il se retrouve en Autriche-Hongrie, en Suède, aux Pays-Bas, en Russie.
Dès 1895, il y a des bigophones au Brésil, en Australie et aux îles Carolines. D'autres suivent l'expédition militaire française à Madagascar.
Le 19 mai 1900, à Londres, c'est la liesse dans les rues à l'annonce des succès militaires britanniques au Transvaal. Les bigophones sont présents :
Aujourd'hui semble un jour de grande fête. Des groupes nombreux portant des drapeaux et des cocardes continuent à parcourir les rues de la Cité et à rendre la circulation, très pénible et même sur beaucoup de points impraticable.
En beaucoup d'endroits, on jette des confetti, Des jeunes gens, au son de bigotphones et de trompettes de bazar, parcourent la ville. Beaucoup d'entre eux portent des parapluies tricolores.
Vers 1910, les mineurs de Seaton-Delaval, dans le Northumberland, ont un Bigotphone Band.
En 1911, les bigophones se retrouvent chez les ouvriers imprimeurs londoniens en grève :
Les grévistes, portant au bras un brassard rouge avec l'inscription « Tenez bon ! », se promenant pacifiquement dans le voisinage des imprimeries, poussant des hourras et chantant avec accompagnement de bigotphones, ont attiré hier l'attention dans le voisinage de Fleet street, qui est le centre des imprimeries des journaux.
Le bigophone pénètre même le milieu aristocratique britannique. Le 13 octobre 1909, la rubrique mondaine du journal Le Figaro rapporte :
Les trois filles du duc de Rutland, lady Marjorie, lady Violet et lady Diana Manners, ont joué une comédie à Rowsley (Derbyshire), au cours d'une fête de charité donnée pour la caisse des écoles locales.
Lady Marjorie a chanté avec son talent habituel, lady Diana Manners a dansé « un pas seul », soutenu par les voix d'un chœur villageois, et lady Violet a conduit admirablement un orchestre de bigotphones.
Au parterre, avaient pris place le duc et la duchesse de Rutland et lord Granby.
L'activité bigophonique paraît avoir été jadis importante en Allemagne.

## L'affaire des Rantanplans d'Ivry

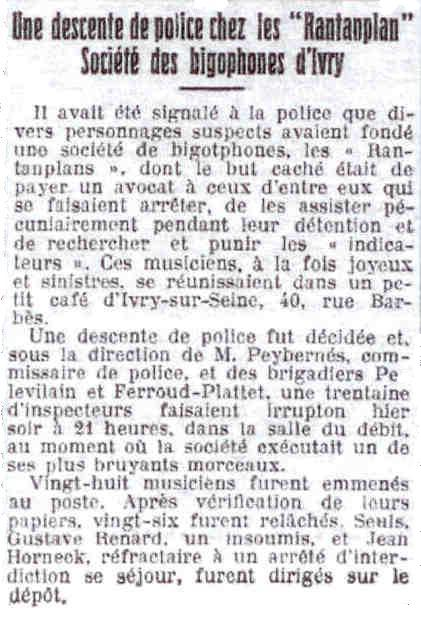
Le Petit Parisien, 4 septembre 1927.

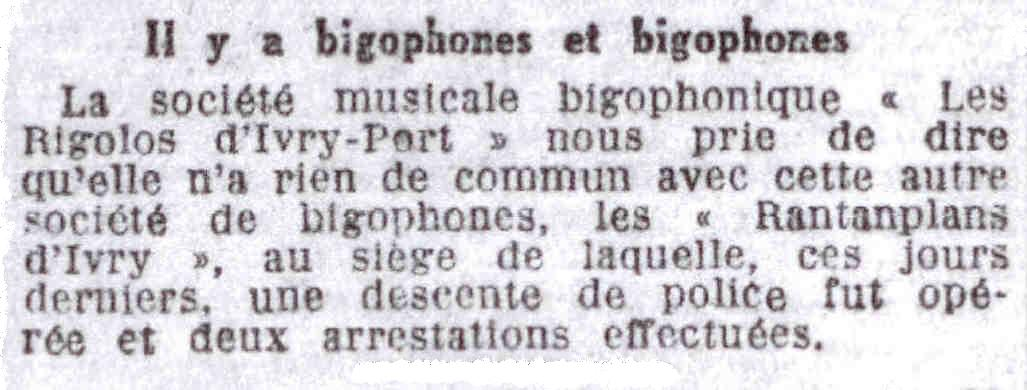
Le Petit Parisien, 7 septembre 1927.

En 1927, une affaire originale secoue le milieu bigophonique d'Ivry.
Le Petit Parisien en parle le 4 septembre :
Une descente de police chez les « Rantanplan »
Société des bigophones d'Ivry
Il avait été signalé à la police que divers personnages suspects avaient fondé une société de bigotphones, les « Rantanplans », dont le but caché était de payer un avocat à ceux d'entre eux qui se faisaient arrêter, de les assister pécuniairement pendant leur détention et de rechercher et punir les « indicateurs ». Ces musiciens, à la fois joyeux et sinistres, se réunissaient dans un petit café d'Ivry-sur-Seine, 40, rue Barbès.
Une descente de police fut décidée et, sous la direction de M. Peybernés, commissaire de police, et des brigadiers Pelevilain et Ferroud-Plattet, une trentaine d'inspecteurs faisaient irruption hier soir à 21 heures, dans la salle du débit, au moment où la société exécutait un de ses plus bruyants morceaux.
Vingt-huit musiciens furent emmenés au poste. Après vérification de leurs papiers, vingt-six furent relâchés. Seuls, Gustave Renard, un insoumis, et Jean Horneck, réfractaire à un arrêté d'interdiction se séjour, furent dirigés sur le dépôt.
Trois jours plus tard, le 7 septembre, paraît cette annonce :
Il y a bigophones et bigophones
La société musicale bigophonique « Les Rigolos d'Ivry-Port » nous prie de dire qu'elle n'a rien de commun avec cette autre société de bigophones, les « Rantanplans d'Ivry », au siège de laquelle, ces jours derniers, une descente de police fut opérée et deux arrestations effectuées.

## Le recul des sociétés bigophoniques

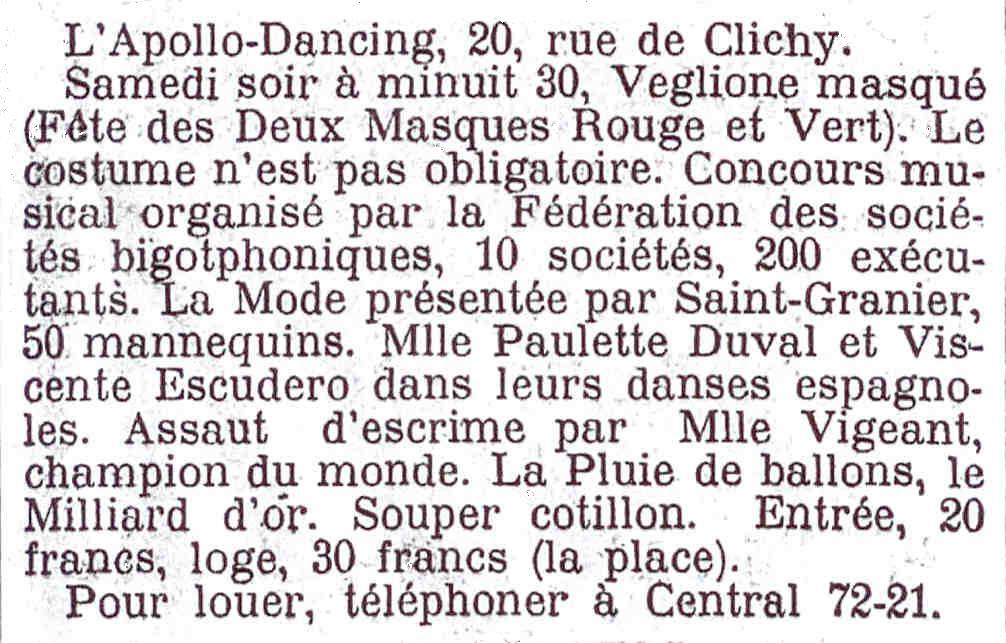
Une fête payante à Paris le 21 mai 1921 avec des bigophones, annonce parue la veille dans Le Figaro.

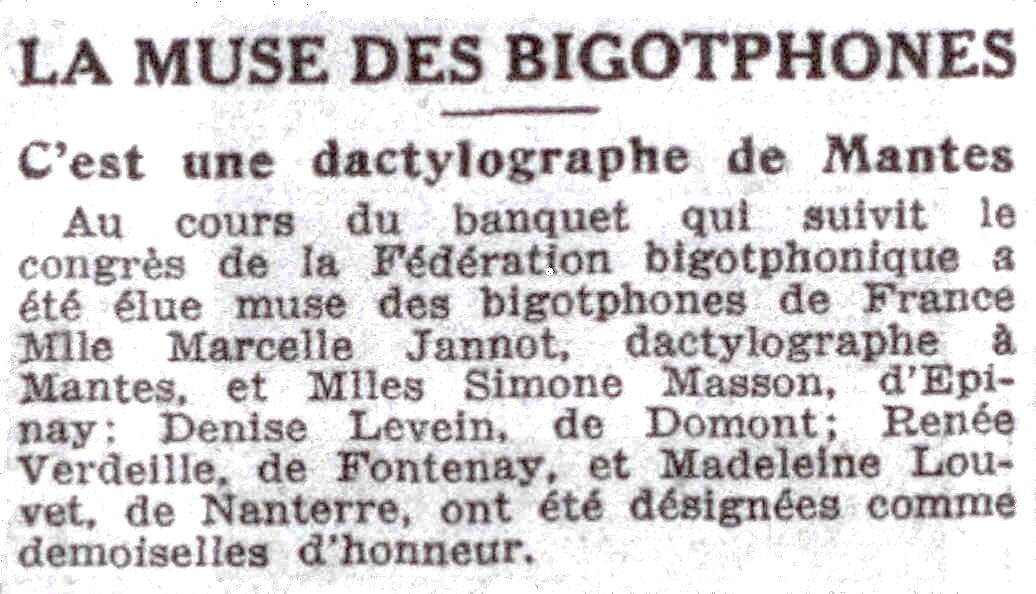
Élection par la Fédération bigotphonique de Marcelle Jannot, muse des bigotphones de France, Le Petit Parisien, 4 février 1931.

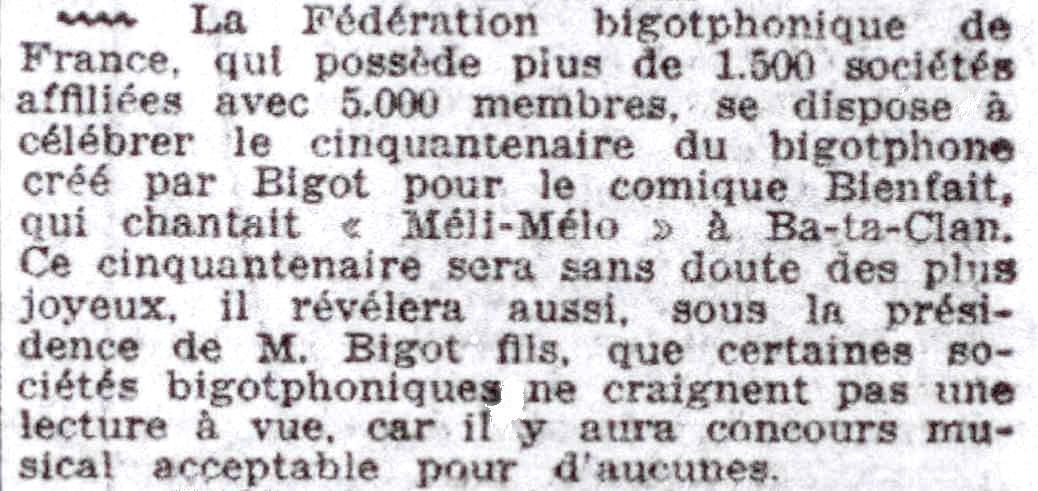
Extrait du Bulletin Orphéonique, rubrique du journal Le Petit Parisien, 24 février 1931.

Les sociétés bigophoniques, comme les autres goguettes, vont être victimes de leur succès. Avec le nombre, viendra l'entreprise consistant à détruire le joyeux produit d'origine au nom de l'organisation, la centralisation, la croissance, l'efficacité.
L'Union amicale des sociétés bigotphoniques de France est créée le 1er juillet 1897. Le même jour est créée une Union bigotphonique de France.
La Bibliothèque nationale de France conserve des bulletins d'unions d'associations bigotphoniques, tous publiés à Paris :
- Le Bulletin officiel de l'Union bigotphonique de France, publié en 1899[236].
- L'Avenir bigotphonique. Organe officiel de l'Union bigotphonique de France, publié le 15 mars 1900[237].
- La Revue bigotphonique. Organe officiel de l'Union amicale des sociétés bigotphoniques de France, no 1, mars-avril 1925, à no 49, janvier-avril 1937[238].

Le 12 octobre 1926, L'Ouest-Éclair annonce qu'à la répétition de la Gaieté Bigophonique Rennaise sera fait le compte-rendu du « Congrès des Bigophones de France ».
Le 22 janvier 1928, Le Petit Parisien annonce une réunion de la Fédération bigotphonique de France. Le 14 septembre de la même année, il annonce la fête champêtre annuelle de la fédération, avec un baptême bigotphonique des enfants :
La Fédération bigotphonique de France organise pour dimanche, de 9 à 19 heures sa fête champêtre annuelle dans le parc Mabille à Montreuil-sous-Bois.
À cette fête aura lieu le baptême des enfants des bigotphonistes.
Nous apprenons également que le 4 mai 1930 :
La Fédération bigophonique de France fera disputer son concours annuel de bigophones aujourd'hui, à l'école des garçons de la rue Blanqui, à Saint-Ouen, sous la présidence de M. Lesesne, député de la Seine. Rassemblement des sociétés à 13 heures, place de la mairie. Pendant le concours, dont l'entrée sera gratuite, une quête sera faite au profit de la caisse des écoles.
Le 24 février 1931, Le Petit Parisien indique que la Fédération bigotphonique de France compte 1 500 sociétés affiliées et 5 000 membres. Ce qui implique que chacune de ces sociétés compte à peine plus de trois adhérents ! La moyenne indiquée par les photos des sociétés est plutôt de trente. Il y a donc une erreur, alors qu'un catalogue de bigotphones indique en 1927 que :
Peu sont les communes qui n'ont point actuellement leur société de « Bigophonistes ».
L'étude de la documentation conservée apportera des précisions sur cette fédération aujourd'hui disparue.
En septembre 1931 et octobre 1932, elle se trouve mentionnée dans Le Matin, à l'occasion d'un concert et bal qu'elle organise 19 rue Blanche, à Paris.
En février 1930, suivant la tradition des reines de la Mi-Carême, popularisée par la Mi-Carême au Carnaval de Paris, la Fédération bigotphonique élit sa muse :
Le congrès de la Fédération bigotphonique de France vient de se tenir à Paris. À l'issue du banquet, qui réunissait plus de deux-cents congressistes, Mlle Yvette Boiteau, de Saintes, a été, à l'unanimité, élue muse des bigotphones des provinces de France.
En février 1931, la Fédération élit une nouvelle muse :
LA MUSE DES BIGOTPHONES
C'est une dactylographe de Mantes
Au cours du banquet qui suivit le congrès de la Fédération bigotphonique a été élue muse des bigotphones de France Mlle Marcelle Jannot. dactylographe à Mantes, et Mlles Simone Masson, d'Épinay ; Denise Levein, de Domont ; Renée Verdeille, de Fontenay, et Madeleine Louvet, de Nanterre, ont été désignées comme demoiselles d'honneur.
En octobre 1931, La Chesnais indique dans La Croix, que le bigophone est « toujours cultivé à Paris. »
En 1932 paraît un ouvrage littéraire de V. G. Remain dont le titre fait référence au bigophone : Jazzant du bigophone. Contes en vers et contre tout.
En 1932 et 1933 une autre élection de reine ou muse a lieu.
Sont conservées deux photos de Denise Ravel, Muse des bigophonistes de France 1932. L'une où elle apparaît seule, l'autre accompagnée de ses deux demoiselles d'honneur.
En février 1933, Le Matin annonce la tenue du congrès de la Fédération : « Congrès : 31, boulevard du Temple, 9 heures : Fédération bigotphonique de France (à midi banquet). »
Les goguettes organisées en sociétés bigophoniques, comme toutes les sociétés festives et carnavalesques en général, ont leur vie propre et se rient des difficultés et événements politiques de leur époque. En 1936, elles sont bien vivantes et s'inscrivent avec éclat dans la Promenade du Bœuf Gras du jeudi de la Mi-Carême 19 mars, grand cortège réussi du Carnaval de Paris :
L'après-midi, à l'instant où, pensif et pâlissant, dit-on, le délégué de l'Allemagne écoutait voter l'Europe et l'Amérique du Sud, les bigophonistes faisaient vacarme autour d'un bœuf blanc, répondaient aux chevrettes du char auvergnat, et aux accordéons des Frères de la Côte. Dans la nuit, sur la montagne où veilla sainte Geneviève, j'ai rencontré de bons jeunes gens, en robes de magistrats et coiffés de chapeaux pointus, qui poussaient de l'air dans des trompettes de carton. C'était peu après le communiqué du conseil des ministres. Certes, je ne blâme point. Je constate et j'envie. Les dilettantes qui eussent voulu pourquoi, pourquoi ? savourer leurs inquiétudes, les sombres plaisirs de la mélancolie, l'amère fierté d'avoir eu inutilement raison depuis 1920, imaginer des redressements diplomatiques foudroyants, composer d'avance les catastrophes, avaient contre eux l'insouciance, la jeunesse, les mirlitons et les bigophones.
Les bigophones apparaissent également à l'époque lors de la Fête nationale française. On conserve la photo de l'orchestre de bigophones les Gais Lurons de Paris jouant dans l'île Saint-Louis le 14 juillet 1938.

## Le Festival de Bigophones de Montmartre en 1954
L'activité bigophonique est longtemps marquée par l'existence de rassemblements de sociétés. Au début des années 1950, un festival existe encore à Montmartre.
L'affiche pour sa troisième édition précise :
Syndicat d'Initiative de Montmartre et du Vieux-Montmartre
La Fédération Internationale des Bigophones
Dimanche 19 septembre 1954
Festival de Bigophones de Montmartre
(3e année)
Avec la participation des Sociétés suivantes : Harmonie des Bigophones du Mans, Les Bigophones Saint-Jean de Beauvais, Les Joyeux Bigophones de la Ferté-Gaucher, Les Laitiers de Montfermeil, Les Loufoques de Chaville, Les Bigophones de Beau-Vallon (Antony), Les Bigophones de Saint-Malo, Les Hérauts des Grouettes d'Antony, Les Pompiers de la Chapelle-Goutte d'Or, etc.
Départ à 15 h. : Métro Barbès, Boul. Rochechouart, de Clichy, Rues Lepic, Norvins, Place du Tertre.
Place du Tertre : Concours d'Exécution et de Présentation
Coupes

## La disparition des sociétés bigophoniques
- Si vous ne connaissez pas le sujet, laissez ce bandeau (vous pouvez alors contacter les auteurs).
- Si vous supprimez le contenu mis en cause (vous pouvez préalablement contacter les auteurs),

argumentez précisément cette suppression dans la page de discussion
(un manque de référence n'est pas un argument ; une recherche réelle de référence doit avoir été effectuée, être formellement documentée).

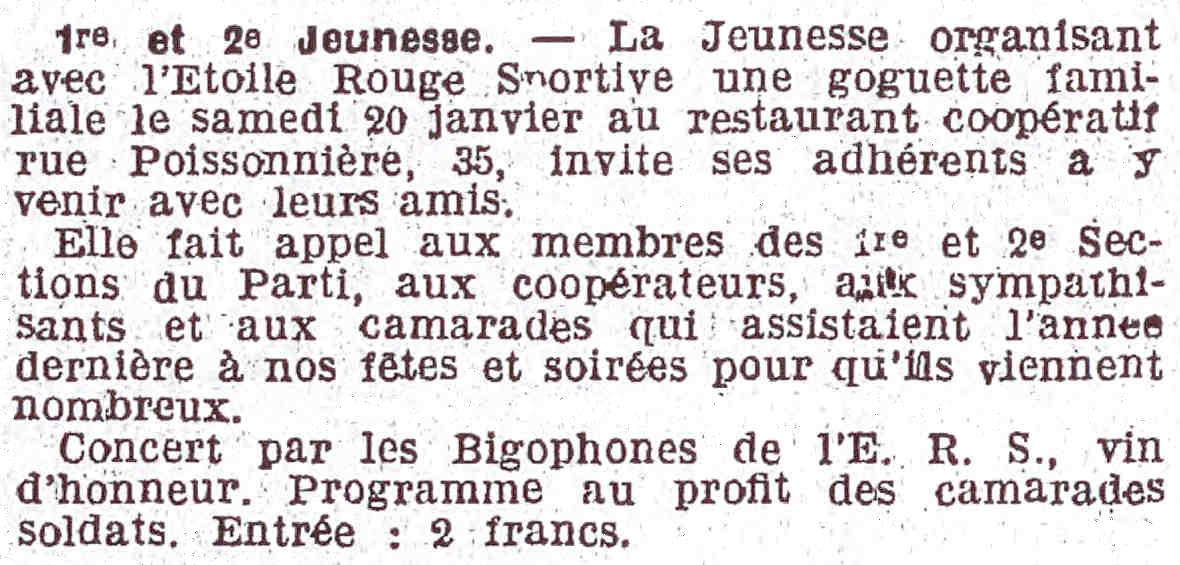
Annonce dans L'Humanité du 3 janvier 1923 d'une goguette familiale animée par les bigophones de l'Étoile Rouge Sportive.

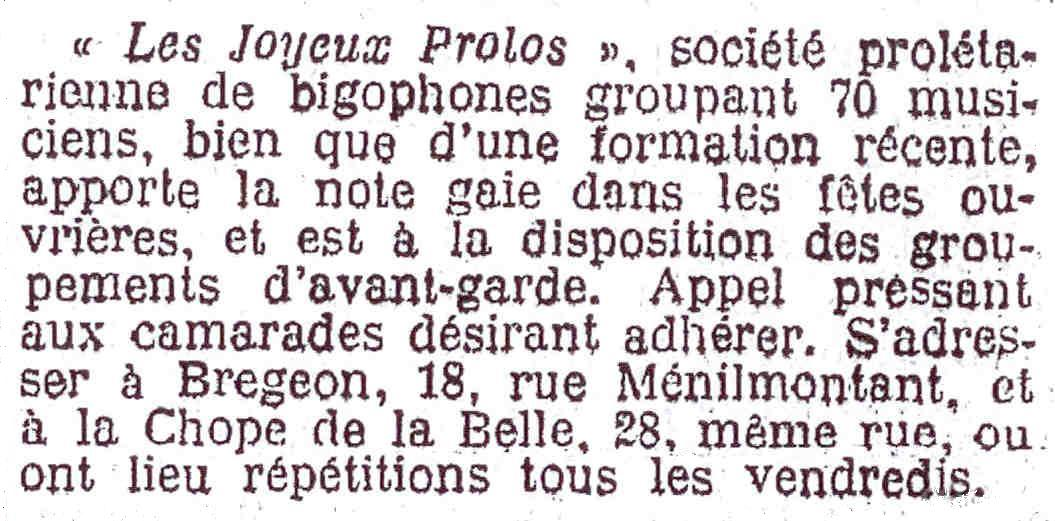
Annonce parue dans L'Humanité, 18 septembre 1926.

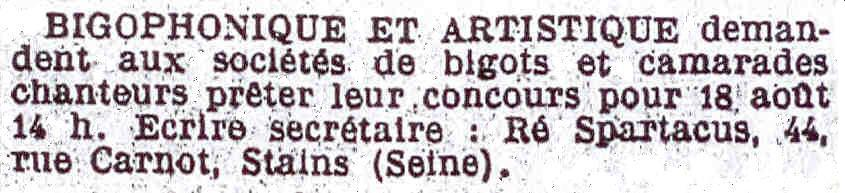
Convocation de sociétés bigophoniques à des fins politiques, dans L'Humanité, 10 août 1935.

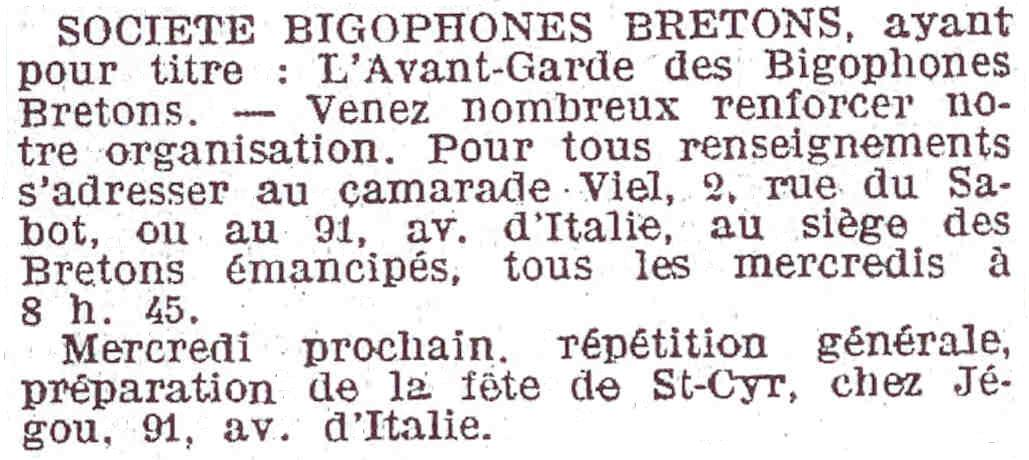
Annonce parue dans L'Humanité, 13 mai 1936.

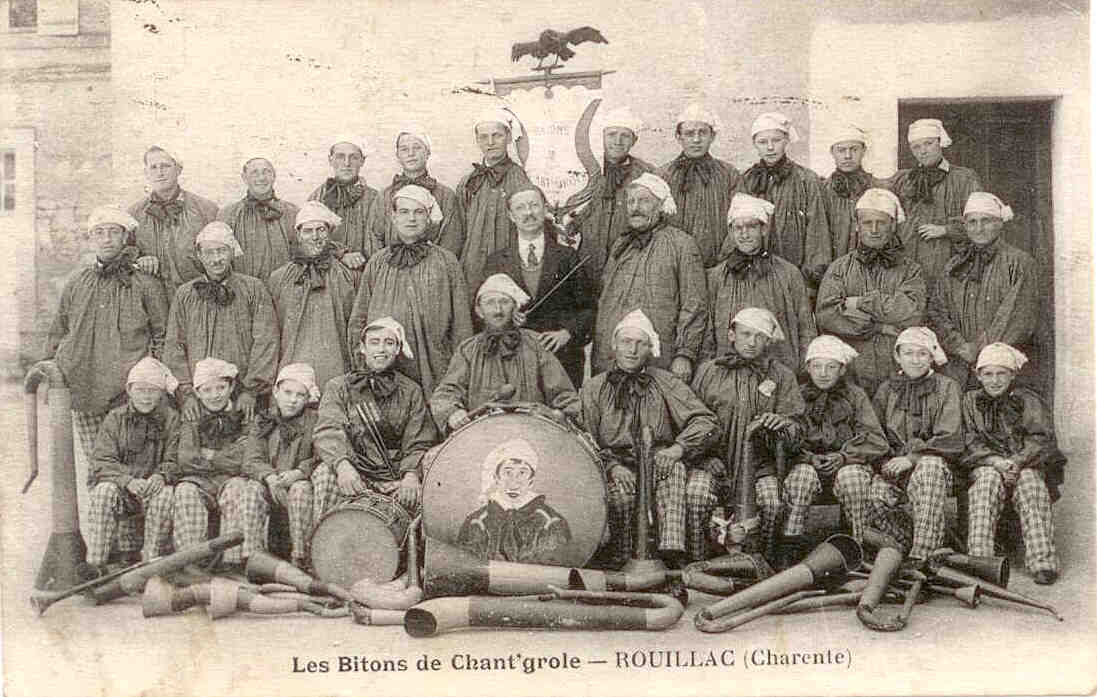
Les Bitons de Chant'grole à Rouillac au début des années 1930. Ils ont, comme les Bigotphones Rochefortais à Rochefort, un chef d'orchestre avec sa baguette.

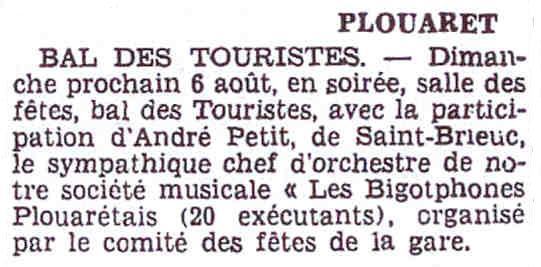
Dans L'Ouest-Éclair, annonce d'un bal à Plouaret le 6 août 1939.

Comme l'écrit Jean Frollo, dans Le Petit Parisien en 1898, les sociétés bigophoniques sont des goguettes pourvues de ces étranges instruments, les bigophones.
Comme pour les autres goguettes, la perte des sociétés bigophoniques a été causée par leur succès. Petite, quand elles étaient moins de dix-neuf, elles étaient fortes et solides, elles savaient ce qu'elles faisaient et où elles allaient. Comme cela paraissait possible, elles ont voulu faire plus grand. Et au lieu de se contenter de rester une structure familiale qui se rassemble pour s'amuser, elles sont devenues des associations. Un exemple est donné par les Pas bileux de Levallois. En 1909, ils font paraître cette annonce dans L'Humanité :
Les Pas Bileux de Levallois. — Il s'est formé au sein de l'Harmonie bigophonique « Les Pas Bileux de Levallois », une section de natation dont le siège est 53, rue Raspail, et adhérente à la Fédération Sportive Athlétique Socialiste.[…]
L'Harmonie déclare en plus qu'elle prêtera son concours à toutes les organisations socialistes qui feront appel à elle soit pour des sorties ou des concerts.
Petit à petit, ces goguettes qui brillaient dans la rue avec leur activité bigophonique, se sont défaites. Certains ont ajouté de l'eau au moulin de leur disparition.
Dès 1940, les circonstances politiques de l'Occupation ont permis aux autorités d'exprimer directement leur vieille et inavouée hostilité à la fête, le prétexte invoqué étant la lutte contre le communisme.
Dans une liste d'associations ou groupements supprimés comme « agissant aux mêmes fins (que le Parti communiste) et situés tant dans le département de la Seine que sur tout le territoire français », parue au Journal officiel de l'État Français du 25 février 1941, aux côtés d'organisations politiques ou syndicales ou d'associations juives comme l' Amicale israélite de Montreuil, on trouve nombre d'associations sportives et de loisirs, comme le Club des boulistes d'Orly, à Orly, et la Boule gentiléenne, à Gentilly.
De même que des associations festives et musicales : la Fraternelle des tambours et clairons de Gennevilliers, les Harmonies municipales de Gennevilliers, Gentilly, Ivry-sur-Seine, Stains et Villejuif, la Fanfare municipale de Nanterre, la Fanfare scolaire à Drancy, la Chorale ouvrière d'Ivry-sur-Seine, l'Union musicale de Malakoff, l'Harmonie municipale ouvrière de L'Haÿ-les-Roses, la Société de musique du patronage laïque de Fresnes, le Club d'humour et de gaîté et la société bigophonique Les Gais Souffleurs, à Épinay-sur-Seine.
Ces interdictions ont duré plusieurs années.
Cependant, il apparaît qu'une activité bigophonique a continué durant la guerre. C'est ainsi que les bigophones malouins participent à la fête de Marville à Saint-Malo le 7 septembre 1941. Le 5 novembre de la même année, L'Ouest-Éclair annonce une prestation des Bigophones Plouarétais à Lanvellec pour recueillir de l'aide pour les prisonniers français. La même société organise une séance récréative le 14 juin 1942 à Plouaret.
Les sociétés festives et carnavalesques n'ont pas disparu à la suite de la guerre, comme en témoigne la renaissance de nombre de carnavals, dont le grand Carnaval de Dunkerque, dès 1946, dans une ville en ruines.
Après la période florissante des bigophones du début des années 1880 à la fin des années 1930, est relevé en divers endroits la persistance de l'activité bigophonique durant plus ou moins longtemps :
- L'existence de la société bigophonique Chantecler d'Étampes est attestée en 1944[264].
- En 1950, l'Amicale bigotphonique chartraine apparaît dans un documentaire muet en noir et blanc tourné à l'occasion d'une fête costumée à Chartres. Ce film est visible sur Internet[pertinence contestée][265].
- Dans les années 1950, participe au carnaval de Carcassonne un groupe costumé en jaune : Les Bigophones. Il a notamment dans son répertoire une chanson : Ah les bigogo, les bigogo, les bigophones, sur l'air de la célèbre chanson enfantine Ah les crococo, les crococo, les crocodiles[pertinence contestée][266].
- En 1953, à Poitiers, est créé une société bigophonique à but philanthropique : les Pierrots bigophoneux de la Cueille[267].
- En janvier 1954, est créée à Billy-Berclau l'association de bigophones Les Joyeux de Billy[268].
- En septembre 1954, l'affiche pour le troisième Festival de Bigophones de Montmartre indique la participation de plus de dix sociétés bigophoniques de Paris, sa banlieue et la province (Beauvais, Le Mans, Saint-Malo).
- En 1955, la continuité de l'activité de sociétés bigophoniques est attestée par la revue Arts et traditions populaires, qui écrit, parlant de la pignata, un instrument de musique utilisé dans le midi de la France : « Cet instrument est toujours employé dans les phalanges de bigophones des villes de la Côte[269]. »
- Les Joyeux Bigophones Fertois, à la Ferté-Gaucher, sont actifs en 1960. Cette société bigophonique très remarquée ne disparaît au profit d'une fanfare classique que vers 1965[270].
- De 1958 à 1962 existe à Sainte-Lizaigne un très actif ensemble : les Bigophones, fondé et animé par l'épicier-cafetier Pierre Martinat[100]. En 1958, dans la même région, Jean Deletang crée à Villegouin la société de bigophones les Ferrailleurs de Villegouin. Les matériaux de récupération sont transformés par Francis Biet[271]. Il existe aussi alors deux autres ensembles bigophoniques dans les environs : les Lumas de Cluis et les Bouyats du Laos à Saint-Aignan-en-Berry (aujourd'hui appelé Saint-Aignan-sur-Cher).
- À Trappes, la société des Bigophones Gaulois, créée par l’amicale du personnel de l'Office national de météorologie et dirigée par Jean Goudron, prospère jusque dans les années 1960 et 70[272]. Elle participe à des fêtes publiques et à l'émission de télévision La Lorgnette, de Jacques Martin, le 12 mars 1978.
- De 1974 à 1987, à Solliès-Toucas, existe la société des Joyeux Bigophones Toucassins. Elle compte plus de 60 membres et anime la plupart des corsos et carnavals de la région[273].
- Le 24 mars 1985, au carnaval de Creney-près-Troyes, participent au défilé trois sociétés de bigophones venues de communes voisines : Belley à 4 km, Saint-Parres-aux-Tertres à 4 km et Villechétif à 2 km[274].
- En 1974, aux États-Unis, Dudley Laufman enregistre avec son orchestre un disque de musique folk où il joue de divers instruments dont un bigophone[275][source insuffisante].
- Les Éditions le Chant du Monde ont sorti un disque microsillon intitulé : Les Bigophones et leur ensemble mixte[276].
- En 2000, l'Orchestre bigophonique de Mestre Roubert est actif à Saint-Raphaël[277].
- En [005, l'article bigophone du Dictionnaire de la musique édité chez Larousse indique que : « Les bigophonistes restent nombreux dans certains pays, telle l'Espagne, où ils forment de véritables orchestres symphoniques[278]. »
- Le 18 février 2007, au dixième défilé de la Promenade du Bœuf Gras au Carnaval de Paris, participe un ensemble de bigophones organisé pour l'occasion par la fanfare klaxon Zek ! de Bobigny. Il défile au côté des pittoresques schalmeis habituels de cette fanfare[279].
- À Menton[280] et au Luc[48] existe toujours un ensemble bigophonique.
- À Châtellerault, l'activité bigophonique s'est poursuivie jusqu'à nos jours[Quand ?] et fait partie du patrimoine local[16].

L'oubli pratiquement partout des sociétés bigophoniques conduit aujourd'hui des sites Internet à répéter des informations erronées, parfois anciennes, par exemple : naissance du bigotphone en 1883, alors que c'est 1881. Les instruments sont en zinc, alors qu'ils sont, le plus souvent, en carton. Ou encore à reprendre ce propos datant de 1926 : « Des réunions de "bigotphonistes" avaient lieu en 1910 dans le XIVe arrondissement de Paris. » Propos se faisant probablement l'écho des fêtes musicales organisées en septembre 1910 dans le XIVe arrondissement de Paris. Dans le cadre de celles-ci se déroula pour la première fois un concours national des sociétés bigophoniques de France. Mais présenté ici comme si les réunions bigophoniques n'avaient eu lieu que dans cet arrondissement de Paris et en 1910[Interprétation personnelle ?].
Comme visible dans le compte-rendu d'une fête donnée le 22 septembre 1924, les bigophones, avec leurs corps et embouchures en carton, leur membrane vibrante non amovible, étaient fragiles, se déglinguaient facilement :
La pluie survint. L'orchestre de bigophones, venu d'Alfortville pour participer aux réjouissances, dut se retirer, ses instruments n'étant pas imperméables. Faute de musique, l'assistance, enfin, se dispersa.
Et une fois qu'un bigophone cessait d'être utilisé , il finissait naturellement en se défaisant tout seul avec le temps, ou en étant jeté au feu ou à la poubelle.
Ces instruments ont perdu leur popularité des années avant l'apparition des objets bon marché en plastique. Sinon ils seraient encore découverts, abandonnés au fond des caves ou dans les greniers.
Néanmoins de vieux bigophones rescapés se voient quelquefois apparaître. Ainsi, le Centre Saint-Exupéry de Massy en possède un, vestige d'un ensemble bigophonique local : les Gais lurons de Villaine. La médiathèque de Montgeron, dans une exposition consacrée aux cuivres, tenue du 29 mars au 9 avril 2011, présente un bigophone parmi les cinquante instruments exposés[pertinence contestée].
Les bigophones ont connu un usage important et organisé au moins du début des années 1880 au début des années 1940. Les témoins de cette période faste du bigophone ne sont plus nombreux. Il en disparaît tous les jours. Bientôt il n'y en aura plus[Interprétation personnelle ?].
L'ensemble bigophonique et les bigophones sont aujourd'hui oubliés du grand public, excepté en de rares endroits, comme Châtellerault, Le Luc, Menton ou Sospel. Les seuls objets qui ressemblent aux bigophones, qui se trouvent couramment de nos jours dans le commerce, sont de très petits instruments sans pavillon amplificateur appelés kazoos.
La plupart du temps les mots bigophone et bigophonique servent familièrement à la place de téléphone et téléphonique et leur sens d'origine est oublié. Le verbe bigophoner est ainsi utilisé dans le sens de téléphoner.
Durant au moins quinze ans et jusqu'en décembre 2003 a existé à Tournus une formation de jazz qui semble n'avoir eu de bigophonique que le nom : le Bigophone Jazz band.
Dans le département du Nord, à Bauvin, perpétuant le souvenir du bigophone, existe une résidence baptisée Les Bigophones. Dans cette ville existait au moins un ensemble bigophonique, actif dans les années 1930 : Les Gais Lurons des Corons de Bauvin[source insuffisante].

## Le mépris du bigophone
- Si vous ne connaissez pas le sujet, laissez ce bandeau (vous pouvez alors contacter les auteurs).
- Si vous supprimez le contenu mis en cause (vous pouvez préalablement contacter les auteurs),

argumentez précisément cette suppression dans la page de discussion
(un manque de référence n'est pas un argument ; une recherche réelle de référence doit avoir été effectuée, être formellement documentée).
Le bigophone, comme le Carnaval, fait partie des réjouissances populaires. Quand la Musique bigophonique de Noisy-le-Sec participe à l'animation du concours international de pêche à la ligne de Guingamp, il est possible de comprendre que le mépris du bigophone puisse ne pas être simplement musical, mais aussi social.
Dans le numéro de Noël 1925 de L'Illustration, Henri Duvernois écrit, parlant des effets des modes remettant des usages anciens au goût du jour :
C'est par ces réactions vengeresses que l'accordéon s'impose tout à coup, parmi les bigotphones des nègres.
En avril 1934, Louis-Ferdinand Céline écrit dans une lettre adressée à Élie Faure :
Pourquoi voulez-vous que je me mette à jouer du bigophone soudain parce que douze douzaines de ratés m'en jouent ? moi qui joue pas trop mal du grand piano ? Pourquoi ? Pour me mettre à leur toise de rétrécis, de constipés, d'envieux, de haineux, de bâtards ?
Les bigophonistes aiment à rire comme le montrent les noms de certaines de leurs sociétés, les Rigolards de Sarcelles, les Cent Couacs de Bois-Colombes, les Écervelés Bigophones, le Hanneton légumivore, la Fanfare de Zoui-zoui les Pinchettes, ou bien encore les Joyeux Bigotphones d'Alfortville - Société Tirbouchonnatoire et Anti-Neurasthénique[source insuffisante].
Les bigophones de Rouillac se baptisent en patois saintongeais : Les beaux gars de chante corbeau ! Et la bannière de leur groupe est surmontée d'un corbeau empaillé.
À Meurchin, dans la société des Joyeux lurons, on mélange sans complexes instruments classiques et bigophones de fortune :
De véritables musiciens jouent de la trompette ou du tambour. Les autres, musiciens de fortune, soufflent dans un tuyau en carton bouché à une extrémité par une feuille de papier à cigarettes.
Le 15 mai 1926, L'Ouest-Éclair dépeint ainsi la participation d'une nouvelle société de bigophones à une fête aérostatique à la Roche-sur-Yon :
Nous avons dernièrement fait connaître à nos lecteurs quel serait le programme de cette fête, aujourd'hui, nous devons le compléter par un lâcher de pigeons qui sera effectué par la Société Colombophile et par une audition bigophoniste, donnée par les « Poussifs de Noir...on » qui en grande tenue d'apparat, affronteront pour la première fois notre place, sur laquelle ils se proposent de revenir, car cette nouvelle société née de la Mi-Carême, est en pleine prospérité, et les trente membres qui la composent sous la direction de l'oiseau plein d'allant qu'est leur chef, ont le souci d'apporter leur concours à toutes nos fêtes et d'y chasser la neurasthénie.
Le but des bigophones est de se distraire joyeusement. En 1930, le congrès de la Fédération bigotphonique de France ne le comprend visiblement pas et fait de l'élitisme. Il veut faire du bigophone un instrument de vraie musique, alors qu'il en est déjà un, et des bigophonistes des vrais musiciens… Cela apparaît dans le compte-rendu du congrès où est annoncée l'organisation de cours de… solfège ! Solfège qui est à l'époque enseigné en France suivant la méthode du « tout par cœur », qui a dégoûté de la musique des générations de pratiquants potentiels, jeunes ou adultes[Interprétation personnelle ?]. Une telle orientation ne peut que culpabiliser et faire fuir les bigophonistes traditionnels qui veulent simplement s'amuser :
Les délégués des sociétés bigotphoniques de Paris et des départements ont tenu leur congrès boulevard du Temple, sous la présidence de M. Mignon, de Vichy. Après avoir approuvé le compte rendu des travaux de la Fédération, les congressistes ont nommé MM. Pontey, de Paris, Président d'honneur, et Brou, président, puis ont décidé d'organiser des cours de solfège dans les sociétés régionales. Après leur banquet, les congressistes on élu la muse des bigotphonistes de France Mlle Marie Vivenet, des Sans-Soucis de Saint-Ouen. Ses demoiselles d'honneur sont Mlles Odette Mailgam, de Bezons, et Simonne Lacroix, d'Épinay-sur-Seine. Ils ont au surplus élu muse régionale Mlle Yvette Boiteau, de Saintes.
Ces efforts pour accéder à l'« honorabilité » musicale ne portent visiblement pas leurs fruits. En 1932, la Fédération musicale de France rejette les bigotphonistes. Le compte-rendu de la réunion de son bureau, tenue le 16 septembre] est explicite :
…le bureau termine la séance en répondant à une fédération régionale qu'elle ne peut accepter la demande d'affiliation d'une société bigotphonique ; des décisions antérieures ayant précisé que les groupes de ce genre ne sauraient être assimilés aux sociétés musicales ni, par conséquent, prétendre aux avantages accordés à celles-ci.
Dès 1906 est relevée cette prétention à « se prendre au sérieux » et apparaître comme de « vrais musiciens » dans l'abandon des formes comiques de bigophones par les ensembles bigophoniques participant à un concours à Milly-la-Forêt[réf. souhaitée]. Un journal local, L'Abeille d'Étampes, écrit le 14 juillet de cette année, dans son compte-rendu de l'arrivée des sociétés bigophoniques parisiennes :
Faut-il le dire : grande a été notre déception à la vue de ces divers groupes munis d’appareils en zinc peint affectant la forme des vrais instruments de cuivre, pistons, altos, trombones, contrebasses, peints en vert, rouge, ou bleu… Nous en étions encore au bigotphone en carton peint, et nous nous réjouissions de voir circuler dans la ville des groupes de volatiles, de bovidés, de serpents, de légumes mêmes ou de fleurs, servant de cors et de pavillons à l’embouchure sonore. Et comme c'eut été plus pittoresque, plus drôle ! La forme n’eut rien fait au son, du moment que l’instrument était muni de l’invention de M. Bigot ! Nous en sommes restés aphone !!! Et c’est sans gaieté que nous avons suivi dans les salles de concours les membres du jury qui, courageusement ont écouté des imitations de fantaisies musicales exécutées par ces braves gens que la musique réunit, et dont la condition actuelle est de n’être pas musiciens. La plupart, en effet, ne connaissent pas une note de musique.
En 1935, Pierre Blois écrit dans L'Européen :
MUSIQUE SYMPHONIQUE
Un grand effort est tenté pour donner à nos émissions radiophoniques, une valeur musicale. C'est ainsi que nos postes officiels n'hésitent pas aujourd'hui à inscrire à leurs programmes, Le Carnaval d'Aix, de Darius Milhaud, l'amusant Carnaval norvégien, des Swendsen, la Fantaisie de Debussy, la Ballade de Fauré Till Eulenspiegel, les Danses de Debussy. Cela nous change des déshonorants concertos d'accordéon, de bigophones et d'orchestres jazz d'amateurs ! Décidément, l'influence des vrais musiciens semble déjà salutaire à notre radiodiffusion nationale.
En 1958, la même hostilité élitiste au bigophone apparaît chez François Michel dans son Encyclopédie de la musique. Après avoir défini le bigophone comme « une sorte de mirliton en métal », il ajoute :
En 1925, la France avait le triste privilège de posséder une soixantaine de sociétés de bigophonistes, qui s'étaient même fédérées.
Le vieux débat prétendant opposer la musique bigophonique à la musique tout court n'est pas clos[Interprétation personnelle ?]. Certains sites Internet qualifient aujourd'hui le bigophone de faux instrument de musique, opposé aux vrais instruments de musique, probablement parce qu'il est très facile d'en jouer : il suffit de chanter dedans en faisant tut-tut-tut[Interprétation personnelle ?].
En 1991, dans un ouvrage sur les origines des banlieues de Paris, sous la photo d'un concert de bigophones donné sur une scène en plein air dans le quartier des Coudreaux à Montfermeil est ajouté ce commentaire qui nie au bigophone sa qualité musicale :
Le bigophone a sa définition dans le Larousse : « De Bigot, nom de l'inventeur. Mirliton en zinc dans lequel on chante et où la voix se répercute sur un papier de soie tendu sur une feuille latérale. Fam. : récepteur téléphonique ». Le bigotphone n'a pas survécu comme instrument musical (on ne le trouve pas dans la lutherie répertoriée des fanfares), mais comme porte-voix, du type de ceux qu'on utilise dans les défilés et manifestations politiques. Le bigophone que les gens des Coudreaux se fabriquent avec du carton sert surtout à amplifier la voix pour dominer le bruit du défilé.
Ainsi le bigophone est ici un mirliton en zinc (référence Larousse), fabriqué en carton et utilisé dans un défilé, alors que sur la photo il s'agit d'un concert donné sur une scène en plein air[Interprétation personnelle ?]. Il ne figure pas dans la lutherie répertoriée des fanfares, autre référence[réf. souhaitée].
Autre manière de dénier au bigophone sa valeur et son intérêt[style à revoir], prétendre que c'est un instrument uniquement pour enfants. Les adultes ayant eux, le privilège de jouer sur des instruments sérieux. Ce qui laisse entendre[Interprétation personnelle ?] aussi qu'aux enfants sont réservés des sous-instruments. Cette manière de voir les choses et l'usage abondant dans les écoles françaises de la flûte à bec, abandonné à présent, a amené quantité de personnes, et notamment d'enfants, à mépriser cet instrument de musique aussi remarquable que beaucoup d'autres[Interprétation personnelle ?].
En 2011, le site Internet de l’Encyclopædia Britannica qualifie le mirliton de « pseudo instrument de musique » : pseudomusical instrument.
En fait, le bigophone est aujourd'hui, au même titre que quantité d'autres instruments de musique, un instrument de musique qui a jadis été en vogue et est aujourd'hui délaissé.
Le serpent, la bombarde, la viole de gambe, le luth ou le clavecin ont été aussi presque oubliés. Ils ont ensuite retrouvé plus ou moins de succès dans le milieu des musiciens et mélomanes.

## Vers un renouveau des sociétés bigophoniques
À Châtellerault, alors qu'elle disparaissait partout en France et en Belgique après avoir prospéré au moins du début des années 1880 jusqu'au début des années 1940, l'activité bigotphonique s'est maintenue avec la fanfare de Bigotphoneux. Cette société s'inscrit toujours avec force dans les animations de la ville. En 2010, elle s'est même exporté dans le cadre des activités de jumelage entre Châtellerault et Velbert[pertinence contestée]. Elle a participé au Carnaval de cette ville d'Allemagne aux côtés d'une délégation de la ville anglaise de Corby. Présents dans le cortège du Lundi des Roses (Rosenmontag), 16 bigophoneux ont défilé dans un char juste derrière la souveraine du Carnaval de Velbert : la princesse Babette 1.
À Menton existe depuis 1946 la société bigophonique Le Ravanet Club[pertinence contestée]. Au Luc existe depuis 1956 la société bigophonique Les Barbaillans[pertinence contestée].
À Rurange-lès-Thionville existe une société bigophonique : l'Orphéon des Bigophones de Metz-Rurange. Elle a notamment participé à des défilés de la Saint-Nicolas à Metz.
Le 28 octobre 2010, à Thionville, dans la manifestation régionale contre la réforme des retraites, on relève la présence de « Quatre bigophones pour reprendre en chœur une foison de slogans. »
En 2011, à l'occasion de la renaissance du carnaval de Châtellerault, une deuxième société bigotphonique châtelleraudaise s'est créée, composée d'adolescents : les Rigolados.
En octobre de la même année, Alexandra Bristiel et Basile Pachkoff ont fondé à Paris C'est Caïman trop Marrant !, fanfare bigophonique de la Compagnie carnavalesque parisienne Les Fumantes de Pantruche.

## Les bigophones à Vaudreuil-Dorion
En 2013, à l'occasion du défilé de la Fête nationale du Québec, le 23 juin, la ville québécoise de Vaudreuil-Dorion voit l'apparition des bigophones à l'initiative de Michel Vallée, directeur du Service des arts et de la culture de la mairie de la ville. Comme le rapporte le site d'informations locales Première édition, des bigophones sont distribués et des modes d'emplois pour leur fabrication sont fournis aux enfants des écoles :
Autre nouveauté : le bigophone. C’est lors d’un séjour en France que Michel Vallée a découvert cet instrument tout simple, que le responsable du Carnaval de Paris lui a montré. Un gazou, une caisse de résonance, et voilà, le tour est joué ! Ceux que la bibliothèque distribuera aux intéressés sont fabriqués à partir de chapeaux de fête en carton. Les enfants des écoles primaires de la ville recevront sous peu les étapes de fabrication du bigophone. Toutefois, parions que les grands voudront également jouer de cet instrument festif.

## Bigophones anciens

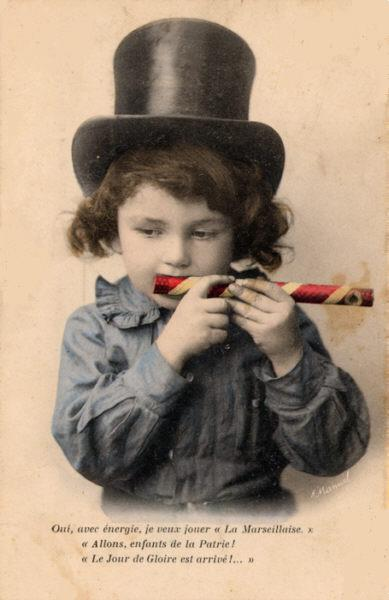
Le mirliton, ancêtre du bigophone.
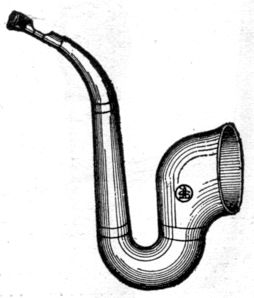
Un vocophone vendu à New York vers 1896[310].
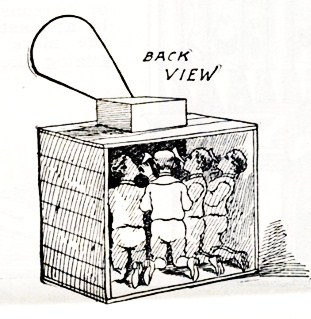
Intérieur du Mammoth Zobo Phunnygraph, zobo géant vers 1900, avec quatre enfants dedans[311].
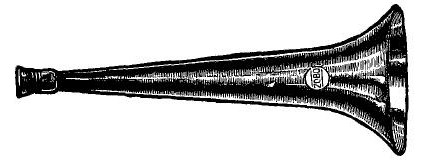
Un zobo ou songophone vendu à Cincinnati en 1901[312].
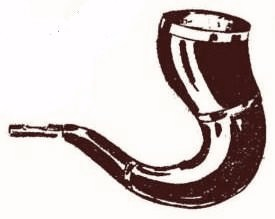
Bigotphone vendu à Paris en 1927[23].
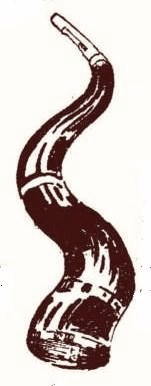
Bigotphone vendu à Paris en 1927[23].
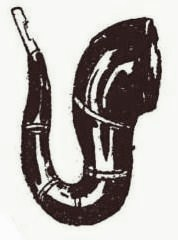
Bigotphone vendu à Paris en 1927[23].
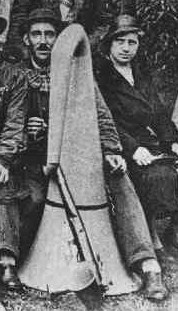
Un bigophoneux de Châtellerault avec son instrument vers 1930. Dans le châtelleraudais, la tradition bigophonique a été préservée jusqu'à nos jours.
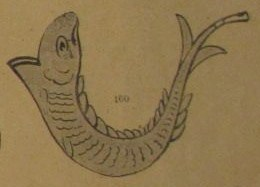
Un bigotphone vers 1900.
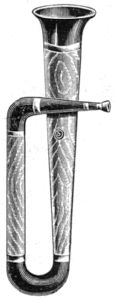
Bigotphone allemand 1893[313].
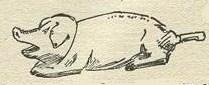
Bigotphone en forme de cochon[23].
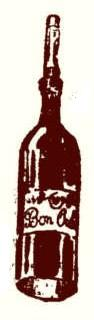
Bigophone en forme de bouteille de vin. Tout en jouant on peut faire semblant de boire et se saouler[23].
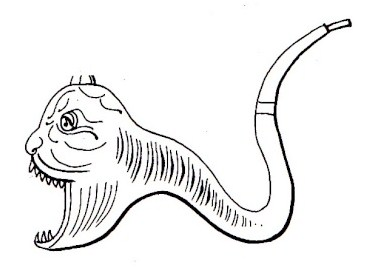
Bigophone en forme de dragon[314].
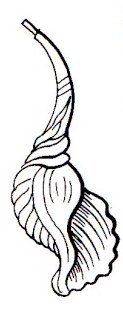
Bigophone en forme de conque[314].
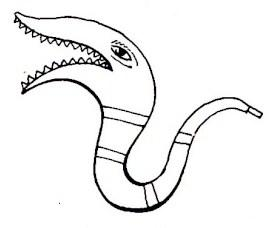
Bigophone en forme de serpent[314].
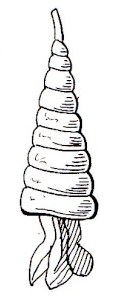
Bigophone en forme de coquillage[314].
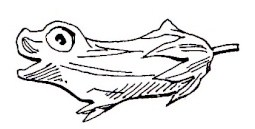
Bigophone en forme de grenouille[314].

## Bigophones modernes

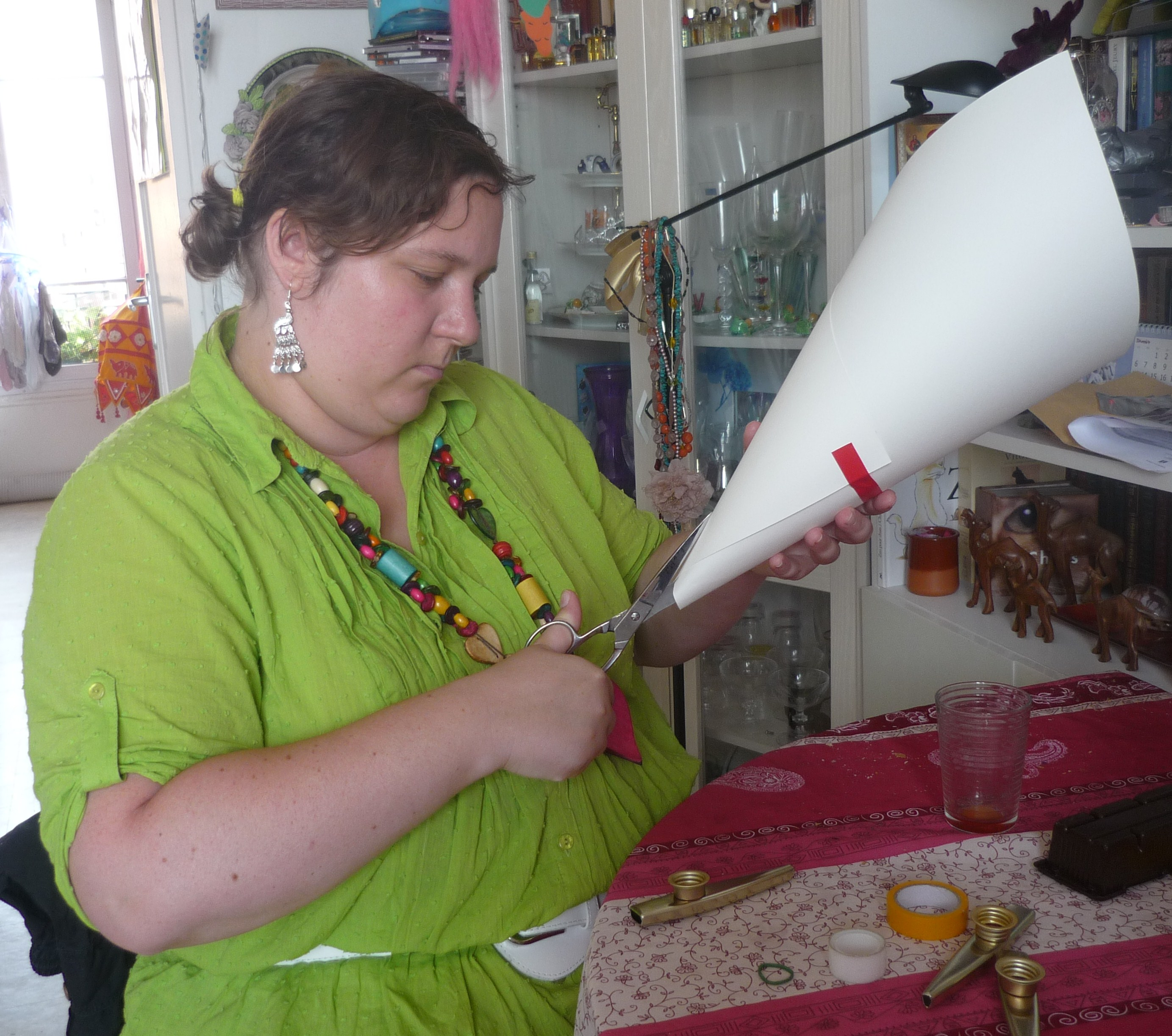
Fabrication artisanale moderne d'un bigophone par Alexandra Bristiel.
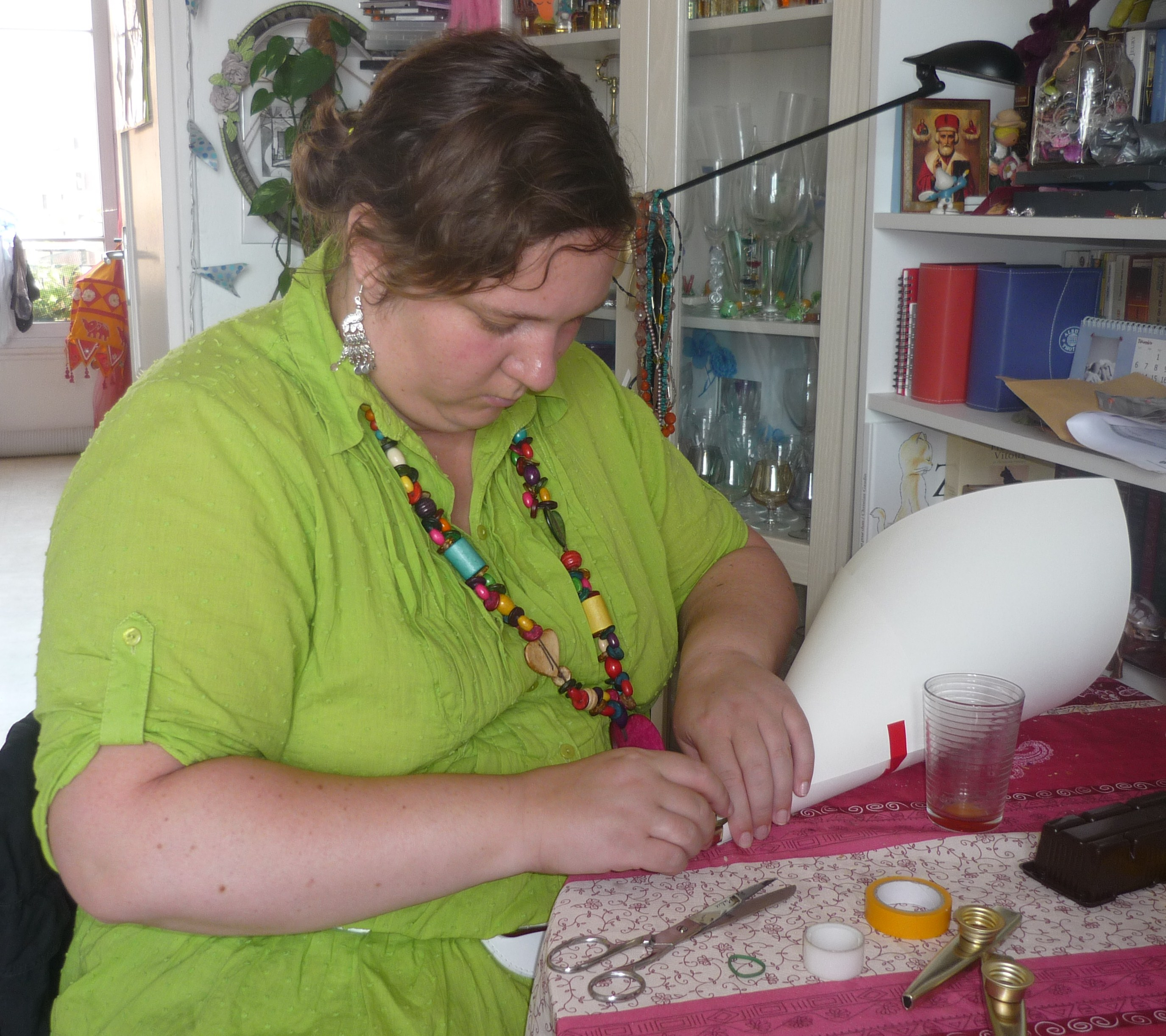
Adaptation du kazoo au cornet en papier.
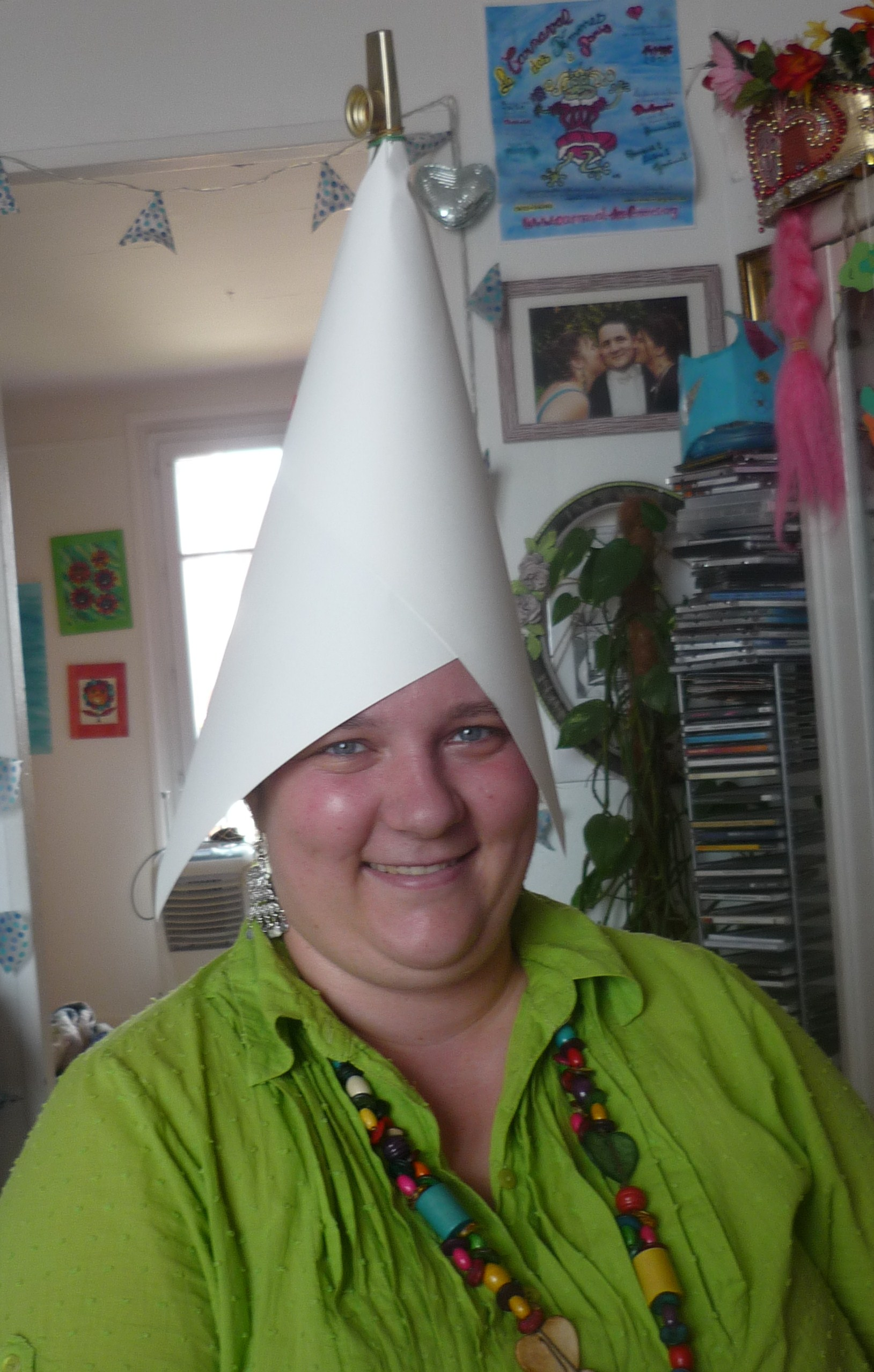
Ce bigophone terminé peut servir de chapeau de Carnaval. On peut le décorer avec de la peinture[315].
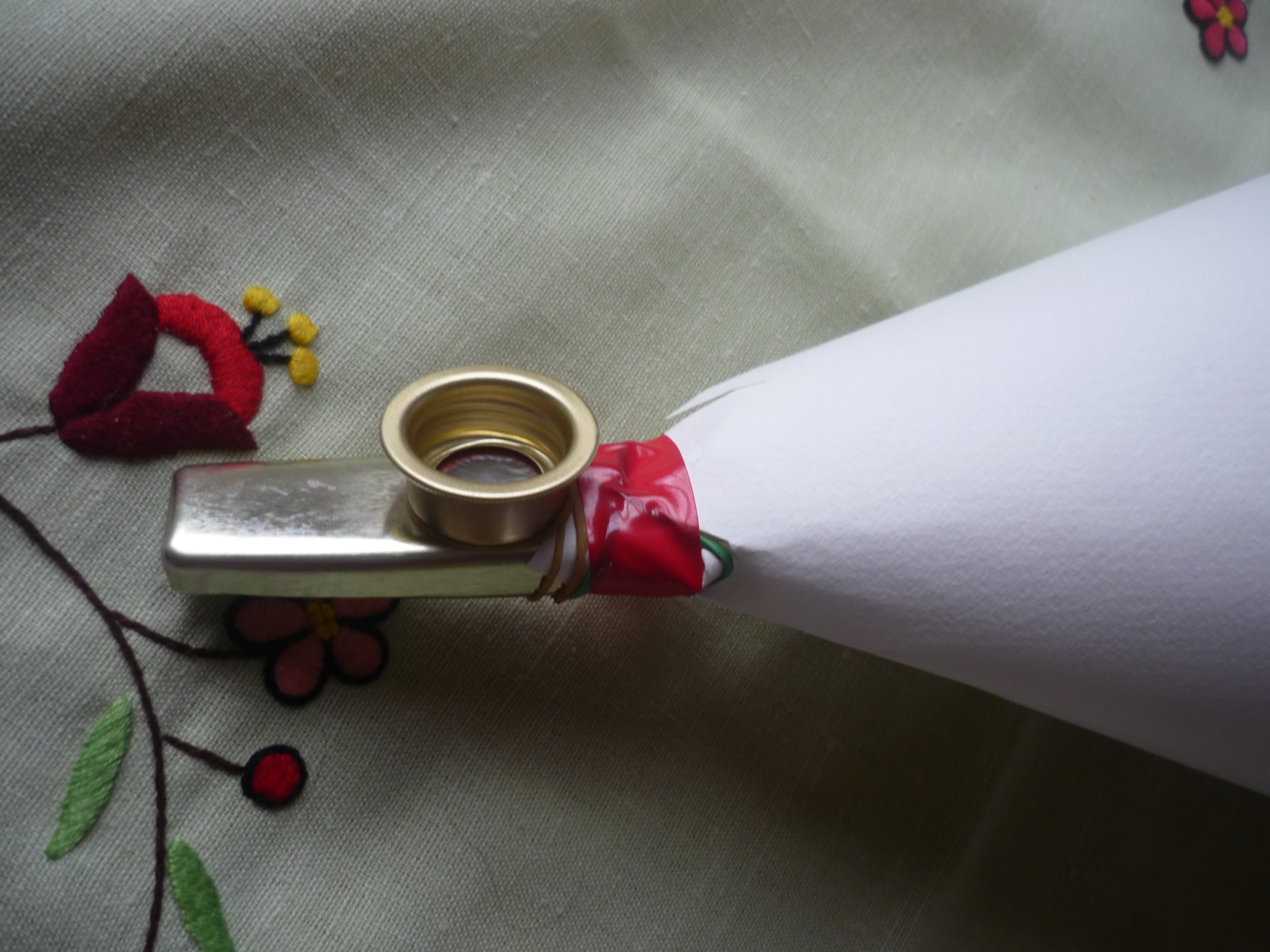
Ajustage d'un kazoo à un cornet en papier pour faire un bigophone.
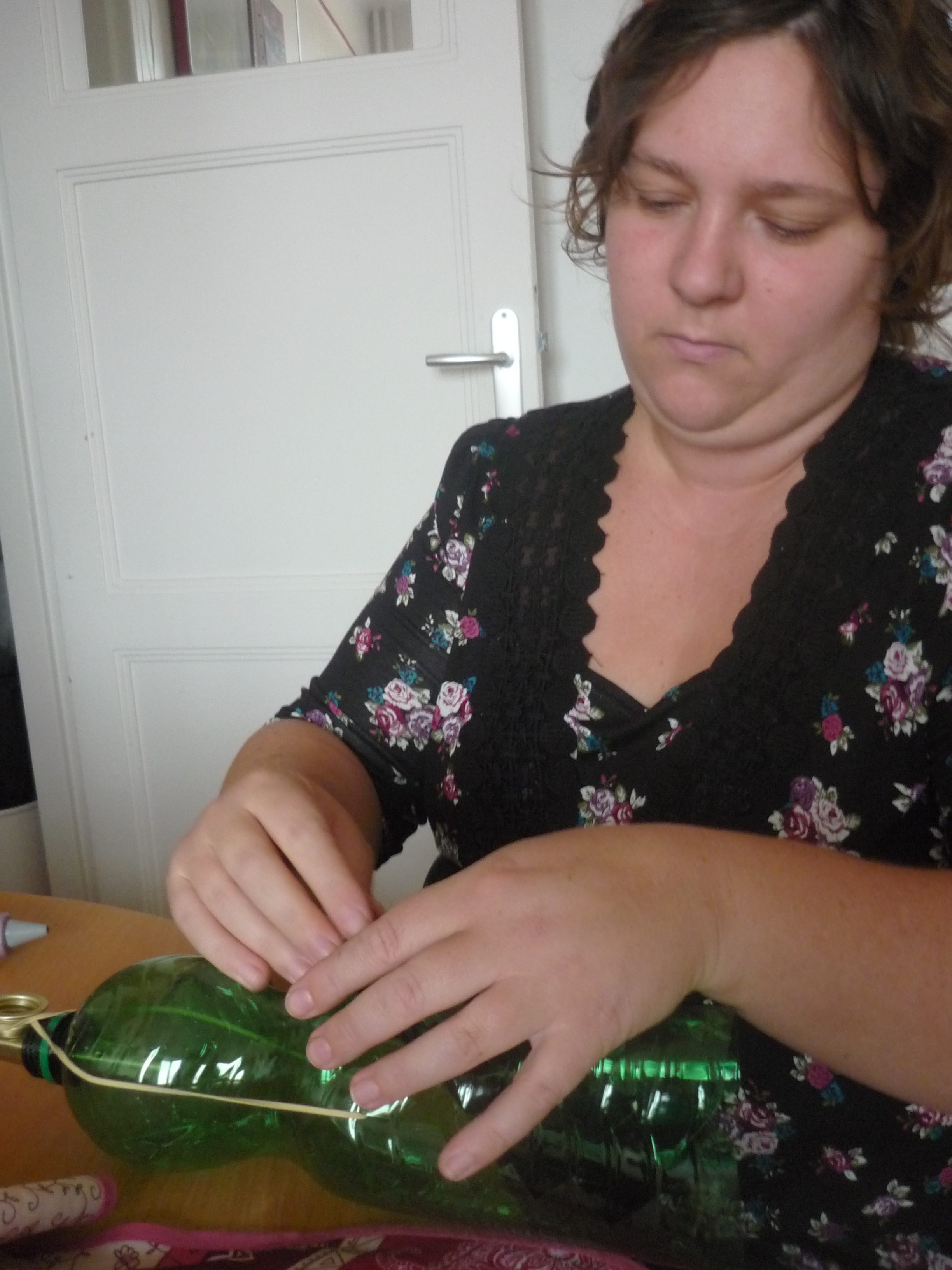
Fabrication d'un bigophone en forme de crocodile en octobre 2011 pour la fanfare bigophonique parisienne C'est Caïman trop marrant !
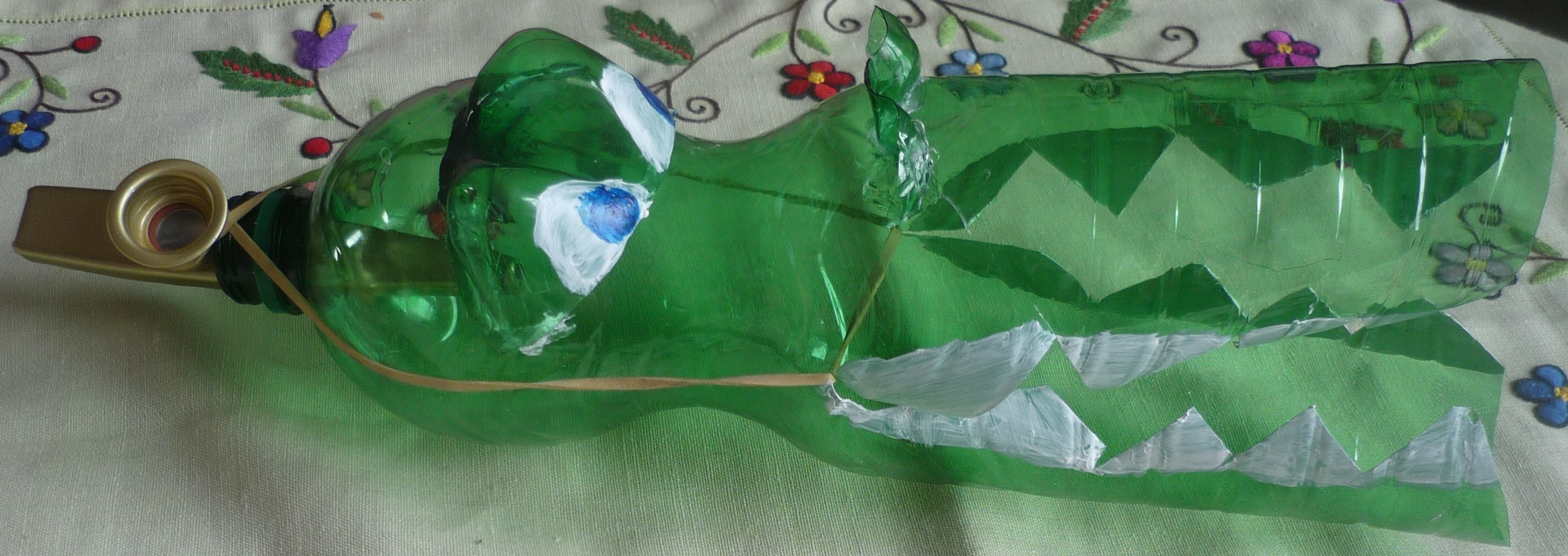
Bigophone en forme de crocodile fabriqué en octobre 2011[316].
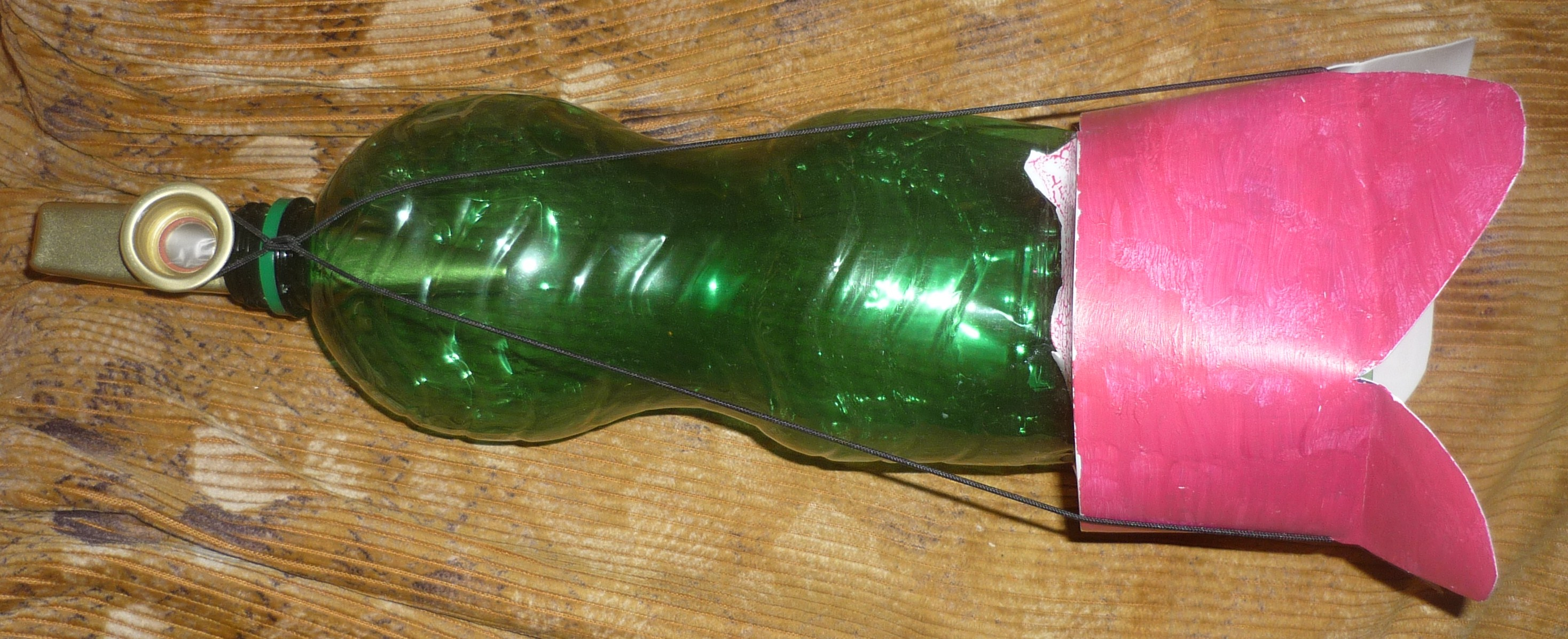
Bigophone en forme de fleur fabriqué en février 2013[317].
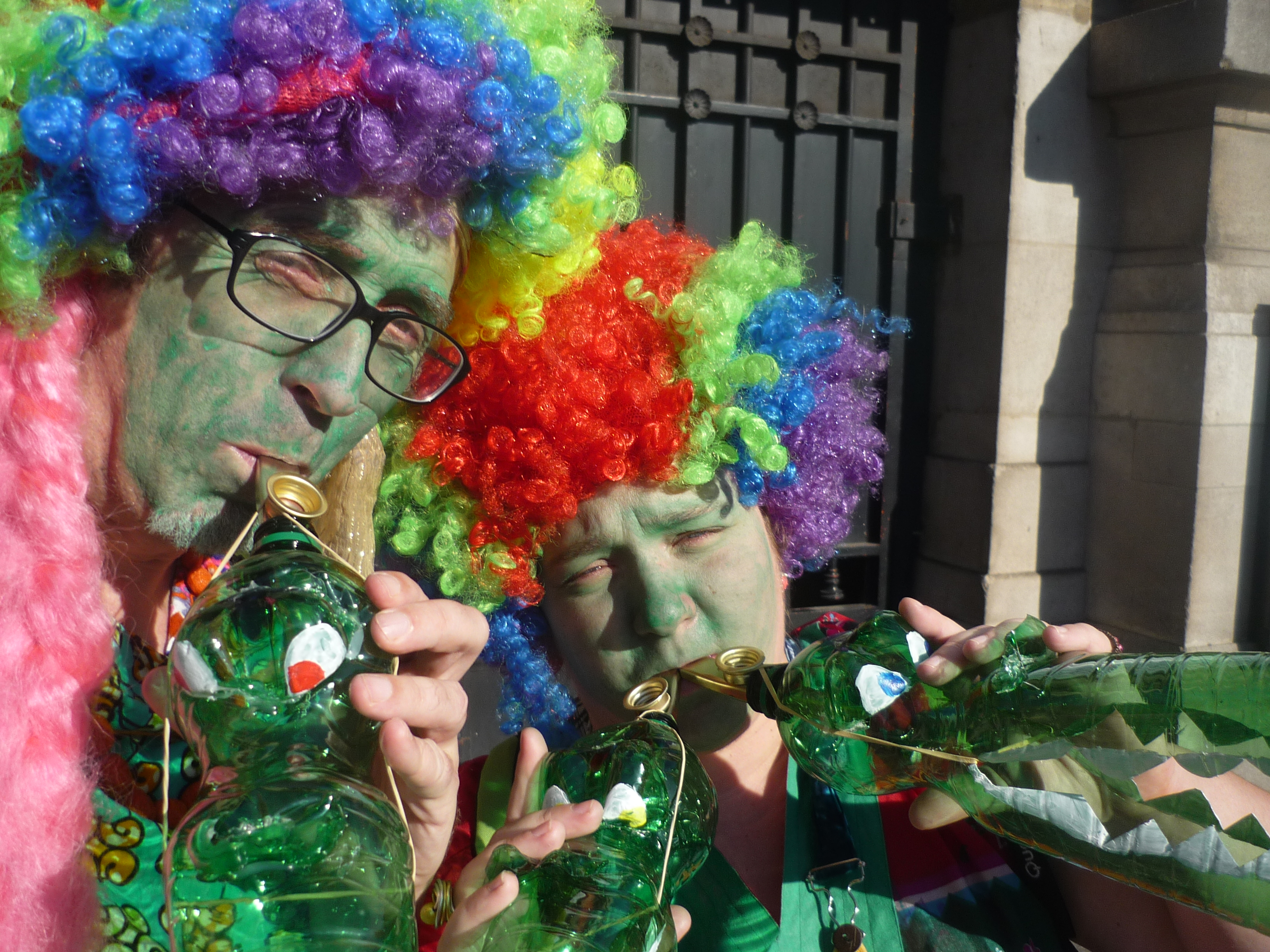
Deux C'est Caïman trop marrant ! place Gambetta le 15 octobre 2011.

## Publicités pour des bigophones

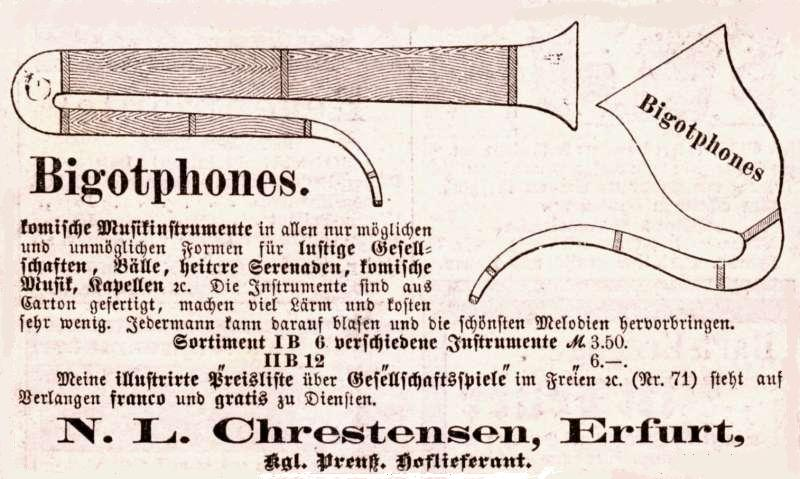
Publicité du début des années 1880 pour un fabricant de bigotphones allemands d'Erfurt.
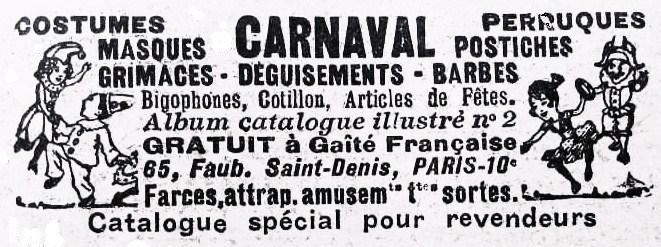
Un magasin parisien vante ses bigophones dans L'Ouest-Éclair en 1923[318].
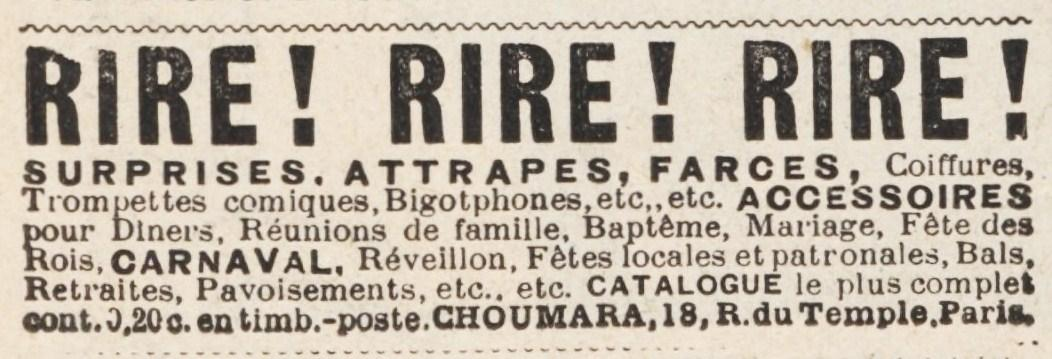
Publicité parue dans Le Rire en 1907[319].
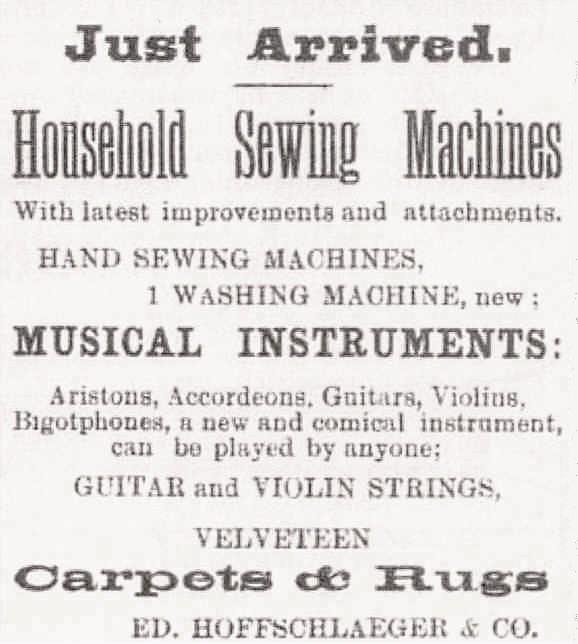
Annonce pour diverses marchandises parue le 24 avril 1888 dans The Hawaiian gazette publiée à Honolulu. Elle vante les Bigotphones : « un instrument nouveau et comique dont tout le monde peut jouer[34]; »
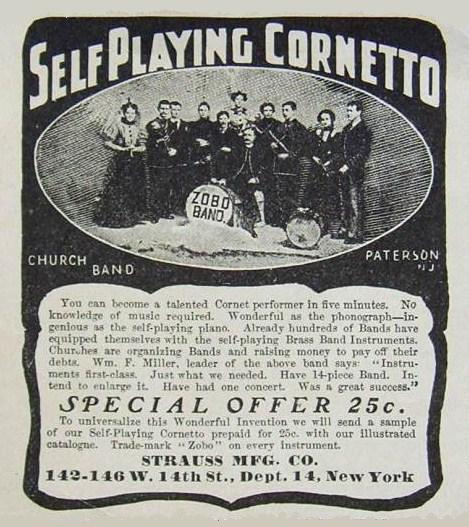
Publicité d'un marchand de zobos new yorkais en 1901. Elle parle de la Church Band (fanfare d'église) de Paterson (New Jersey).
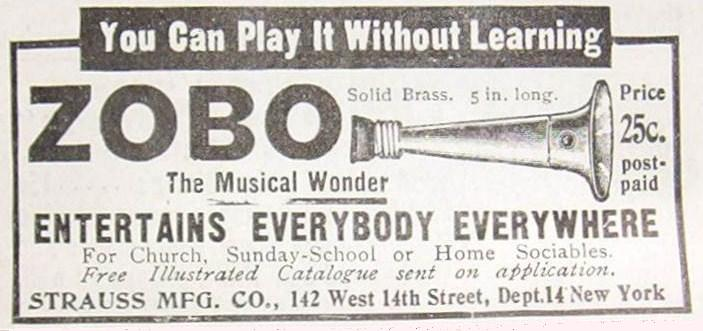
Publicité d'un marchand de zobos new yorkais en 1902.
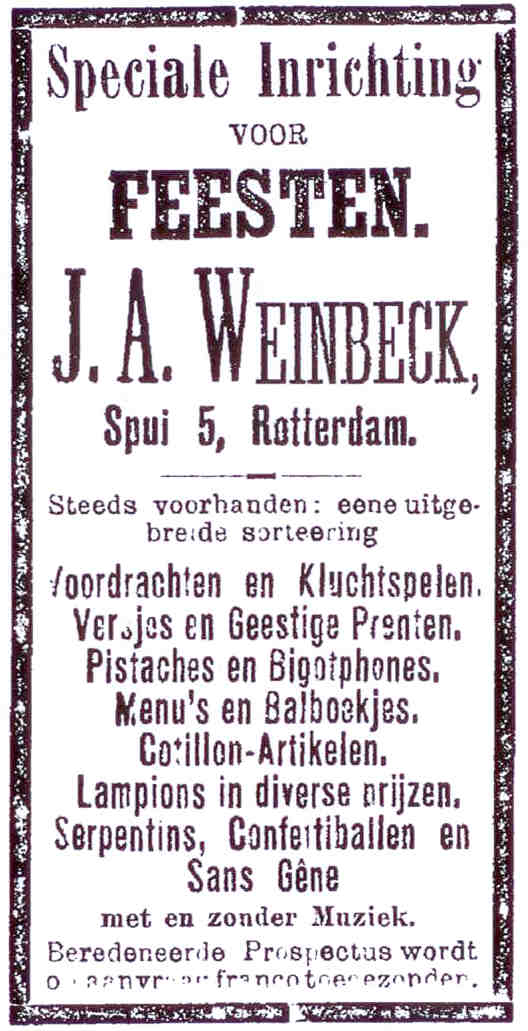
Publicité notamment pour la vente de bigotphones à Rotterdam en 1895[320].
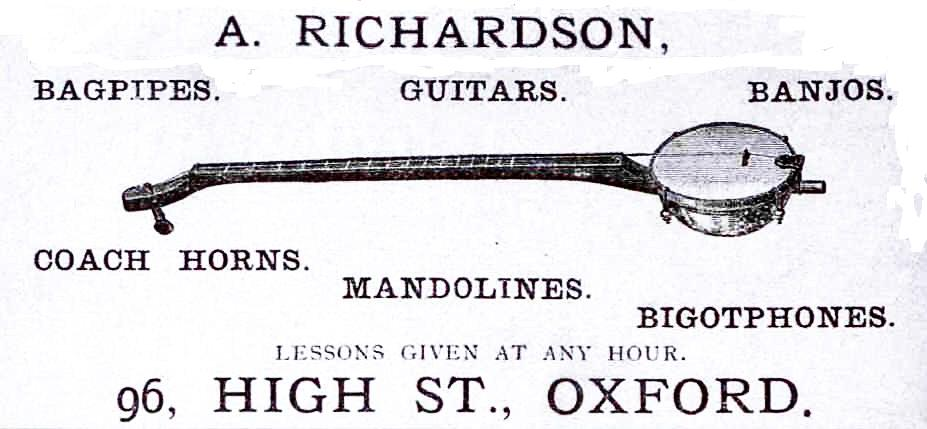
Annonce de vente de bigotphones à Oxford en 1892[321].
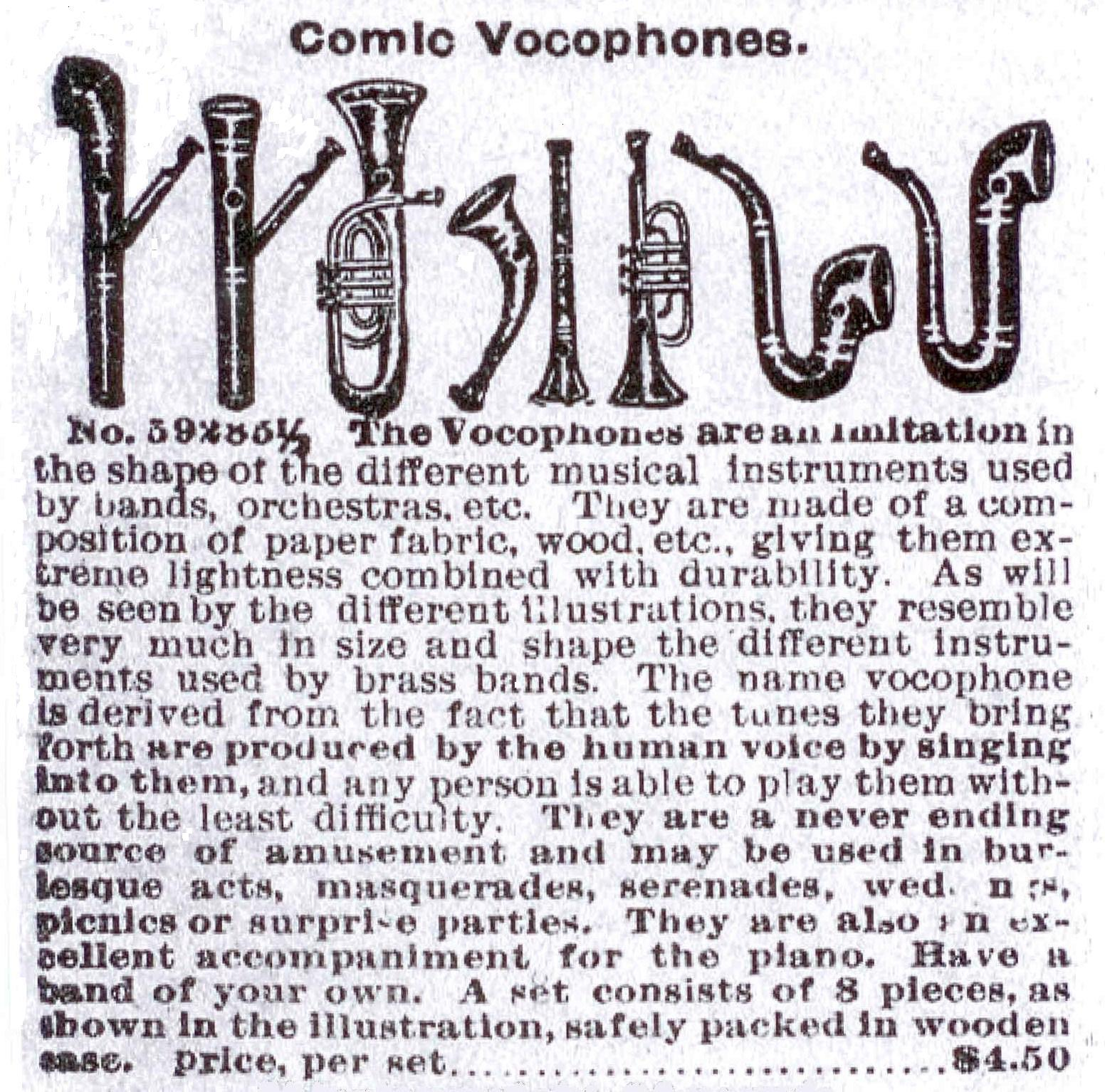
Catalogue 1900 de vocophones, une des versions américaines du bigophone[322].
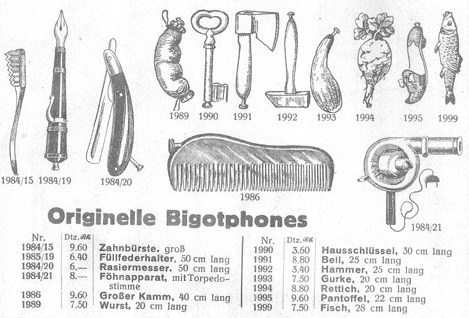
Bigotphones allemands 1930[323].
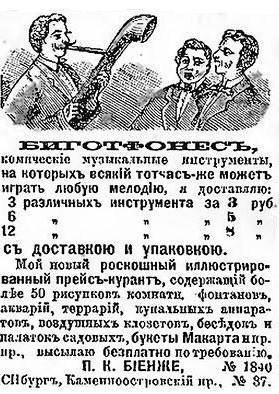
Annonce parue en 1886 pour un marchand de bigotphones russe de Saint-Pétersbourg[28].
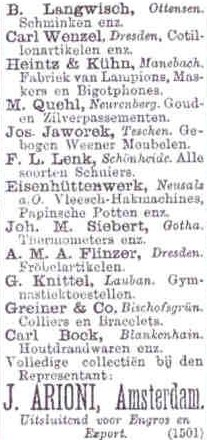
Annonce parue en 1887 à Amsterdam pour des produits fabriqués et importés d'Allemagne ; au nombre de ceux-ci, des bigotphones[30].
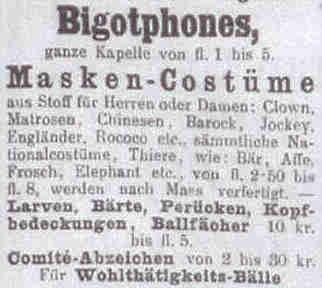
Annonce pour des bigotphones parue en 1892 en Autriche-Hongrie[35]. Ils sont vendus dans le magasin Rix, situé sur la Praterstrasse, célèbre rue de Vienne.
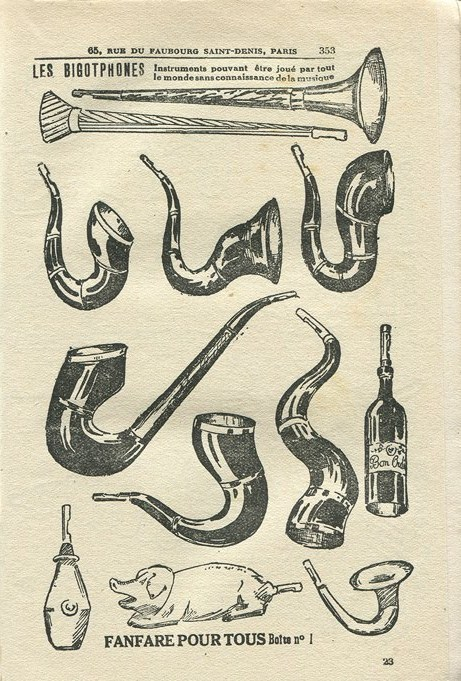
Page du catalogue de la Société de la Gaité Française, 65 rue du Faubourg-Saint-Denis, Paris 1927 : assortiment de bigotphones.
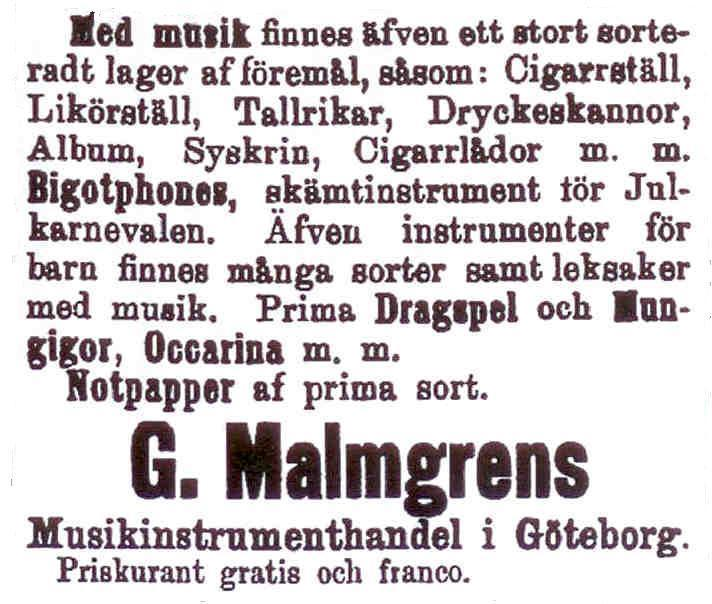
Annonce parue en 1892 en Suède. Il y figure les bigotphones qualifiés de : skämtinstrument för Julkarnevalen, instruments comiques pour le Carnaval de Noël[36].
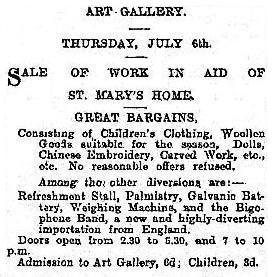
Publicité parue dans un journal néo-zélandais mentionnant un Bigophone Band en 1899[324] : « the Bigophone Band, a new and highly-diverting importation from England. »
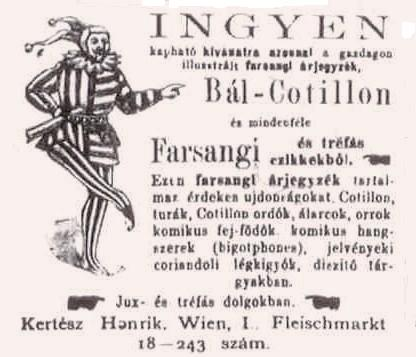
En 1905, un journal de Nagykanizsa vante les bigotphones « instruments de musique comiques[325] ».
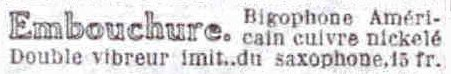
Annonce pour un « Bigophone Américain » en cuivre nickelé, double vibreur, imitation du saxophone. Il est en vente à Paris en 1925. C'est probablement un vocophone ou un zobo[65].

## Voir et entendre le bigophone
- Vidéo du repas de la société bigophonique Le Ravanet de Menton, le 3 juillet 2011.

## Articles liés
- Liste de goguettes
- Société festive et carnavalesque
- Langue de belle-mère ou Sans-gêne
- Varinette
- Vuvuzela
- Liste de couvre-chefs